# Olympische Sommerspiele 2012
| Medaillenspiegel               | Medaillenspiegel   | Medaillenspiegel | Medaillenspiegel | Medaillenspiegel | Medaillenspiegel |
| Platz                          | Land               | G                | S                | B                | Ges.             |
| ------------------------------ | ------------------ | ---------------- | ---------------- | ---------------- | ---------------- |
| 1                              | Vereinigte Staaten | 48               | 26               | 31               | 105              |
| 2                              | China              | 39               | 31               | 22               | 92               |
| 3                              | Großbritannien     | 29               | 18               | 18               | 65               |
| 4                              | Russland           | 18               | 22               | 26               | 66               |
| 5                              | Südkorea           | 13               | 9                | 9                | 31               |
| 6                              | Deutschland        | 11               | 20               | 13               | 44               |
| 7                              | Frankreich         | 11               | 11               | 13               | 35               |
| 8                              | Australien         | 8                | 15               | 12               | 35               |
| 9                              | Italien            | 8                | 9                | 11               | 28               |
| 10                             | Ungarn             | 8                | 4                | 6                | 18               |
| …                              | …                  | …                | …                | …                | …                |
| 33                             | Schweiz            | 2                | 2                | –                | 4                |
| Vollständiger Medaillenspiegel |                    |                  |                  |                  |                  |

Die Olympischen Sommerspiele 2012 (offiziell Spiele der XXX. Olympiade) fanden vom 25. Juli bis zum 12. August 2012 in London statt (mit der Eröffnungsfeier am 27. Juli). Den Austragungsort wählte das Internationale Olympische Komitee am 6. Juli 2005 im Rahmen seiner 117. Session in Singapur. Die Kandidatur Londons, die von Sebastian Coe angeführt worden war, setzte sich dabei gegen Paris, Madrid, New York und Moskau durch. Nach 1908 und 1948 war die Hauptstadt des Vereinigten Königreichs zum dritten Mal Gastgeber Olympischer Sommerspiele. Es nahmen 10.520 Athleten teil, die 204 Nationale Olympische Komitees vertraten. Insgesamt gab es 302 Entscheidungen in 26 Sportarten. Auf dem Programm stand erstmals das Boxen der Frauen, so dass erstmals überhaupt in sämtlichen Sportarten Frauen vertreten waren. Hauptaustragungsort war der neu errichtete Olympiapark im Londoner Stadtteil Stratford.

## Bewerbungen
Neun Städte reichten ihre Bewerbung zur Durchführung der Olympischen Spiele 2012 beim Internationalen Olympischen Komitee (IOC) ein: Havanna (Kuba), Istanbul (Türkei), Leipzig (Deutschland), London (Vereinigtes Königreich), Madrid (Spanien), Moskau (Russland), New York (USA), Paris (Frankreich) und Rio de Janeiro (Brasilien). Gestützt auf einen Bericht der Evaluationskommission, reduzierte das IOC das Kandidatenfeld auf fünf Städte: London, Madrid, Moskau, New York und Paris.
Alle fünf Städte reichten ihre offizielle Kandidatur ein und wurden im Februar und März 2005 von der Evaluationskommission des IOC jeweils vier Tage lang besucht. Das IOC veröffentlichte die Evaluationsberichte am 6. Juni 2005. Obwohl sie weder Benotungen noch Ranglisten enthielten, machte Paris den stärksten Eindruck, dicht gefolgt von London, das seit der ersten Beurteilung im Jahr 2004 zahlreiche Verbesserungen vorgenommen hatte. New York und Madrid erhielten ebenfalls positive Bewertungen, während Moskau als schwächste Kandidatur galt.

Logo der Kandidatur

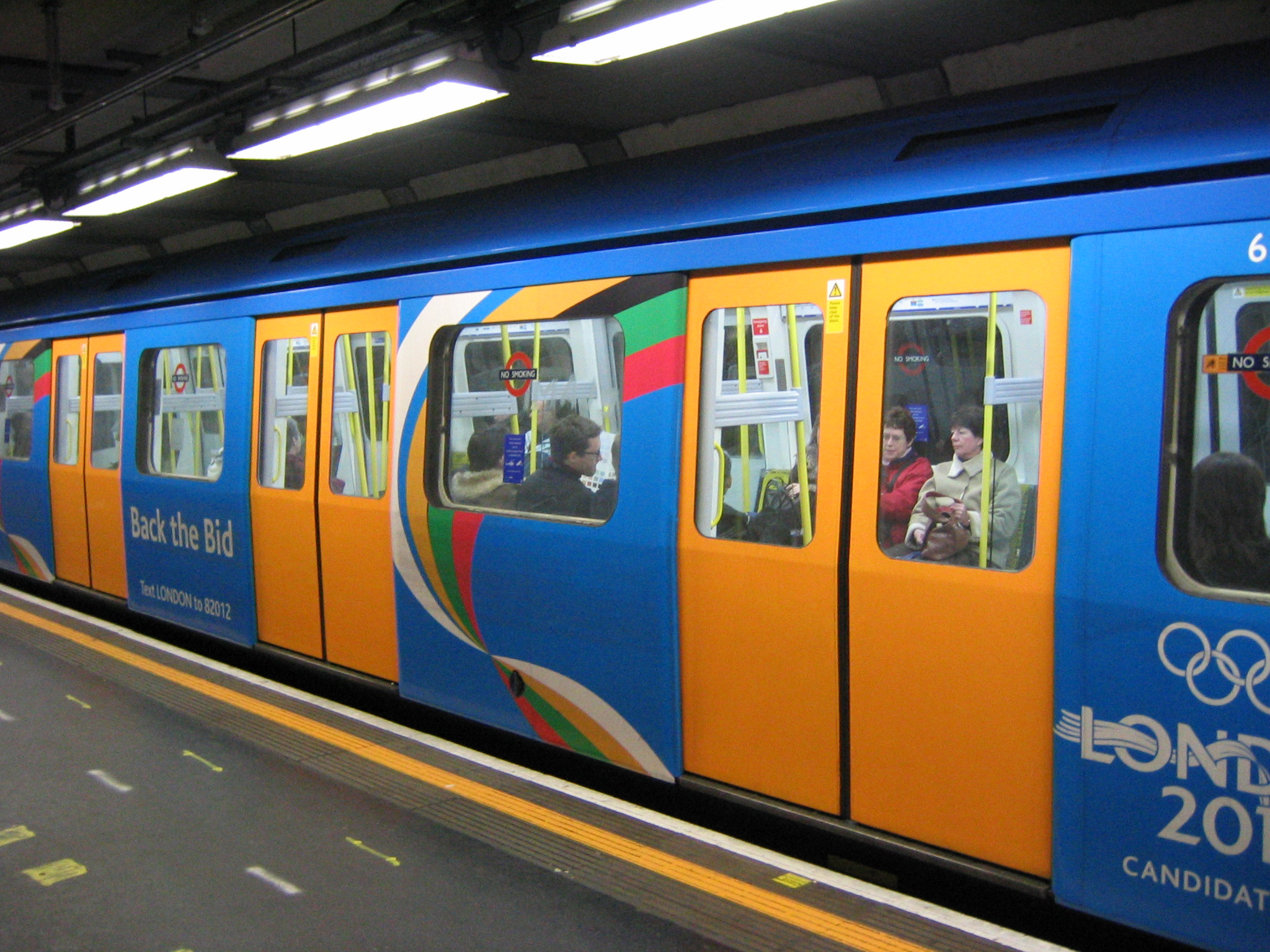
Zug der London Underground mit einer Werbelackierung für die Olympiakandidatur

Während des gesamten Bewerbungsprozesses galt Paris als Favorit, zumal diese Bewerbung bereits die dritte in jüngster Vergangenheit war. London folgte mit deutlichem Abstand, was sich jedoch zu ändern begann, nachdem Sebastian Coe zur Leitfigur der Kandidatur bestimmt worden war. Im August 2004 prognostizierten verschiedene Medien ein Kopf-an-Kopf-Rennen zwischen London und Paris.
Im Rahmen der 117. IOC-Session in Singapur fand am 6. Juli 2005 die Wahl des Austragungsortes statt. Moskau schied in der ersten Runde aus, gefolgt von New York und Madrid. In der vierten und entscheidenden Runde setzte sich London knapp mit 54 zu 50 Stimmen gegen Paris durch, womit auch feststand, dass die Sommer-Paralympics 2012 in London stattfinden würden. Die Siegesfeiern in London waren nur von kurzer Dauer, da die Stadt am folgenden Tag durch die Terroranschläge in mehreren U-Bahn-Zügen erschüttert wurde.
Ergebnisse der Wahlgänge:
| Ort      | Land               | Runde 1 | Runde 2 | Runde 3 | Runde 4 |
| -------- | ------------------ | ------- | ------- | ------- | ------- |
| London   | Großbritannien     | 22      | 27      | 39      | 54      |
| Paris    | Frankreich         | 21      | 25      | 33      | 50      |
| Madrid   | Spanien            | 20      | 32      | 31      | —       |
| New York | Vereinigte Staaten | 19      | 16      | —       | —       |
| Moskau   | Russland           | 15      | —       | —       | —       |

Die Anzahl der abgegebenen Stimmen stieg von Wahlgang zu Wahlgang, da die IOC-Mitglieder aus den Ländern der Kandidatenstädte erst nach deren Ausscheiden mitstimmen durften.

## Vorbereitungen

### Organisation
Am 3. Oktober 2005 wurde das London Organising Committee of the Olympic Games and Paralympic Games (LOCOG) gegründet. Das von Sebastian Coe präsidierte LOCOG war für die Organisation und die Durchführung der Olympischen Spiele sowie der daran anschließenden Paralympics verantwortlich. Es arbeitete eng mit der im März 2006 eingesetzten Olympic Delivery Authority (ODA) zusammen, deren Aufgabe die Planung und der Bau der Sport- und Infrastrukturanlagen war. Die Government Olympic Executive (GOE), eine Abteilung des britischen Ministeriums für Kultur, Medien und Sport, war die führende Regierungsbehörde für die Koordination der Olympischen Spiele und Paralympics. Sie trat als Aufsichtsbehörde auf, plante die Nachnutzung der Anlagen und übernahm das Controlling der Ausgaben der öffentlichen Hand, die 9,3 Milliarden Pfund betrugen. Während der Vorbereitungsphase unternahm die IOC-Koordinationskommission für die Olympischen Sommerspiele 2012 mehrere offizielle Besuche, um den Fortschritt zu begutachten. Der zehnte und letzte Besuch erfolgte im März 2012, woraufhin die Kommission zu folgendem Schluss kam: „London ist bereit, diesen Sommer die Welt zu empfangen.“

### Verkehrsinfrastruktur

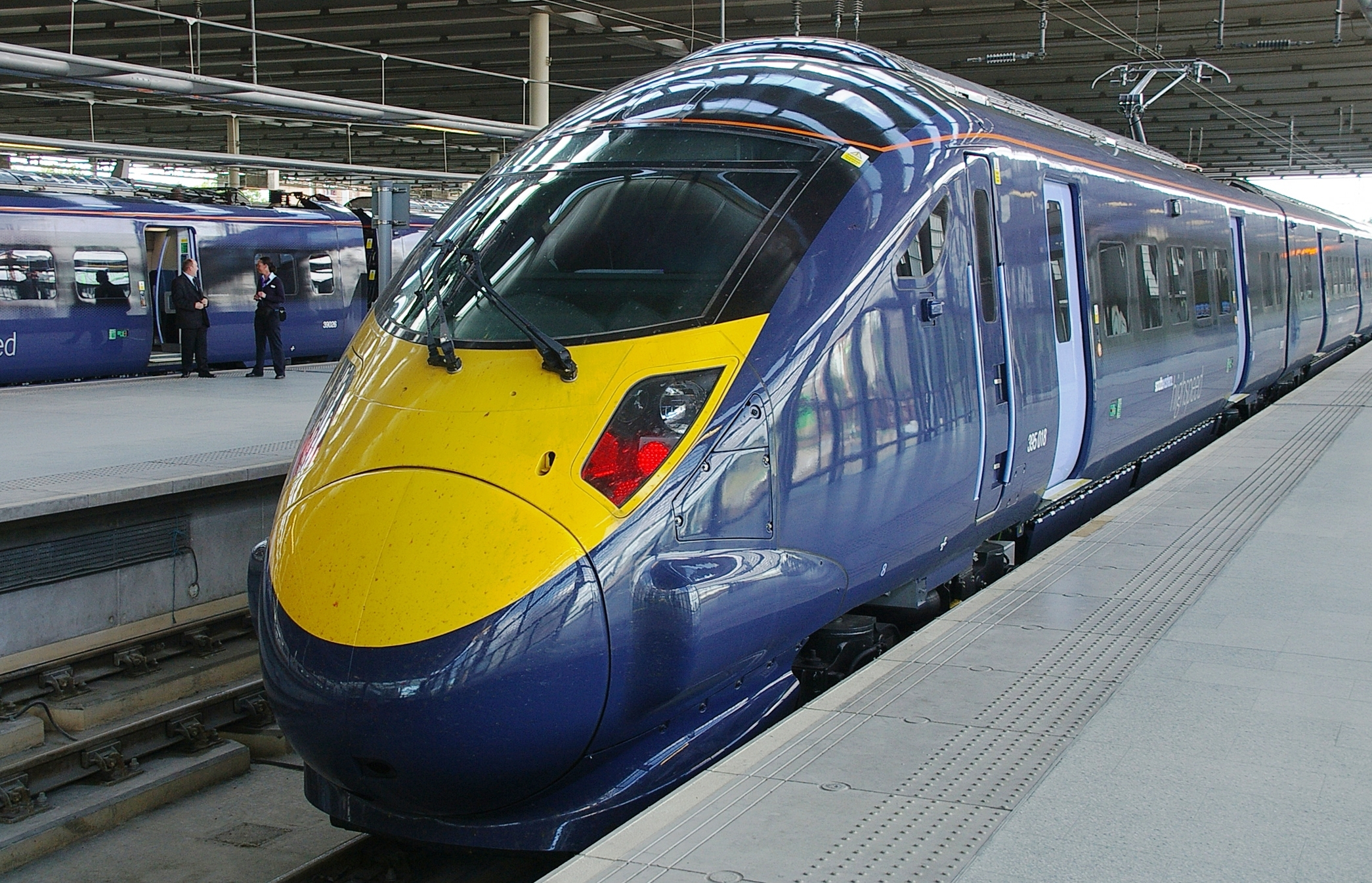
Olympic Javelin-Shuttlezug

Der Ausbau des öffentlichen Personennahverkehrs war ein wichtiges Element der Londoner Kandidatur gewesen. Transport for London (TfL) hatte im Hinblick auf die Olympischen Spiele 2012 zahlreiche Verbesserungen vorgenommen. Dazu gehörten die Verlängerung der East London Line von London Overground, der Ausbau der Docklands Light Railway und der North London Line sowie die Einführung von Shuttlezügen mit der Bezeichnung Olympic Javelin auf der Schnellfahrstrecke High Speed 1. Gemäß Network Rail wurden während der Spiele 4000 zusätzliche Zugverbindungen angeboten sowie längere Züge eingesetzt.
Über die Bahnhöfe Stratford International und Stratford wurde eine Transportkapazität von 240.000 Personen pro Stunde zum Olympiapark bereitgestellt, 100.000 mehr als zu normalen Zeiten. Auch die übrigen Wettkampfstätten in London waren mit Schienenverkehrsmitteln erreichbar. Hinzu kam die neu eröffnete Gondelbahn Emirates Air Line (heute London Cable Car). Es wurden insgesamt 30.000 Parkplätze in temporären Park-and-ride-Anlagen angeboten, von wo aus die Besucher mit Bussen zu den Wettkampfstätten gelangten.
80 % aller Athleten sollten weniger als 20 Minuten bis zu ihren Wettkampfstätten benötigen und 93 % aller Athleten weniger als 30 Minuten zu ihren Trainingsstandorten. Um Athleten, Betreuern, Offiziellen und VIPs ein möglichst störungsfreies Fortbewegen zu ermöglichen, wurden für sie auf einigen Straßen Fahrspuren reserviert. Das rund 170 km lange Olympic Route Network verband Wettkampfstätten und Unterkünfte miteinander.
Verschiedentlich wurden Bedenken geäußert, die Verkehrsinfrastruktur in der Nähe der Wettkampfstätten außerhalb Londons könnte dem Besucherandrang nicht gewachsen sein. Dies traf insbesondere auf die Segelwettbewerbe bei Weymouth zu. Aus diesem Grund entstand eine sieben Kilometer lange Entlastungsstraße zwischen Dorchester und Weymouth, die im März 2011 nach dreijähriger Bauzeit eröffnet wurde, aber bereits in den 1940er Jahren geplant gewesen war.

### Sicherheit

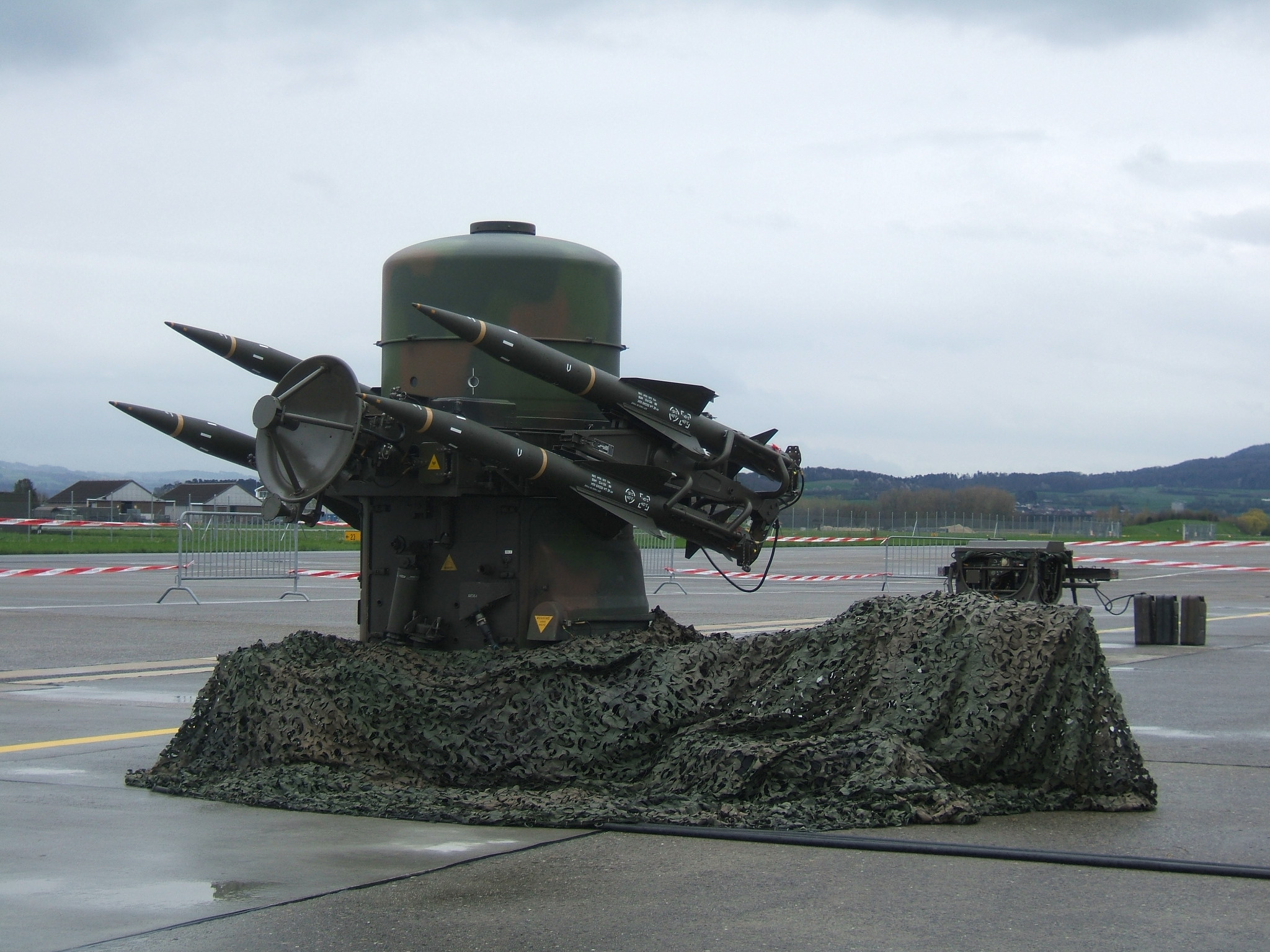
Rapier-Raketensystem

Die Spiele wurden von 10.000 Beamten des Metropolitan Police Service und von 13.500 Mitgliedern der britischen Streitkräfte geschützt; hinzu kamen private Sicherheitsdienste. Das Militär war insbesondere für die Luftsicherheit zuständig und setzte zu diesen Zwecken Abfangjäger (Eurofighter Typhoon) und Hubschrauber (Puma, Westland Lynx) ein. An sechs Standorten waren zudem Luftabwehrraketen (Rapier-Raketensystem, Starstreak HVM) stationiert. Das amphibische Angriffsschiff Ocean ankerte auf der Themse und diente als Hubschrauberlandeplatz, logistischer Stützpunkt und Unterkunft für 800 Soldaten. Der Einsatz der Luftwaffe und Marine war während des Manövers Exercise Olympic Guardian vom 2. bis 10. Mai 2012 trainiert worden. Ferner bestand eine partielle Sperrung des Luftraums über London.
Im Juli 2012 musste das Sicherheitsunternehmen G4S, das für 300 Millionen Pfund mit der Absicherung des Olympiaparks in London beauftragt worden war, nur zwei Wochen vor Beginn der Spiele eingestehen, die vertraglich vereinbarten Aufgaben aufgrund von Personalmangel und Managementfehlern nicht erfüllen zu können. Die britische Armee stellte daraufhin zusätzlich 3.500 Mann und den Hubschrauberträger Ocean zur Verfügung, um die bei G4S entstandenen Lücken auszugleichen.

## Wettkampfstätten
Die Wettkampfstätten waren eine Kombination aus neu errichteten, bereits bestehenden und temporären Anlagen. Absicht der Organisatoren war es, die Anlagen nach den Spielen wann immer möglich einer neuen Nutzung zuzuführen und die Folgekosten gering zu halten. So wurde die Größe einiger Anlagen nach 2012 reduziert, während man die meisten temporären Anlagen abbaute und an anderen Orten in Großbritannien wieder aufbaute. Die meisten Anlagen waren drei verschiedenen Zonen innerhalb von Greater London zugeordnet, die Olympic Zone (Olympische Zone), die River Zone (Flusszone) und die Central Zone (zentrale Zone). Darüber hinaus gab es einige Anlagen außerhalb Londons. Teile der eigens errichteten Spielstätte wurden zurückgebaut und an anderen Stellen neu installiert.

### Olympische Zone

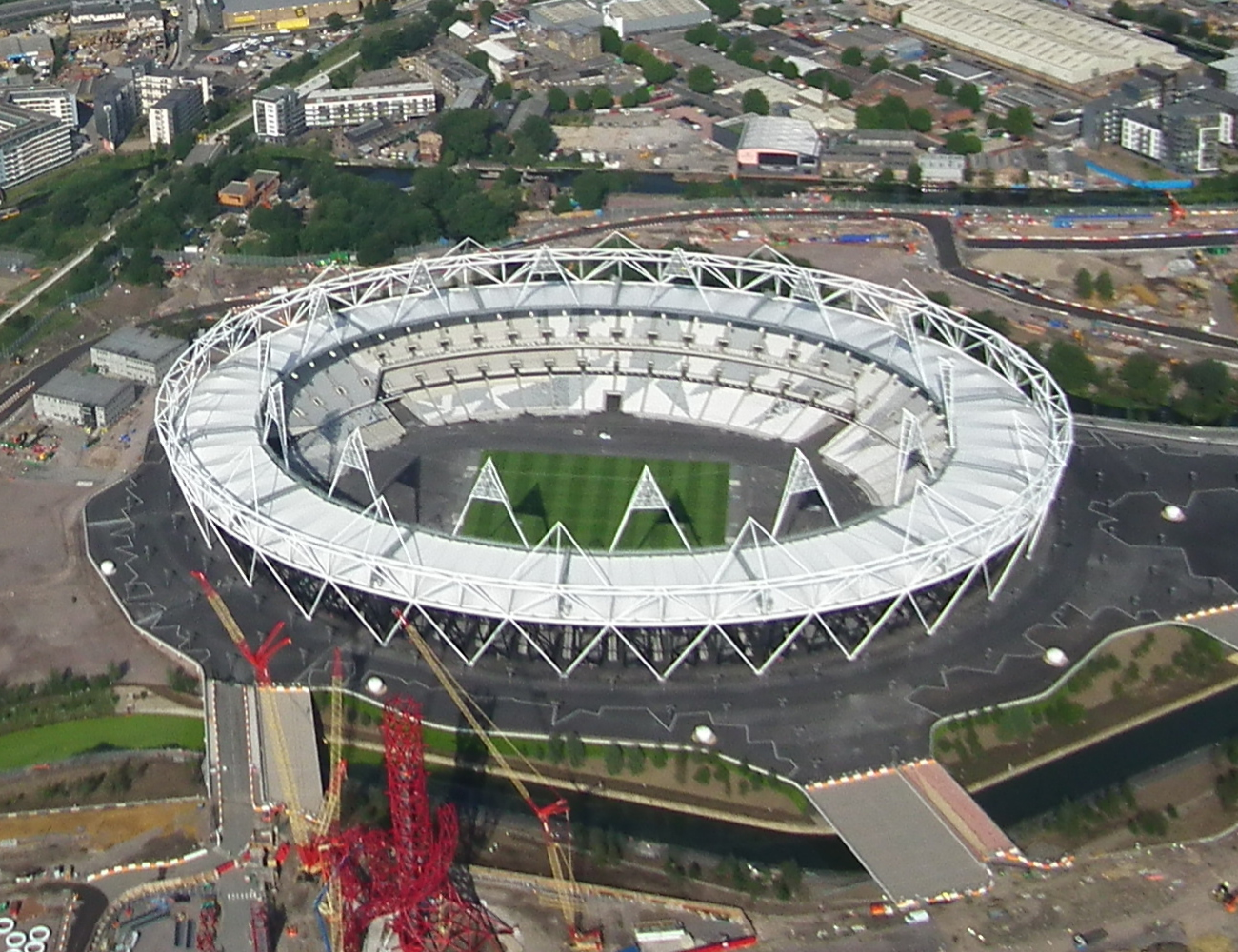
Olympiastadion

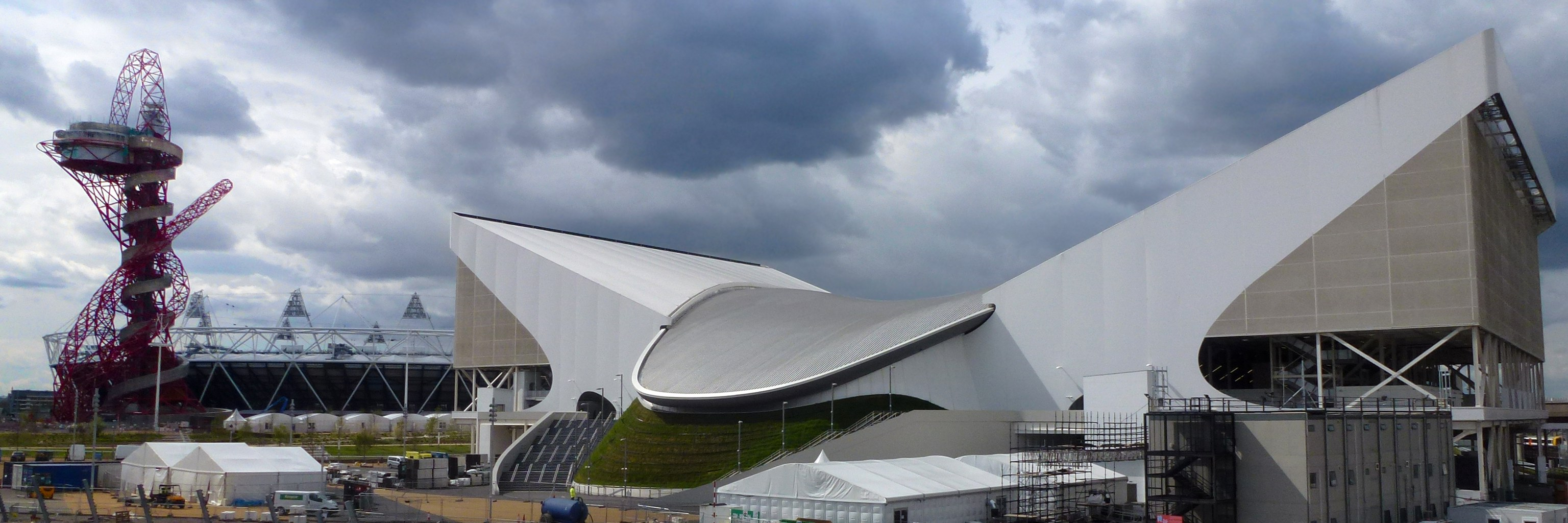
Aquatics Centre und ArcelorMittal Orbit (links)

Im Stadtteil Stratford, rund zehn Kilometer östlich des Stadtzentrums, entstand am Unterlauf des Flusses Lea der Olympiapark. Auf dem 250 Hektar großen Gelände befanden sich zuvor einige Industriebetriebe und ein stillgelegtes Bahnbetriebswerk.
Der Olympiapark umfasste folgende Anlagen:
- Olympiastadion für Leichtathletik, Eröffnungs- und Schlussfeier (80.000 Plätze)
- Aquatics Centre für Schwimmen, Synchronschwimmen, Wasserspringen und das Schwimmen des Modernen Fünfkampfs (17.500 Plätze)
- London Velopark mit
  - London Olympic Velodrome für den Bahnradsport (6.000 Plätze)
  - Außenanlage für BMX-Rennen (6.000 Plätze)
- Riverbank Arena für Feldhockey (15.000 Plätze)
- Basketball Arena für die Basketballvorrunde und die Handballfinalspiele (10.000 Plätze)
- Copper Box für die Vorrunde und die Viertelfinals im Handball sowie für die Fechtwettkämpfe des Modernen Fünfkampfs (7.000 Plätze)
- Water Polo Arena für Wasserball (5.000 Plätze)
- Eton Manor als Trainingszentrum für Schwimmer und Wasserballer

### Flusszone

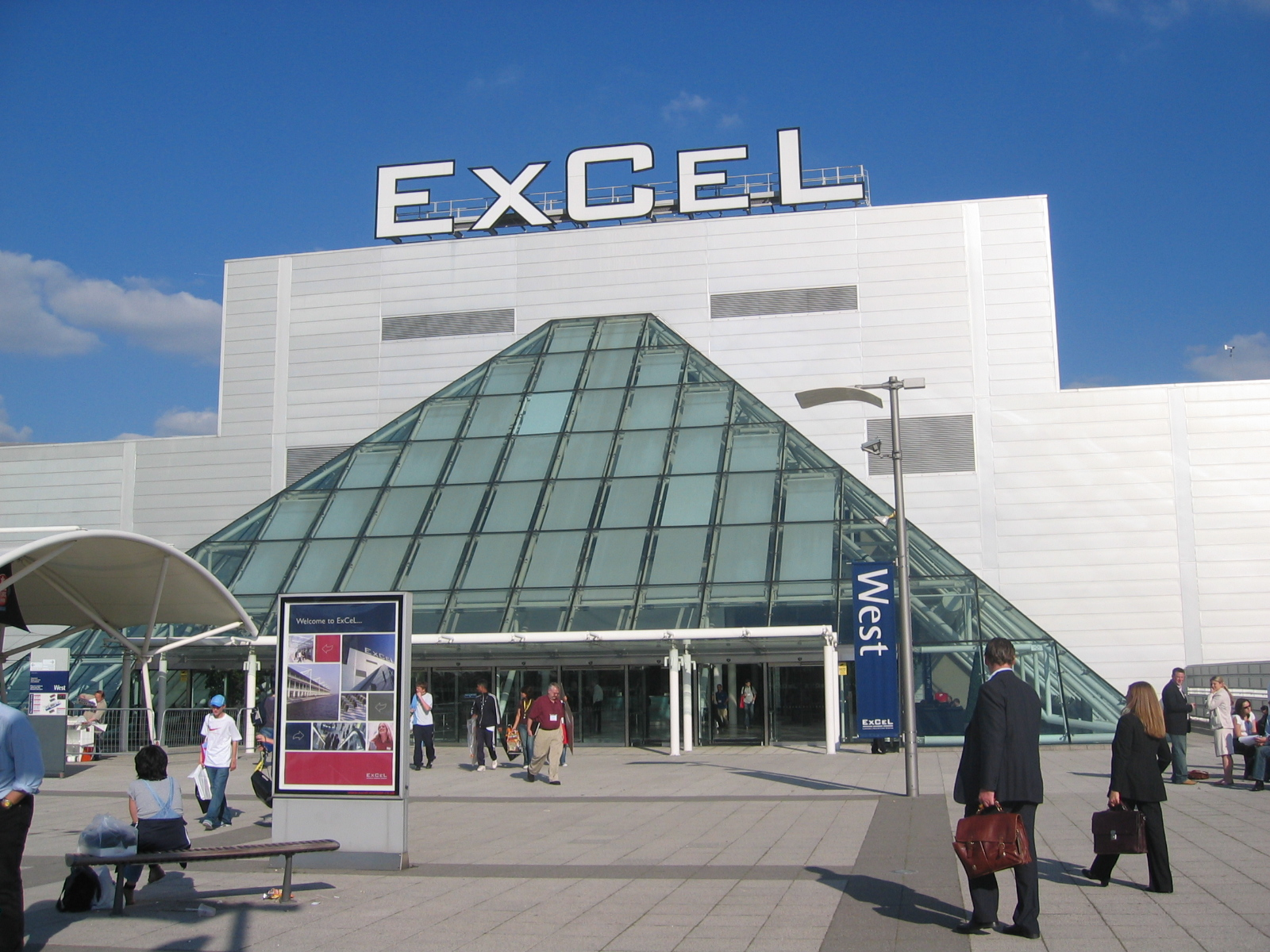
ExCeL Exhibition Centre

Die Flusszone umfasste vier Anlagen im Osten Londons beidseits der Themse, wenige Kilometer südlich des Olympiaparks:
- ExCeL Exhibition Centre für Boxen, Fechten, Judo, Taekwondo, Tischtennis, Gewichtheben und Ringen (5.000 bis 10.000 Plätze)
- North Greenwich Arena (The O2) für Gerätturnen, Trampolinturnen und die Basketballfinalspiele (20.000 Plätze)
- Greenwich Park für den Pferdesport sowie die Disziplinen Springreiten und Combined (Laufen und Schießen) des Modernen Fünfkampfs (23.000 Plätze)
- Royal Artillery Barracks für das Sportschießen (7.500 Plätze)

### Zentrale Zone

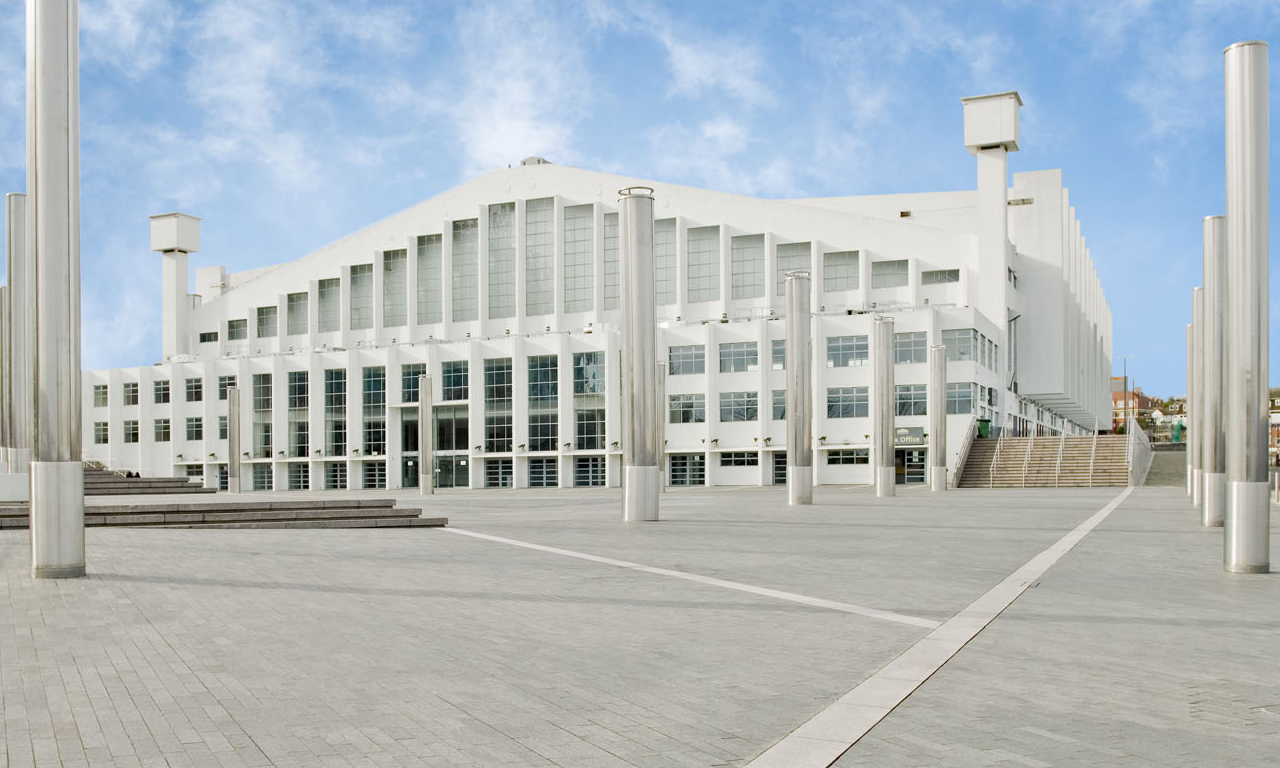
Wembley Arena

Die zentrale Zone umfasst alle übrigen Anlagen in Greater London. Diese waren über das Stadtzentrum und den Westen der Stadt verteilt:
- All England Lawn Tennis and Croquet Club für die Tennisturniere (30.000 Plätze)
- Earls Court Exhibition Centre für Hallenvolleyball (15.000 Plätze)
- Horse Guards Parade für Beachvolleyball (15.000 Plätze)
- Hyde Park für Triathlon und Freiwasserschwimmen (3.000 Plätze)
- Lord’s Cricket Ground für Bogenschießen (6.500 Plätze)
- Wembley Arena für Badminton und Rhythmische Sportgymnastik (6.000 Plätze)
- Wembley Stadium für Fußballfinalspiele (90.000 Plätze)
- The Mall, Start und Ziel der Straßenradrennen, der Geherrennen und der Marathonläufe
- Hampton Court Palace, Start und Ziel der Einzelzeitfahren

### Außerhalb Londons

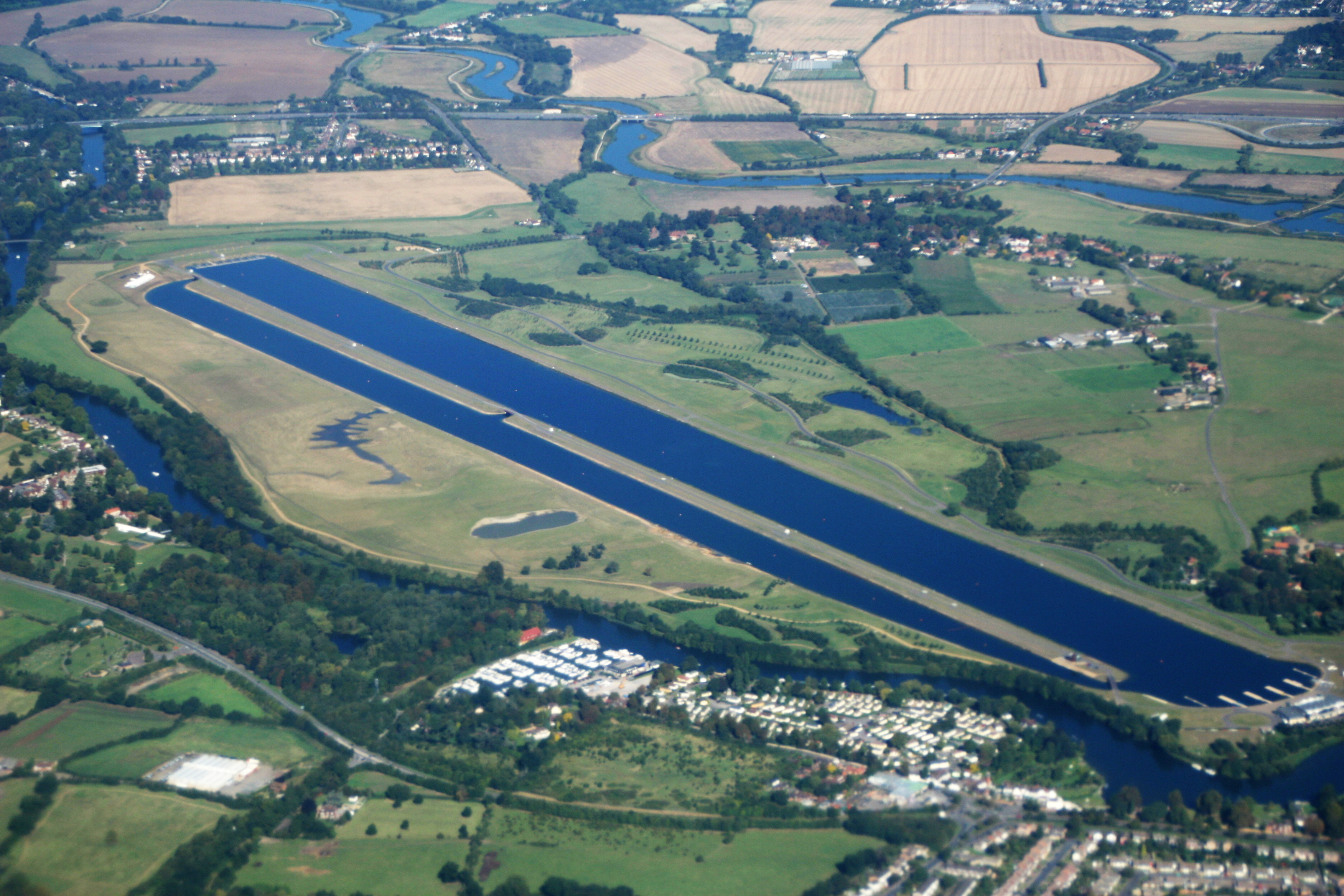
Dorney Lake

Folgende Wettkampfanlagen befanden sich außerhalb Londons:
- Dorney Lake bei Windsor (Berkshire) für die Wettkämpfe im Rudern und im Kanurennsport (30.000 Plätze)
- Hadleigh Farm bei Southend-on-Sea (Essex) für die Mountainbikerennen (20.000 Plätze)
- Lee Valley White Water Centre bei Waltham Cross (Hertfordshire) für den Kanuslalom (12.000 Plätze)
- Weymouth and Portland National Sailing Academy bei Weymouth (Dorset) für die Wettbewerbe im Segeln (4.600 Plätze)

Die Vorrundenspiele des olympischen Fußballturniers wurden in bereits bestehenden Stadien in verschiedenen britischen Städten ausgetragen:
- City of Coventry Stadium in Coventry (32.500 Plätze)
- Hampden Park in Glasgow (52.000 Plätze)
- Millennium Stadium in Cardiff (74.600 Plätze)
- Old Trafford in Manchester (76.000 Plätze)
- St. James’ Park in Newcastle upon Tyne (52.400 Plätze)

### Olympische Dörfer
Das olympische Dorf mit Unterkünften für Athleten und akkreditierte Offizielle befand sich im nordöstlichen Teil des Olympiaparks und verfügte über 17.320 Betten. Für die Segler und ihre Betreuer (rund 400 Personen) stand die neu errichtete Wohnsiedlung Osprey Quay am nördlichen Ende der Isle of Portland zur Verfügung.

### Konzeptänderungen
Das Sportstättenkonzept war im Vergleich zum ursprünglichen Plan, mit dem man sich beworben hatte, mehrfach geändert worden. Die Wirtschaftskrise zwang die Regierung zu Kostensenkungen, um den öffentlichen Haushalt zu entlasten. So wurden zwei temporäre Sporthallen für Fechten und Volleyball im Olympiapark nicht realisiert und die Wettbewerbe in bereits bestehende Anlagen verlegt: Volleyball in das Earls Court Exhibition Centre und Fechten in das ExCeL Exhibition Centre. Ebenfalls nicht realisiert wurde der Bau der North Greenwich Arena 2 (neben der North Greenwich Arena) für Badminton und Rhythmische Sportgymnastik. Diese Wettbewerbe fanden in der Wembley Arena statt.
Das Sportschießen sollte zunächst im National Shooting Centre in Bisley stattfinden. Das IOC drängte darauf, nicht zu viele Wettbewerbe außerhalb Londons auszutragen, so dass die Wahl auf die Royal Artillery Barracks fiel. Der ursprünglich als Austragungsort der Mountainbikerennen geplante Weald Country Park wurde auf Drängen der UCI durch die Hadleigh Farm ersetzt, da das Terrain dort technisch anspruchsvoller und selektiver ist.
Der Regent’s Park spielte ursprünglich eine wichtige Rolle in der Planung der Wettkampfanlagen. Hier sollten zwei temporäre Stadien für Baseball und Softball errichtet werden, doch zwei Tage nachdem London den Zuschlag für die Durchführung erhalten hatte, strich das IOC diese Sportarten aus dem Programm. Auch war im Regent’s Park ursprünglich das Start- und Zielgelände der Straßenradrennen vorgesehen, die UCI setzte jedoch eine komplette Änderung des Streckenverlaufs durch. Start und Ziel befanden sich schließlich in The Mall (Straßenrennen) und beim Hampton Court Palace (Einzelzeitfahren).

## Symbolik

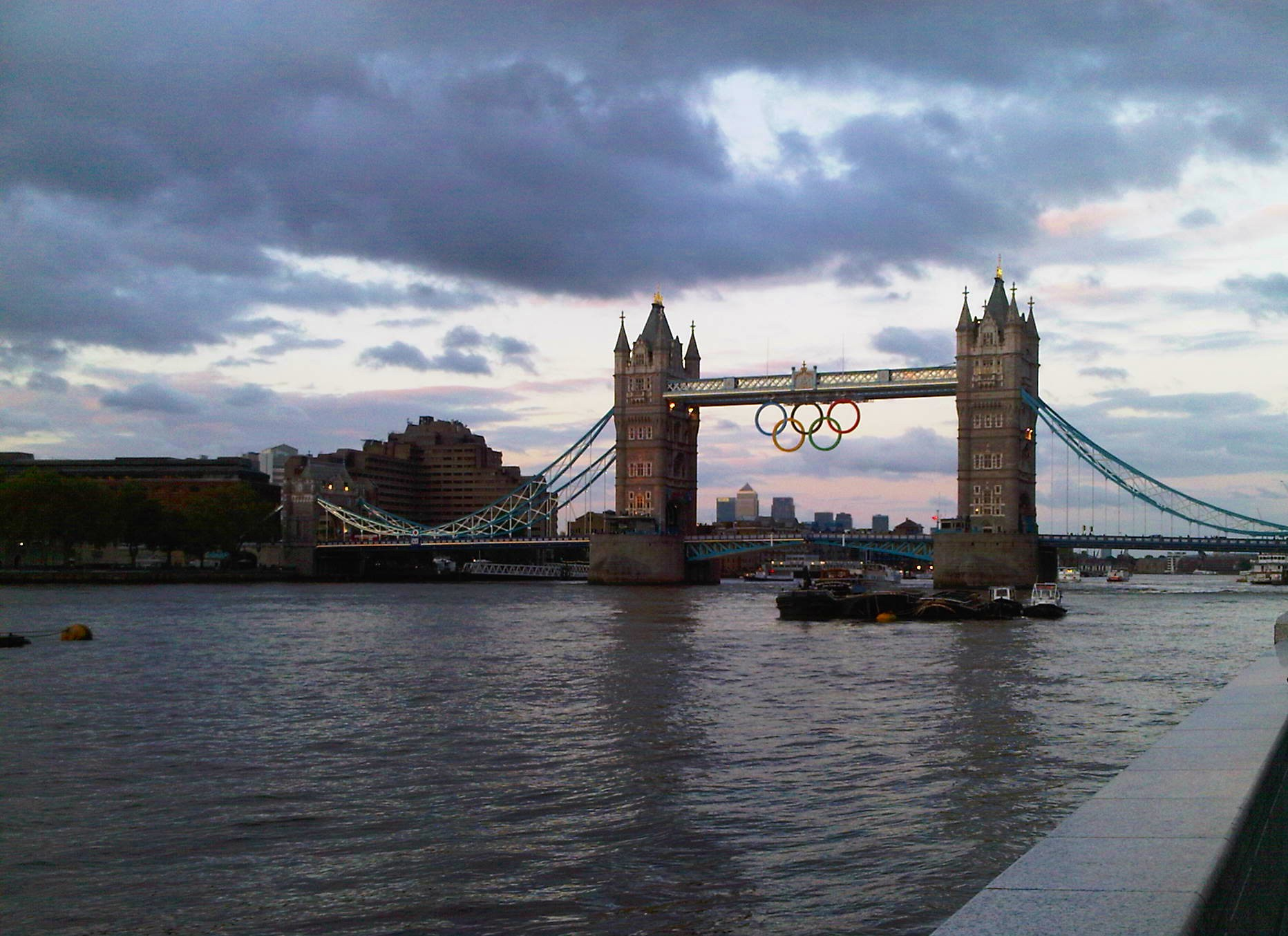
Tower Bridge mit olympischen Ringen

### Logo
Das Logo der Olympischen Spiele wurde vom Beratungsunternehmen Wolff Olins entworfen und am 4. Juni 2007 vorgestellt. Es ist eine abstrakte Darstellung der Zahl 2012. Dabei sind die olympischen Ringe in die Null eingebettet, das Wort London in die obere Zwei. Mit leichten Abwandlungen kam es auch für die Paralympics 2012 zur Anwendung. Die Standardfarben sind Grün, Magenta, Orange und Blau. Auf diesen Farbhintergründen (bevorzugt Magenta) stand an Wandbespannungen, Bodenstreifen etc. meist mehrfach der Text „London 2012“ in weiß oder (seltener) schwarz, gefolgt von einfarbig weißen oder schwarzen olympischen Ringen. Es waren aber beliebige weitere Farbkombinationen anwendbar, so dass Sponsoren das Logo flexibel an ihre Bedürfnisse anpassen konnten.
Unmittelbar nach der Präsentation rief das Logo, dessen Entwicklung 400.000 Pfund gekostet hatte, in der Öffentlichkeit starke negative Reaktionen hervor. Bereits wenige Stunden später hatten Zehntausende Personen eine Petition unterschrieben, das ein neues Logo forderte. Verschiedene Zeitungen führten mit Beteiligung ihrer Leser eigene Gestaltungswettbewerbe durch und The Sun präsentierte den Entwurf eines Makakenweibchens. Der Guardian beschrieb das Logo als „Lisa Simpson, die London einen Blowjob gibt“, während andere sich an ein „verzerrtes Hakenkreuz“ erinnert fühlten.
Eine animierte Version, die am selben Tag wie das Logo präsentiert worden war, löste laut der Hilfsorganisation Epilepsy Action bei mehreren Personen epileptische Anfälle aus. Die beanstandete Animation wurde daraufhin nach kurzer Zeit von der Website des Organisationskomitees entfernt. Der damalige Londoner Bürgermeister Ken Livingstone forderte, dem Unternehmen, das diesen „katastrophalen Fehler“ begangen habe, dürfe kein Honorar überwiesen werden. Im Februar 2011 beschwerte sich der Iran, das Logo sei dem Wort „Zion“ ähnlich und damit rassistisch. Der Generalsekretär des Iranischen Olympischen Komitees drohte mit einem Olympiaboykott und forderte andere muslimische Staaten auf, ebenfalls gegen das Logo zu protestieren.

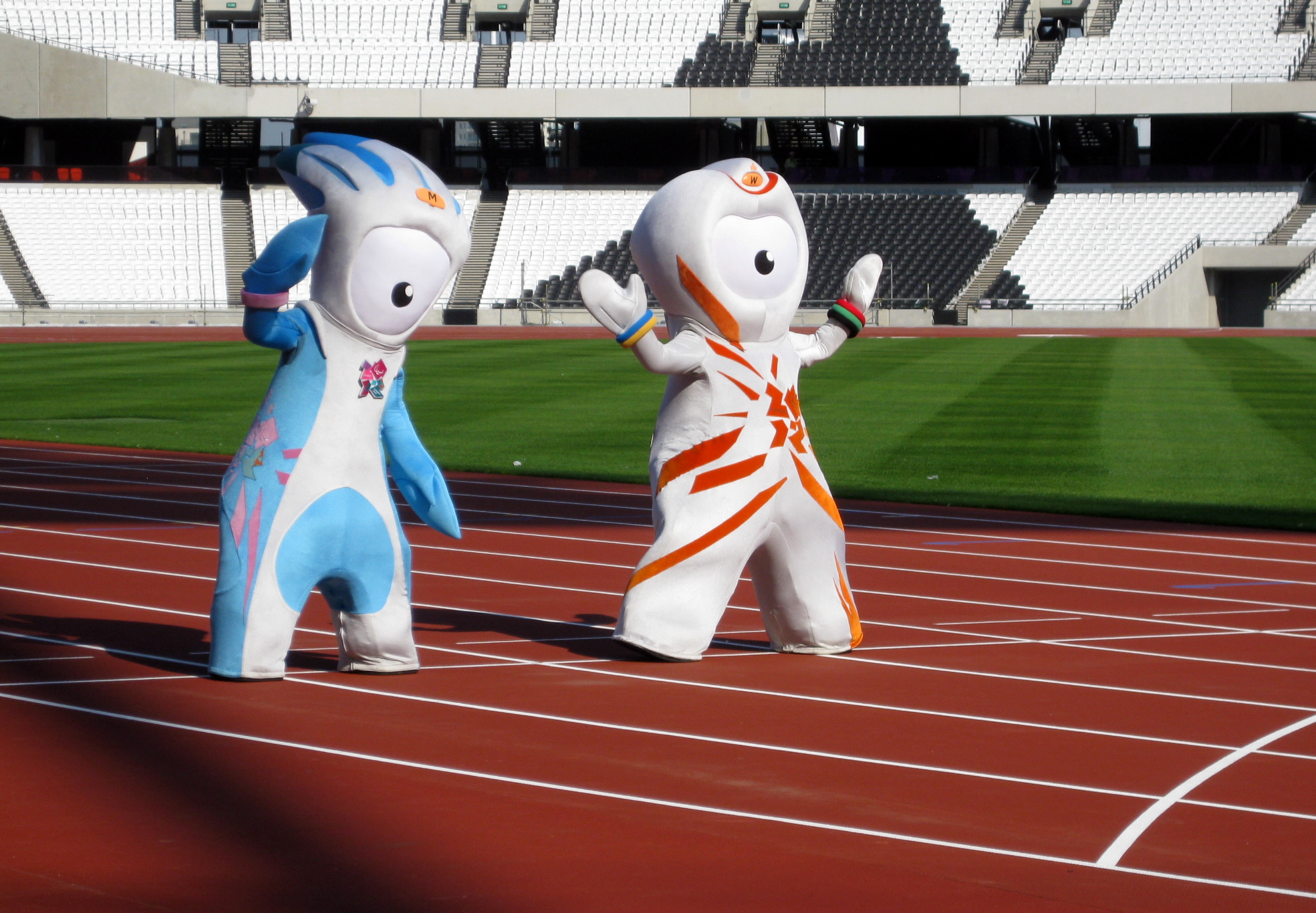
Wenlock und Mandeville

### Maskottchen
Wenlock und Mandeville, die offiziellen Maskottchen, wurden am 19. Mai 2010 vorgestellt. Sie stellen zwei menschenähnliche einäugige Stahltropfen der Stahlindustrie in Bolton dar. Benannt sind sie nach Much Wenlock in Shropshire, dem Austragungsort eines Vorläufers der modernen Olympischen Spiele, und Stoke Mandeville in Buckinghamshire, wo 1948 ein Vorläufer der Paralympics stattgefunden hatte. Der Schriftsteller Michael Morpurgo schrieb zwei Geschichten für Kinder mit den Maskottchen in der Hauptrolle, darauf basierend kamen vier Zeichentrickfilme hinzu. Während die Maskottchen in der relevanten Zielgruppe der Kinder durchaus Anklang fanden, beschrieb ein Kritiker sie als „Ergebnis eines betrunkenen One-Night-Stands zwischen einem Dalek und einem Teletubby.“

### Medaillen
Bei den Olympischen Spielen und den Paralympics 2012 wurden zusammen rund 4700 Medaillen den erfolgreichen Sportlern überreicht, die von der Royal Mint produziert worden waren. Die von David Watkins entworfenen Medaillen wiegen 400 Gramm, besitzen einen Durchmesser von 85 Millimetern und sind 7 Millimeter dick. Auf der Kante sind die Sportart und die Disziplin eingraviert. Die Goldmedaillen bestehen aus 92,5 % Silber, 6 % Kupfer und 1,5 % Gold. Erstmals überhaupt ist der Silberwert der Goldmedaillen größer als der Goldwert. Die Vorderseite zeigt das zu den Olympischen Sommerspielen 2004 erstmals eingeführte Design mit der Siegesgöttin Nike im Athener Panathinaiko-Stadion und dem Parthenon im Hintergrund. Die Rückseite zeigt das Logo der Olympischen Sommerspiele 2012 als Kreuzungspunkt von Linien, welche die Energie der Athleten symbolisieren sowie eine Darstellung der Themse.

## Zeremonien

### Fackellauf

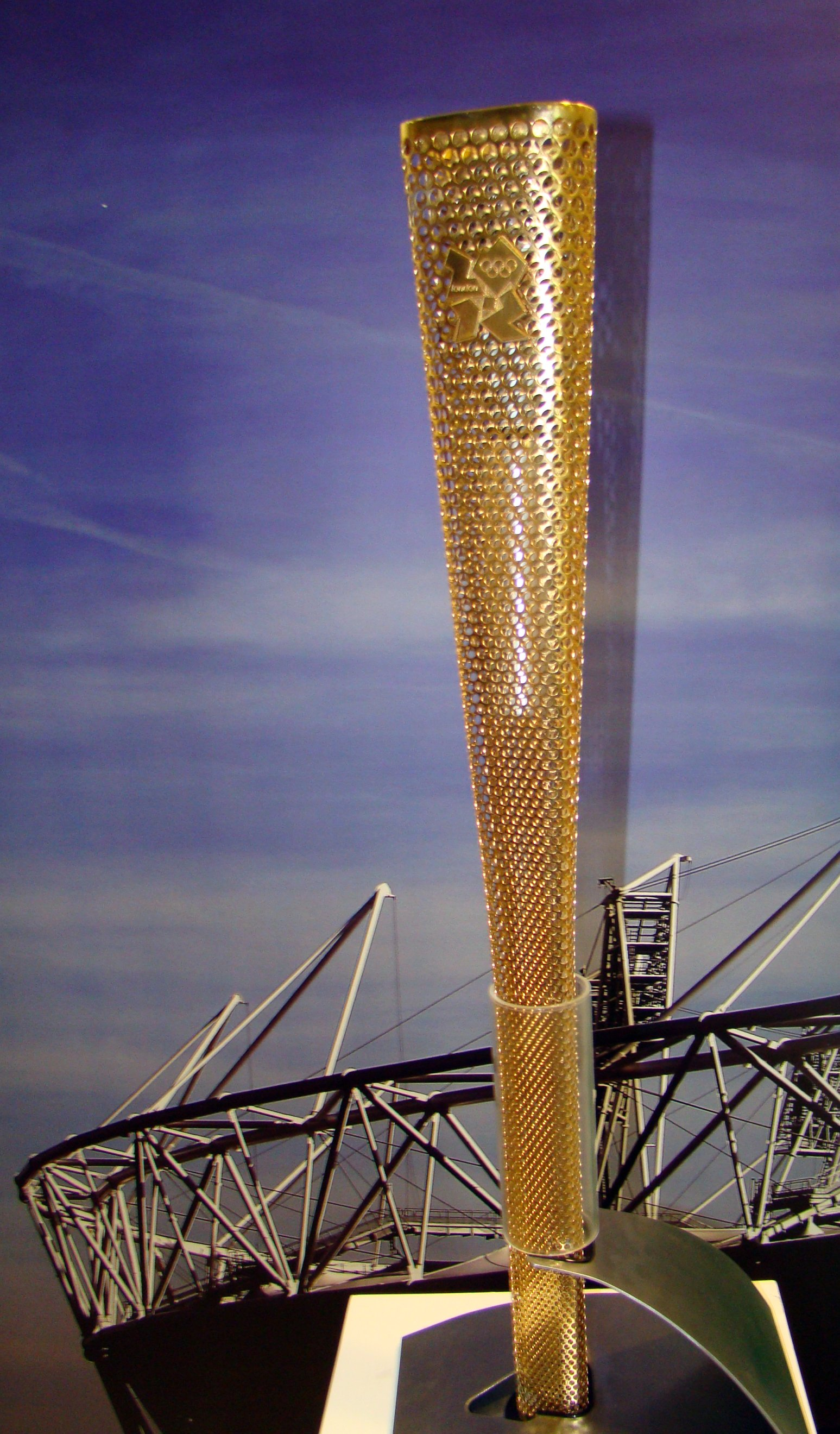
Eine der beim Fackellauf verwendeten Fackeln

Der olympische Fackellauf fand in Großbritannien vom 18. Mai bis 27. Juli 2012 statt. Nachdem die Flamme am 10. Mai traditionsgemäß in Olympia entzündet worden war, wurde sie in einem etwa 3000 Kilometer langen Fackellauf bis zum 17. Mai durch Griechenland getragen. Am darauf folgenden Tag traf sie in Land’s End ein. Von dort aus wurde sie von insgesamt 8000 Läufern in 70 Etappen durch das ganze Land getragen, die Streckenlänge betrug 12.800 km. Besucht wurden auch die Kanalinseln, die Isle of Man, die Orkneyinseln, die Shetlandinseln und die Hebriden; außerdem gab es einen kurzen Abstecher in die irische Hauptstadt Dublin. Zum Programm des Fackellaufs gehörten auch zahlreiche kulturelle Veranstaltungen.
Für den Fackellauf waren 8000 Fackeln aus einer Aluminiumlegierung und einem Überzug aus Gold hergestellt worden. Sie waren 80 cm lang und 800 g schwer. Jede Fackel war mit 8000 Löchern perforiert, welche die Fackelläufer symbolisierten. Unmittelbar nach der Präsentation am 8. Juni 2011 erhielt die Fackel in der Öffentlichkeit die spöttische Bezeichnung Golden Cheesegrater („Goldene Käsereibe“).

### Eröffnungsfeier

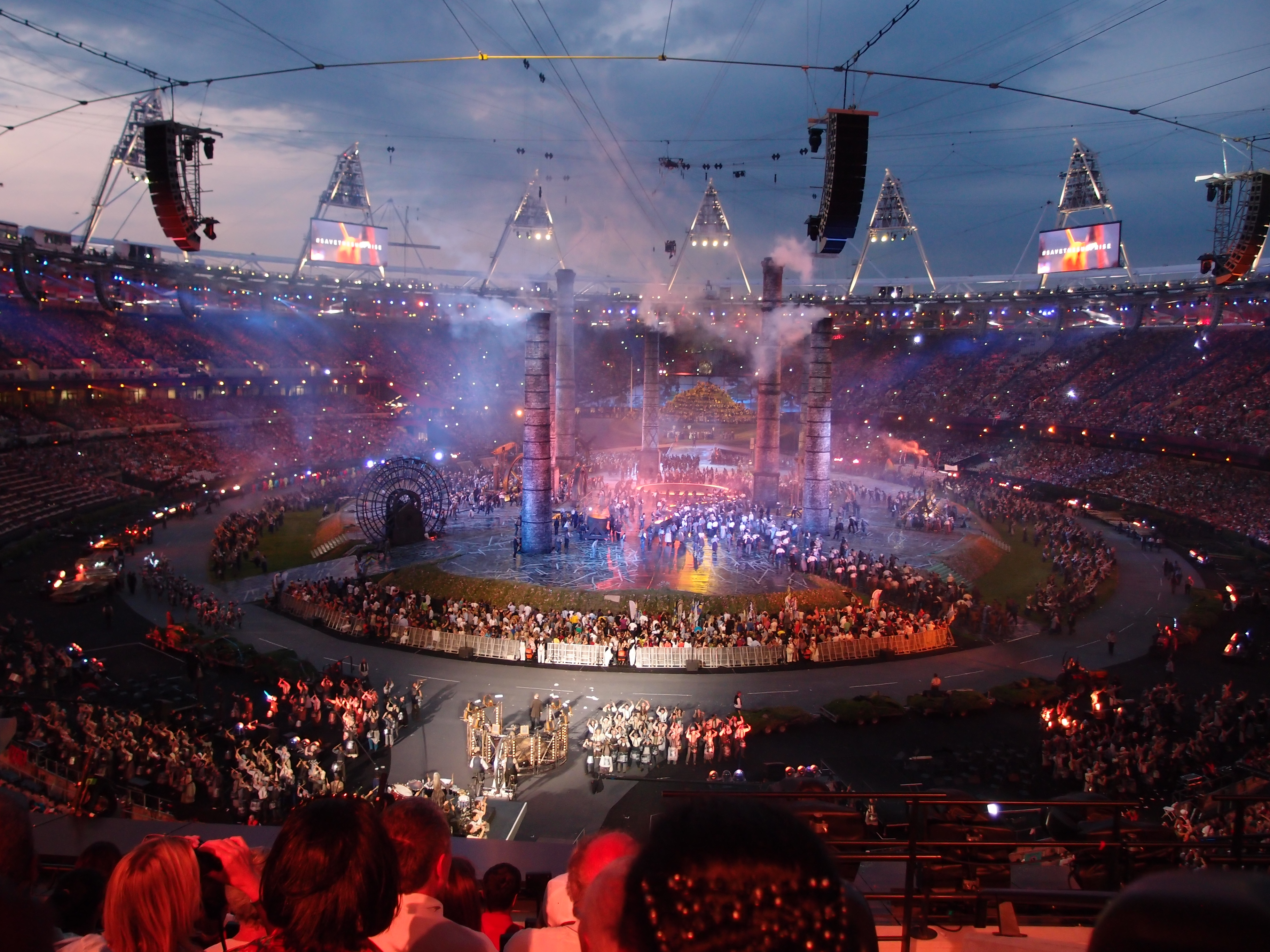
Eröffnungsfeier

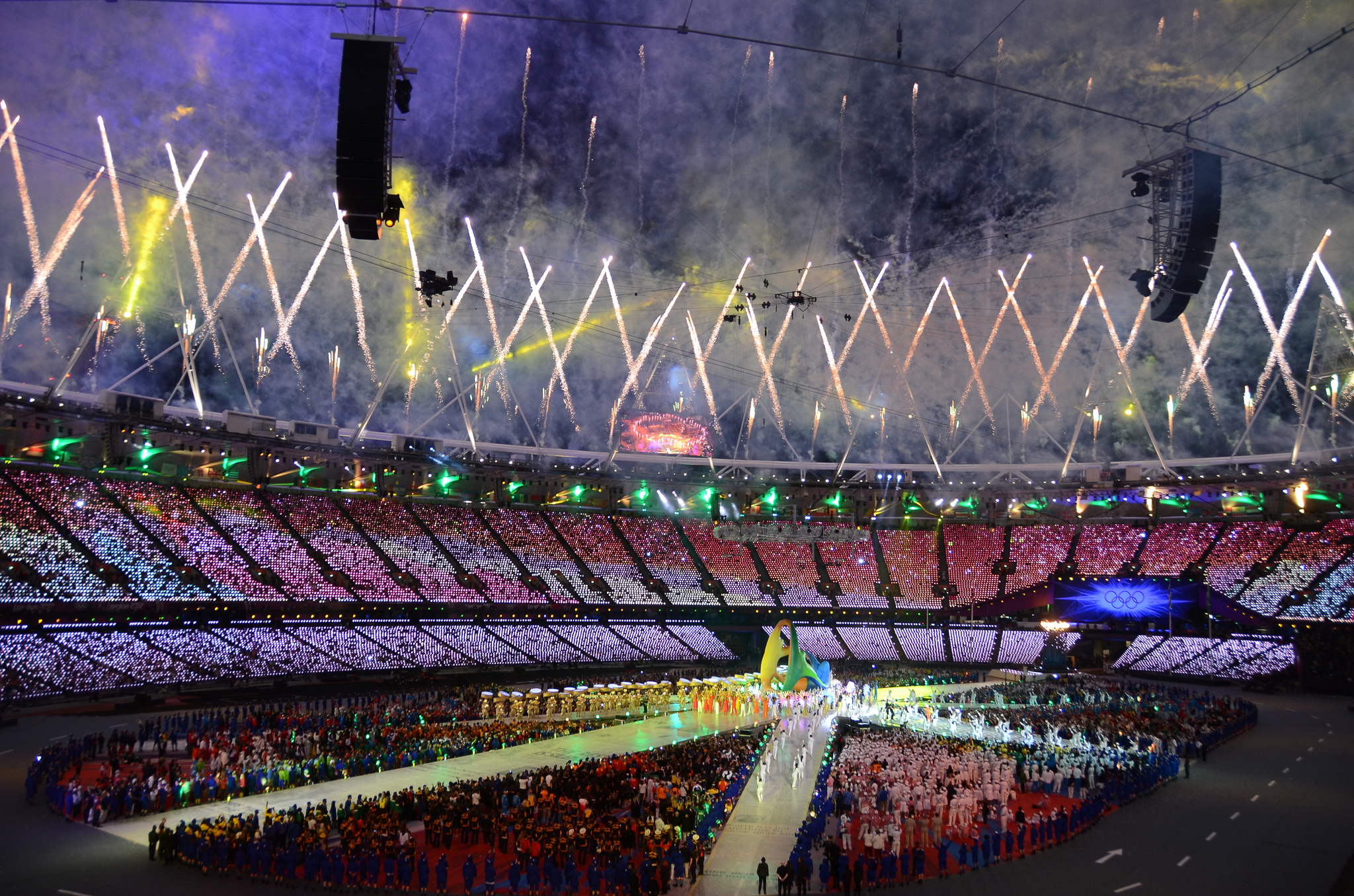
Schlussfeier mit den Athleten im Innenraum des Olympiastadions

Die fast vier Stunden dauernde Eröffnungsfeier fand am 27. Juli 2012 ab 21 Uhr Ortszeit im Olympiastadion statt. Sie trug den Titel The Isles of Wonder („Die Insel der Wunder“), inspiriert durch das Theaterstück The Tempest (Der Sturm) von William Shakespeare. Produzent und künstlerischer Leiter war der Filmregisseur und Oscar-Preisträger Danny Boyle, musikalische Leiter waren Rick Smith und Karl Hyde von der Elektronik-Band Underworld.
Der erste Teil der Eröffnungsfeier zeigte die wirtschaftliche und soziale Entwicklung Großbritanniens vom traditionellen Landleben über die industrielle Revolution bis zu den 1960er Jahren. Eine idyllische Landschaft, die dem Glastonbury Tor nachempfunden war, wurde allmählich durch Fabriken, rauchende Kaminschlote und dampfende Maschinen verdrängt. An die Stelle der Bauern trat eine urbane Bevölkerung. Arbeiter schmiedeten einen olympischen Ring, während Demonstranten ihre Forderungen zum Ausdruck brachten. Es folgte ein Kurzfilm mit Daniel Craig, der in der Rolle des James Bond Königin Elisabeth II. per Hubschrauber ins Stadion geleitete.
Der zweite Teil stellte Großbritannien als Kulturnation vor. Wichtige Elemente waren die britische Kinderbuchliteratur, Rowan Atkinson in der Rolle des Mr. Bean, die britische Alltagskultur und Popmusik sowie die sozialen Veränderungen durch das World Wide Web. Nach dem Einmarsch der Athleten aus 204 Ländern folgte der offizielle Teil mit Ansprachen, der Eröffnung der Spiele durch die Königin und dem Hissen der olympischen Flagge. Den olympischen Eid sprachen die britische Taekwondokämpferin Sarah Stevenson, der britische Boxkampfrichter Mik Basi und der britische Kanutrainer Eric Farrell. Sieben Nachwuchssportler entzündeten die olympische Flamme. Den Abschluss bildete Paul McCartney, welcher die Beatles-Songs The End und Hey Jude vortrug.

### Schlussfeier
Die Schlussfeier fand am 12. August 2012 statt, die künstlerische Leitung hatte der Choreograph Kim Gavin inne. Das Motto lautete A Symphony of British Music („Eine Symphonie der britischen Musik“). So waren Beiträge britischer Bands und Solokünstler wie The Who, Spice Girls und George Michael zentraler Bestandteil der Veranstaltung. Wie üblich fand eine feierliche Übergabe der olympischen Fahne an den Veranstaltungsort der nächsten Olympischen Sommerspiele, in diesem Falle Rio de Janeiro statt: Boris Johnson übergab die Flagge an Eduardo Paes.

## Teilnehmer
204 Nationen bzw. Nationale Olympische Komitees (NOK) entsendeten Athleten. Das NOK der Niederländischen Antillen wollte seine Tätigkeit nach der Auflösung des Überseegebiets und dessen Eingliederung in die Niederlande im Oktober 2010 fortführen. Doch der IOC-Exekutivrat entzog dem NOK während der 123. IOC-Session im Juli 2011 in Durban die Mitgliedschaft, da für ein eigenständiges NOK keine Rechtsgrundlage mehr bestehe. Athleten aus dem ehemaligen Überseegebiet, die sich für die Olympischen Spiele 2012 qualifizieren, hatten jedoch die Möglichkeit, als unabhängige Olympiateilnehmer anzutreten. Nicht unter eigener Flagge nahmen Athleten aus dem Südsudan teil, da das IOC in dem 2011 unabhängig gewordenen Staat noch keine Organisation als NOK anerkannt hatte und eine Sportinfrastruktur erst im Aufbau war. Auch für Südsudanesen bestand die Möglichkeit, als unabhängige Olympiateilnehmer anzutreten. Der in den Vereinigten Staaten lebende Südsudanese Guor Marial machte davon Gebrauch und bestritt den Marathonlauf. Erstmals entsendeten alle 204 teilnehmenden Nationen Frauen zu den Spielen.
Liste der Teilnehmernationen:
| Europa (5.308 Athleten aus 49 Nationen) | Europa (5.308 Athleten aus 49 Nationen) | Europa (5.308 Athleten aus 49 Nationen) |
| --- | --- | --- |
| - Albanien (12) - Andorra (6) - Armenien (25) - Aserbaidschan (53) - Belarus (165) - Belgien (115) - Bosnien und Herzegowina (6) - Bulgarien (63) - Dänemark (113) - Deutschland (392) - Estland (33) - Finnland (55) - Frankreich (330) - Georgien (35) - Griechenland (104) - Großbritannien (541) - Irland (66) | - Island (27) - Israel (37) - Italien (285) - Kroatien (108) - Lettland (46) - Liechtenstein (3) - Litauen (62) - Luxemburg (9) - Malta (5) - Mazedonien (4) - Moldau (22) - Monaco (6) - Montenegro (33) - Niederlande (175) - Norwegen (64) - Österreich (70)                                  | - Polen (218) - Portugal (77) - Rumänien (103) - Russland (436) - San Marino (4) - Schweden (134) - Schweiz (102) - Serbien (116) - Slowakei (47) - Slowenien (65) - Spanien (282) - Tschechien (133) - Türkei (114) - Ukraine (237) - Ungarn (157) - Zypern (13)                           |
| Amerika (2.044 Athleten aus 41 Nationen) | | |
| - Amerikanische Jungferninseln (7) - Antigua und Barbuda (5) - Argentinien (137) - Aruba (4) - Bahamas (24) - Barbados (6) - Belize (3) - Bermuda (8) - Bolivien (6) - Brasilien (258) - Britische Jungferninseln (2) - Cayman Islands (5) - Chile (35) - Costa Rica (11)                                          | - Dominica (2) - Dominikanische Republik (35) - Ecuador (36) - El Salvador (10) - Grenada (10) - Guatemala (19) - Guyana (6) - Haiti (5) - Honduras (27) - Jamaika (50) - Kanada (277) - Kolumbien (104) - Kuba (110) - Mexiko (102)                                                             | - Nicaragua (6) - Panama (7) - Paraguay (8) - Peru (16) - Puerto Rico (25) - St. Kitts und Nevis (7) - St. Lucia (4) - St. Vincent und die Grenadinen (3) - Suriname (5) - Trinidad und Tobago (30) - Uruguay (29) - Venezuela (70) - Vereinigte Staaten (530)                              |
| Asien (1.789 Athleten aus 44 Nationen) | | |
| - Afghanistan (6) - Bahrain (12) - Bangladesch (5) - Bhutan (2) - Brunei (3) - China, Volksrepublik (396) - Chinesisch Taipeh (44) - Hongkong (42) - Indien (83) - Indonesien (22) - Irak (8) - Iran (53) - Japan (293) - Jemen (4) - Jordanien (9)                                                                | - Kambodscha (6) - Kasachstan (114) - Katar (12) - Kirgisistan (14) - Korea, DVR (51) - Korea, Republik (248) - Kuwait (11) - Laos (3) - Libanon (10) - Malaysia (30) - Malediven (5) - Mongolei (29) - Myanmar (6) - Nepal (5) - Oman (4)                                                       | - Osttimor (2) - Pakistan (21) - Palästina (5) - Philippinen (11) - Saudi-Arabien (19) - Syrien (10) - Singapur (23) - Sri Lanka (7) - Tadschikistan (16) - Thailand (37) - Turkmenistan (10) - Usbekistan (54) - Vereinigte Arabische Emirate (26) - Vietnam (18)                          |
| Afrika (918 Athleten aus 53 Nationen) | | |
| - Ägypten (113) - Algerien (42) - Angola (34) - Äquatorialguinea (2) - Äthiopien (35) - Benin (5) - Botswana (4) - Burkina Faso (5) - Burundi (6) - Dschibuti (6) - Elfenbeinküste (10) - Eritrea (12) - Gabun (24) - Gambia (2) - Ghana (9) - Guinea (4) - Guinea-Bissau (4) - Kamerun (33)                       | - Kap Verde (3) - Kenia (47) - Komoren (3) - Kongo, Demokratische Republik (4) - Kongo, Republik (7) - Lesotho (4) - Liberia (4) - Libyen (5) - Madagaskar (7) - Malawi (3) - Mali (6) - Marokko (67) - Mauretanien (2) - Mauritius (11) - Mosambik (6) - Namibia (9) - Niger (6) - Nigeria (55) | - Ruanda (7) - Sambia (7) - São Tomé und Príncipe (2) - Senegal (31) - Seychellen (6) - Sierra Leone (2) - Simbabwe (7) - Somalia (2) - Südafrika (125) - Sudan (6) - Swasiland (3) - Tansania (7) - Togo (6) - Tschad (3) - Tunesien (83) - Uganda (16) - Zentralafrikanische Republik (6) |
| Ozeanien (675 Athleten aus 17 Nationen) | | |
| - Amerikanisch-Samoa (5) - Australien (410) - Cookinseln (8) - Fidschi (9) - Guam (8) - Kiribati (3) | - Marshallinseln (4) - Föderierte Staaten von Mikronesien (6) - Nauru (2) - Neuseeland (184) - Palau (5) - Papua-Neuguinea (8) | - Salomonen (4) - Samoa (8) - Tonga (3) - Tuvalu (3) - Vanuatu (5) |
| Sonstige (4 Athleten) | | |
| - Unabhängige Olympiateilnehmer (4) | | |
| (Anzahl der Athleten) * erstmalige Teilnahme an Sommerspielen | | |

## Wettkampfprogramm
Das Organisationskomitee veröffentlichte am 15. Februar 2011 den offiziellen Zeitplan. Es wurden 302 Wettbewerbe (162 für Männer, 132 für Frauen, 2 Mixed- und 6 offene Wettbewerbe) in 26 Sportarten/40 Disziplinen ausgetragen. Dies waren 2 Sportarten/Disziplinen weniger als in Peking 2008, aber gleich viele Wettbewerbe. Nachfolgend die Änderungen im Detail:
- Die Mannschaftssportarten Softball und Baseball wurden aus dem olympischen Programm gestrichen.
- Beim Kanurennsport ersetzte man die 500-Meter-Rennen der Männer durch 200-Meter-Rennen. Der Canadier-Zweier über 500 Meter der Männer wurde gestrichen und ein Kajak-Einer über 200 Meter der Frauen aufgenommen.
- Beim Segeln wurde die Offene Klasse Finn-Dinghy wieder als Männerklasse ausgetragen. Dagegen wurde die offene Klasse Tornado und die Frauenklasse Yngling ganz gestrichen, hingegen wurde ein Match-Race-Wettbewerb in der Frauenklasse Elliott 6m neu aufgenommen.
- Beim Bahnradsport wurden die Einerverfolgung und das Punktefahren für Frauen und Männer gestrichen, ebenso das Madison der Männer, neu aufgenommen wurden Omnium für Frauen und Männer sowie Keirin, Teamsprint und Mannschaftsverfolgung für Frauen.
- Beim Fechten ersetzte man die Mannschaftswettbewerbe im Damensäbel und Herrendegen durch Damendegen und Herrenflorett.
- Beim Boxen gab es erstmals drei Gewichtsklassen für Frauen (Fliegengewicht, Leichtgewicht und Mittelgewicht), hingegen strich man bei den Männern mit dem Federgewicht eine der Gewichtsklassen.
- Beim Tennis nahm man das Mixed-Doppel nach 88 Jahren wieder ins Programm auf.

### Die olympischen Sportarten/Disziplinen
- Badminton Gesamt (5) = Männer (2)/Frauen (2)/Mixed (1)
- Basketball Gesamt (2) = Männer (1)/Frauen (1)
- Bogenschießen Gesamt (4) = Männer (2)/Frauen (2)
- Boxen Gesamt (13) = Männer (10)/Frauen (3)
- Fechten Gesamt (10) = Männer (5)/Frauen (5)
- Fußball Gesamt (2) = Männer (1)/Frauen (1)
- Gewichtheben Gesamt (15) = Männer (8)/Frauen (7)
- Handball Gesamt (2) = Männer (1)/Frauen (1)
- Hockey Gesamt (2) = Männer (1)/Frauen (1)
- Judo Gesamt (14) = Männer (7)/Frauen (7)
- Kanusport
  -  Kanurennsport Gesamt (12) = Männer (8)/Frauen (4)
  -  Kanuslalom Gesamt (4) = Männer (3)/Frauen (1)
- Leichtathletik Gesamt (47) = Männer (24)/Frauen (23)
- Moderner Fünfkampf Gesamt (2) = Männer (1)/Frauen (1)
- Radsport
  -  Bahn Gesamt (10) = Männer (5)/Frauen (5)
  -  BMX-Race Gesamt (2) = Männer (1)/Frauen (1)
  -  Mountainbike Gesamt (2) = Männer (1)/Frauen (1)
  -  Straße Gesamt (4) = Männer (2)/Frauen (2)
- Reiten
  -  Dressur Gesamt (2) = Offen (2)
  -  Springen Gesamt (2) = Offen (2)
  -  Vielseitigkeit Gesamt (2) = Offen (2)
- Ringen
  -  Freistil Gesamt (11) = Männer (7)/Frauen (4)
  -  Griechisch-römisch Gesamt (7) = Männer (7)
- Rudern Gesamt (14) = Männer (8)/Frauen (6)
- Schießen Gesamt (15) = Männer (9)/Frauen (6)
- Schwimmsport
  -  Freiwasserschwimmen Gesamt (2) = Männer (1)/Frauen (1)
  -  Schwimmen Gesamt (32) = Männer (16)/Frauen (16)
  -  Synchronschwimmen Gesamt (2) = Frauen (2)
  -  Wasserball Gesamt (2) = Männer (1)/Frauen (1)
  -  Wasserspringen Gesamt (8) = Männer (4)/Frauen (4)
- Segeln Gesamt (10) = Männer (6)/Frauen (4)
- Taekwondo Gesamt (8) = Männer (4)/Frauen (4)
- Tennis Gesamt (5) = Männer (2)/Frauen (2)/Mixed (1)
- Tischtennis Gesamt (4) = Männer (2)/Frauen (2)
- Triathlon Gesamt (2) = Männer (1)/Frauen (1)
- Turnsport
  -  Kunstturnen Gesamt (14) = Männer (8)/Frauen (6)
  -  Rhythmische Sportgymnastik Gesamt (2) = Frauen (2)
  -  Trampolinturnen Gesamt (2) = Männer (1)/Frauen (1)
- Volleyball
  -  Beachvolleyball Gesamt (2) = Männer (1)/Frauen (1)
  -  Volleyball Gesamt (2) = Männer (1)/Frauen (1)

Anzahl der Wettkämpfe in Klammern

### Zeitplan
| Zeitplan           | Zeitplan                   | Zeitplan | Zeitplan | Zeitplan | Zeitplan | Zeitplan | Zeitplan | Zeitplan | Zeitplan | Zeitplan | Zeitplan | Zeitplan | Zeitplan | Zeitplan | Zeitplan | Zeitplan | Zeitplan | Zeitplan | Zeitplan | Zeitplan | Zeitplan           |
| Disziplin          | Disziplin                  | Mi. 25.  | Do. 26.  | Fr. 27.  | Sa. 28.  | So. 29.  | Mo. 30.  | Di. 31.  | Mi. 1.   | Do. 2.   | Fr. 3.   | Sa. 4.   | So. 5.   | Mo. 6.   | Di. 7.   | Mi. 8.   | Do. 9.   | Fr. 10.  | Sa. 11.  | So. 12.  | Ent- schei- dungen |
| Disziplin          | Disziplin                  | Juli     | Juli     | Juli     | Juli     | Juli     | Juli     | Juli     | August   | August   | August   | August   | August   | August   | August   | August   | August   | August   | August   | August   | Ent- schei- dungen |
| ------------------ | -------------------------- | -------- | -------- | -------- | -------- | -------- | -------- | -------- | -------- | -------- | -------- | -------- | -------- | -------- | -------- | -------- | -------- | -------- | -------- | -------- | ------------------ |
| Eröffnungsfeier    |                            |          |          |          |          |          |          |          |          |          |          |          |          |          |          |          |          |          |          |          |                    |
| Badminton          | Badminton                  |          |          |          |          |          |          |          |          |          | 1        | 2        | 2        |          |          |          |          |          |          |          | 5                  |
| Basketball         | Basketball                 |          |          |          |          |          |          |          |          |          |          |          |          |          |          |          |          |          | 1        | 1        | 2                  |
| Bogenschießen      | Bogenschießen              |          |          |          | 1        | 1        |          |          |          | 1        | 1        |          |          |          |          |          |          |          |          |          | 4                  |
| Boxen              | Boxen                      |          |          |          |          |          |          |          |          |          |          |          |          |          |          |          | 3        |          | 5        | 5        | 13                 |
| Fechten            | Fechten                    |          |          |          | 1        | 1        | 1        | 1        | 2        | 1        | 1        | 1        | 1        |          |          |          |          |          |          |          | 10                 |
| Fußball            | Fußball                    |          |          |          |          |          |          |          |          |          |          |          |          |          |          |          | 1        |          | 1        |          | 2                  |
| Gewichtheben       | Gewichtheben               |          |          |          | 1        | 2        | 2        | 2        | 2        |          | 2        | 1        | 1        | 1        | 1        |          |          |          |          |          | 15                 |
| Handball           | Handball                   |          |          |          |          |          |          |          |          |          |          |          |          |          |          |          |          |          | 1        | 1        | 2                  |
| Hockey             | Hockey                     |          |          |          |          |          |          |          |          |          |          |          |          |          |          |          |          | 1        | 1        |          | 2                  |
| Judo               | Judo                       |          |          |          | 2        | 2        | 2        | 2        | 2        | 2        | 2        |          |          |          |          |          |          |          |          |          | 14                 |
| Kanusport          | Kanurennsport              |          |          |          |          |          |          |          |          |          |          |          |          |          |          | 4        | 4        |          | 4        |          | 12                 |
| Kanusport          | Kanuslalom                 |          |          |          |          |          |          | 1        | 1        | 2        |          |          |          |          |          |          |          |          |          |          | 4                  |
| Leichtathletik     | Leichtathletik             |          |          |          |          |          |          |          |          |          | 2        | 6        | 6        | 5        | 4        | 4        | 5        | 6        | 8        | 1        | 47                 |
| Moderner Fünfkampf | Moderner Fünfkampf         |          |          |          |          |          |          |          |          |          |          |          |          |          |          |          |          |          | 1        | 1        | 2                  |
| Radsport           | Bahn                       |          |          |          |          |          |          |          |          | 2        | 2        | 1        | 1        | 1        | 3        |          |          |          |          |          | 10                 |
| Radsport           | BMX                        |          |          |          |          |          |          |          |          |          |          |          |          |          |          |          |          | 2        |          |          | 2                  |
| Radsport           | Mountainbike               |          |          |          |          |          |          |          |          |          |          |          |          |          |          |          |          |          | 1        | 1        | 2                  |
| Radsport           | Straße                     |          |          |          | 1        | 1        |          |          | 2        |          |          |          |          |          |          |          |          |          |          |          | 4                  |
| Reitsport          | Dressur                    |          |          |          |          |          |          |          |          |          |          |          |          |          | 1        |          | 1        |          |          |          | 2                  |
| Reitsport          | Springen                   |          |          |          |          |          |          |          |          |          |          |          |          | 1        |          | 1        |          |          |          |          | 2                  |
| Reitsport          | Vielseitigkeit             |          |          |          |          |          |          | 2        |          |          |          |          |          |          |          |          |          |          |          |          | 2                  |
| Ringen             | Freistil                   |          |          |          |          |          |          |          |          |          |          |          |          |          |          | 2        | 2        | 2        | 3        | 2        | 11                 |
| Ringen             | Griech.-Röm.               |          |          |          |          |          |          |          |          |          |          |          | 2        | 3        | 2        |          |          |          |          |          | 7                  |
| Rudern             | Rudern                     |          |          |          |          |          |          |          | 3        | 3        | 4        | 4        |          |          |          |          |          |          |          |          | 14                 |
| Schießen           | Schießen                   |          |          |          | 2        | 2        | 1        | 1        | 1        | 1        | 2        | 2        | 1        | 2        |          |          |          |          |          |          | 15                 |
| Schwimm-sport      | Freiwasserschwimmen        |          |          |          |          |          |          |          |          |          |          |          |          |          |          |          | 1        | 1        |          |          | 2                  |
| Schwimm-sport      | Schwimmen                  |          |          |          | 4        | 4        | 4        | 4        | 4        | 4        | 4        | 4        |          |          |          |          |          |          |          |          | 32                 |
| Schwimm-sport      | Synchronschwimmen          |          |          |          |          |          |          |          |          |          |          |          |          |          | 1        |          |          | 1        |          |          | 2                  |
| Schwimm-sport      | Wasserball                 |          |          |          |          |          |          |          |          |          |          |          |          |          |          |          | 1        |          |          | 1        | 2                  |
| Schwimm-sport      | Wasserspringen             |          |          |          |          | 1        | 1        | 1        | 1        |          |          |          | 1        |          | 1        |          | 1        |          | 1        |          | 8                  |
| Segeln             | Segeln                     |          |          |          |          |          |          |          |          |          |          |          | 2        | 2        | 2        | 1        | 1        | 1        | 1        |          | 10                 |
| Taekwondo          | Taekwondo                  |          |          |          |          |          |          |          |          |          |          |          |          |          |          | 2        | 2        | 2        | 2        |          | 8                  |
| Tennis             | Tennis                     |          |          |          |          |          |          |          |          |          |          | 2        | 3        |          |          |          |          |          |          |          | 5                  |
| Tischtennis        | Tischtennis                |          |          |          |          |          |          |          | 1        | 1        |          |          |          |          | 1        | 1        |          |          |          |          | 4                  |
| Triathlon          | Triathlon                  |          |          |          |          |          |          |          |          |          |          | 1        |          |          | 1        |          |          |          |          |          | 2                  |
| Turnsport          | Kunstturnen                |          |          |          |          |          | 1        | 1        | 1        | 1        |          |          | 3        | 3        | 4        |          |          |          |          |          | 14                 |
| Turnsport          | Rhythmische Sportgymnastik |          |          |          |          |          |          |          |          |          |          |          |          |          |          |          |          |          | 1        | 1        | 2                  |
| Turnsport          | Trampolinturnen            |          |          |          |          |          |          |          |          |          | 1        | 1        |          |          |          |          |          |          |          |          | 2                  |
| Volleyball         | Beachvolleyball            |          |          |          |          |          |          |          |          |          |          |          |          |          |          | 1        | 1        |          |          |          | 2                  |
| Volleyball         | Volleyball                 |          |          |          |          |          |          |          |          |          |          |          |          |          |          |          |          |          | 1        | 1        | 2                  |
| Schlussfeier       |                            |          |          |          |          |          |          |          |          |          |          |          |          |          |          |          |          |          |          |          |                    |
| Entscheidungen     | Entscheidungen             |          |          |          | 12       | 14       | 12       | 15       | 20       | 18       | 22       | 25       | 23       | 18       | 21       | 16       | 23       | 16       | 32       | 15       | 302                |
|                    |                            | Mi. 25.  | Do. 26.  | Fr. 27.  | Sa. 28.  | So. 29.  | Mo. 30.  | Di. 31.  | Mi. 1.   | Do. 2.   | Fr. 3.   | Sa. 4.   | So. 5.   | Mo. 6.   | Di. 7.   | Mi. 8.   | Do. 9.   | Fr. 10.  | Sa. 11.  | So. 12.  |                    |
| Juli               | Juli                       | Juli     | Juli     | Juli     | Juli     | Juli     | August   | August   | August   | August   | August   | August   | August   | August   | August   | August   | August   | August   |          |          |                    |

Farblegende

## Wettbewerbe

### Badminton

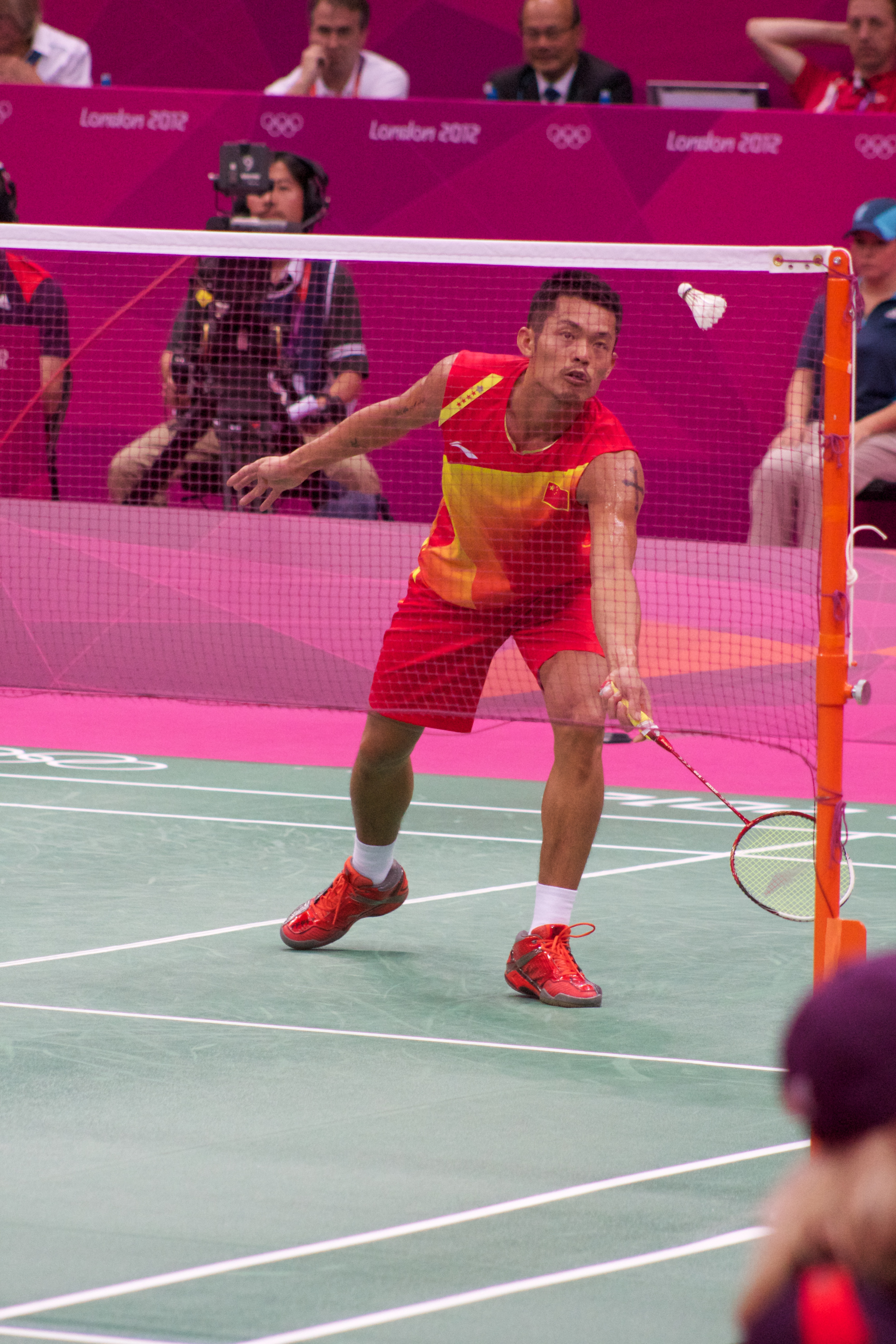
Lin Dan

Die Vorrunde wurde erstmals in einem Gruppenmodus ausgetragen, gefolgt von einer K.-o.-Runde. Am letzten Spieltag der Gruppenphase fanden die Spiele zu unterschiedlichen Zeiten statt, sodass bestimmte Platzierungen bereits vor Beginn der letzten Partien feststanden. Vier asiatische Mannschaften, die zuletzt ihre Spiele absolvierten, zeigten daraufhin in offensichtlicher Weise, dass sie nicht an einem Sieg in den Begegnungen interessiert waren. Bei einer Niederlage wären sie auf vermeintlich schwächere Gegner getroffen. Dies betraf die Partie Wang Xiaoli/Yu Yang (China) gegen Ha Jung-eun/Kim Min-jung (Südkorea) sowie Jung Kyung-eun/Kim Ha-na (Südkorea) gegen Greysia Polii/Meiliana Jauhari (Indonesien). Nach zahlreichen Unmutsbekundungen des Publikums sowie einer Ermahnung durch die Schiedsrichter begannen jeweils die südkoreanischen Doppel ernsthafter zu spielen. In einer anschließenden Untersuchung der Badminton World Federation wurden alle vier Teams wegen Spielmanipulation disqualifiziert. Südkorea legte gegen die Entscheidung Protest ein, der jedoch abgewiesen wurde.
In allen fünf Disziplinen gab es einen chinesischen Sieg: Lin Dan im Herreneinzel, Cai Yun und Fu Haifeng im Herrendoppel, Li Xuerui im Dameneinzel, Tian Qing und Zhao Yunlei im Damendoppel sowie Zhang Nan und Zhao Yunlei im Mixed-Doppel.

### Basketball

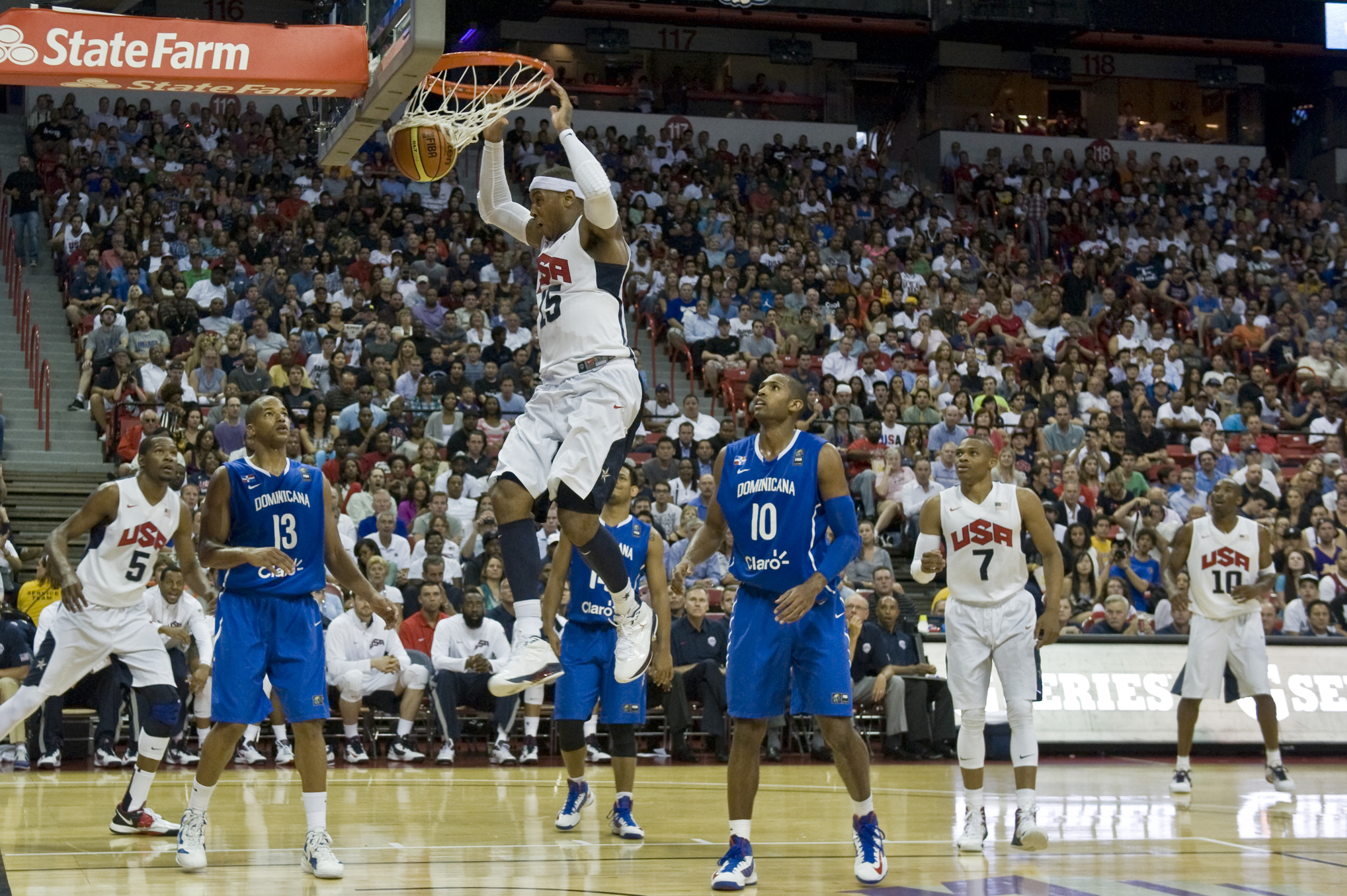
Szene aus dem Vorrundenspiel USA – Dominikanische Republik

Das Basketballturnier der Männer endete mit dem Sieg der US-amerikanischen Nationalmannschaft. Sie setzte sich im Finale mit 107:100 Punkten gegen Spanien durch. Im Spiel um die Bronzemedaille gewann Russland mit 81:77 Punkten gegen Argentinien. In der Vorrunde hatten die US-Amerikaner Nigeria mit 156:73 bezwungen. Dies war die höchste Punktzahl, die je in einem olympischen Basketballspiel erzielt wurde. Carmelo Anthony verbuchte in nur 14 Minuten Spielzeit 37 Punkte, die höchste Punktzahl für einen Spieler in einem einzelnen Spiel. Zudem gelangen den US-Amerikanern 29 Dreipunktewürfe (der bisherige Rekord lag bei 13).
Siegerinnen im Turnier der Frauen waren die USA, die im Finale deutlich mit 86:50 Punkten gegen das französische Team gewannen. Die Bronzemedaille ging an Australien, das Russland mit 83:74 Punkten schlug.

### Bogenschießen

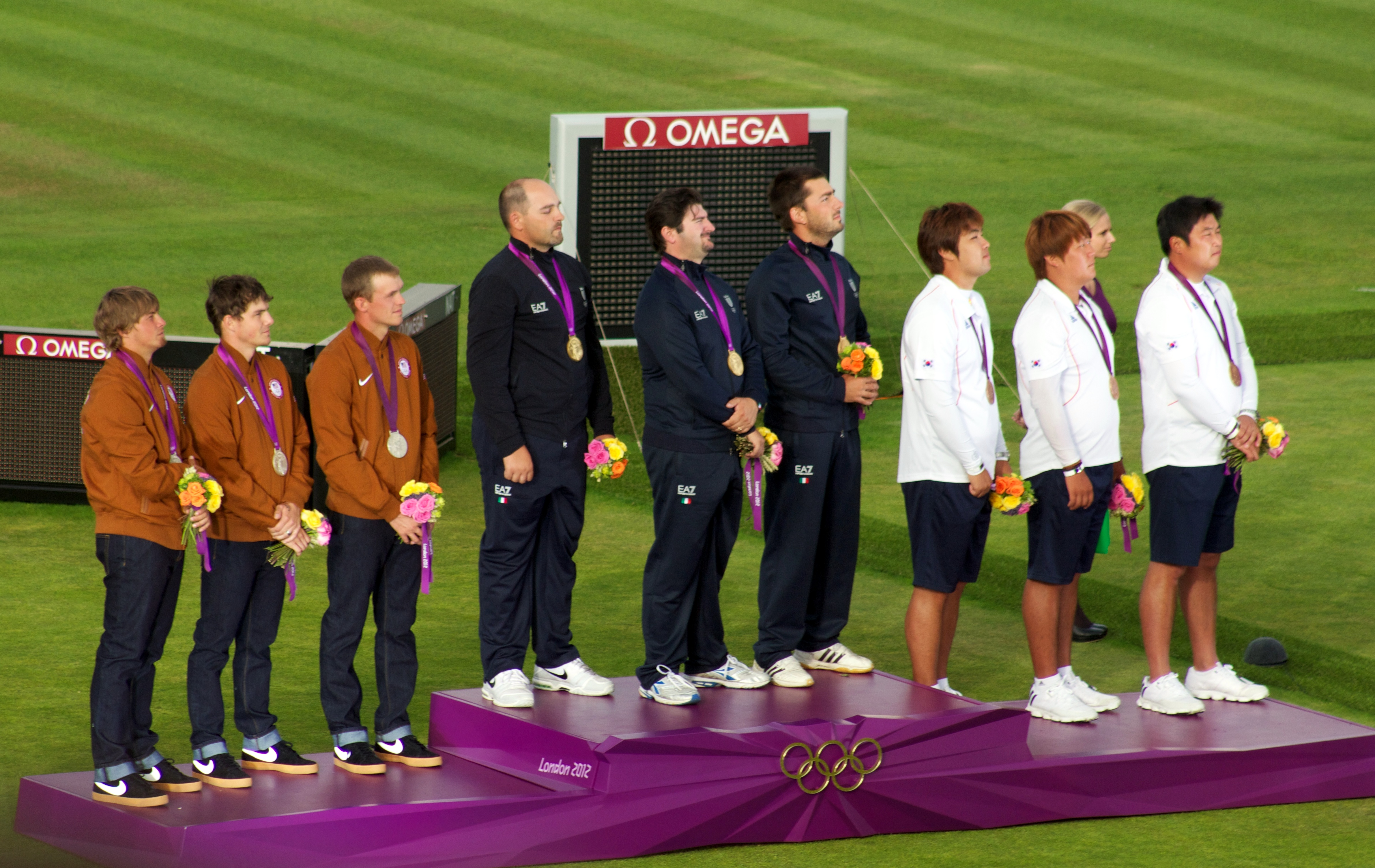
Medaillengewinner im Teamwettbewerb der Männer

In der Vorplatzierungsrunde des Männereinzels hatte der Südkoreaner Im Dong-hyun einen neuen Weltrekord erzielt, ebenso mit dem Team. Für den großen Favoriten blieb jedoch nur eine Teambronzemedaille. Das Einzel entschied sein Landsmann Oh Jin-hyek für sich, den Teamwettbewerb die Italiener Michele Frangilli, Marco Galiazzo und Mauro Nespoli. Die Südkoreanerin Ki Bo-bae gewann die Goldmedaille im Dameneinzel, ebenso den Teamwettbewerb zusammen mit Lee Sung-jin und Choi Hyun-joo. Das südkoreanische Damenteam blieb somit zum siebten Mal in Folge ungeschlagen.

### Boxen

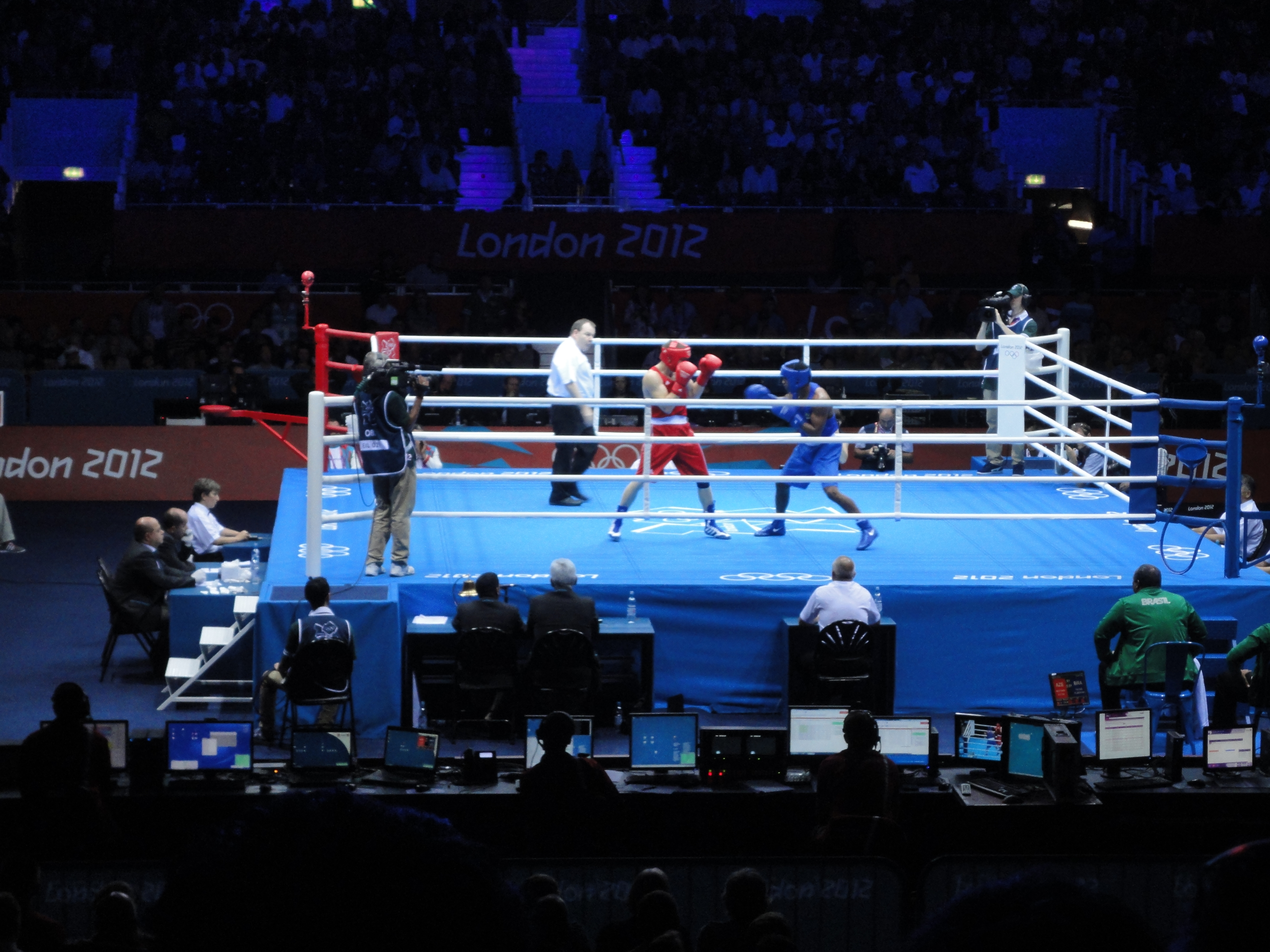
Kampf in der olympischen Boxhalle

Erfolgreichste Nation im Boxen war Großbritannien mit drei Olympiasiegen, vor der Ukraine und Kuba mit je zwei. Bei den Männern gab es folgende Sieger: Zhou Shiming (China) im Halbfliegengewicht, Robeisy Ramírez (Kuba) im Fliegengewicht, Luke Campbell (Großbritannien) im Bantamgewicht, Wassyl Lomatschenko (Ukraine) im Leichtgewicht, Roniel Iglesias (Kuba) im Halbweltergewicht, Serik Säpijew (Kasachstan) im Weltergewicht, Ryōta Murata (Japan) im Mittelgewicht, Jegor Mechonzew (Russland) im Halbschwergewicht, Oleksandr Ussyk (Ukraine) im Schwergewicht und Anthony Joshua (Großbritannien) im Superschwergewicht. Säpijew wurde zum besten Boxer des Turniers gewählt und mit dem Val-Barker-Pokal ausgezeichnet.
Das Boxen der Frauen gehörte in London erstmals zum Programm Olympischer Spiele. Olympiasiegerinnen wurden die Britin Nicola Adams im Fliegengewicht, die Irin Katie Taylor im Leichtgewicht und überraschend die erst 17-jährige US-Amerikanerin Claressa Shields im Mittelgewicht.
In der Klasse bis 56 kg (Bantamgewicht) im Duell zwischen Satoshi Shimizu (Japan) und Magomed Abdulhamidov (Aserbaidschan) kam es zu einem folgenschweren Fehlurteil: Obwohl Shimizu seinen Gegner sechsmal zu Boden geschickt hatte, bestimmten die Punktrichter den schwer angeschlagenen Abdulhamidov zum Sieger. Nach einem Protest des japanischen Trainerstabs erklärte die AIBA Shimizu nachträglich zum Sieger. Da es der turkmenische Ringrichter Ischanguly Meretnyjasow bei drei Niederschlägen versäumt hatte, Abdulhamidov anzuzählen, wurde er vom weiteren olympischen Turnier ausgeschlossen. Zuvor war es bereits im Schwergewichtskampf zwischen Ali Mazaheri (Iran) und José Larduet (Kuba) zu einem umstrittenen Urteil gekommen, in dessen Folge der deutsche Ringrichter Frank Scharmach eine Suspendierung für fünf Wettkampftage erhielt.

### Fechten

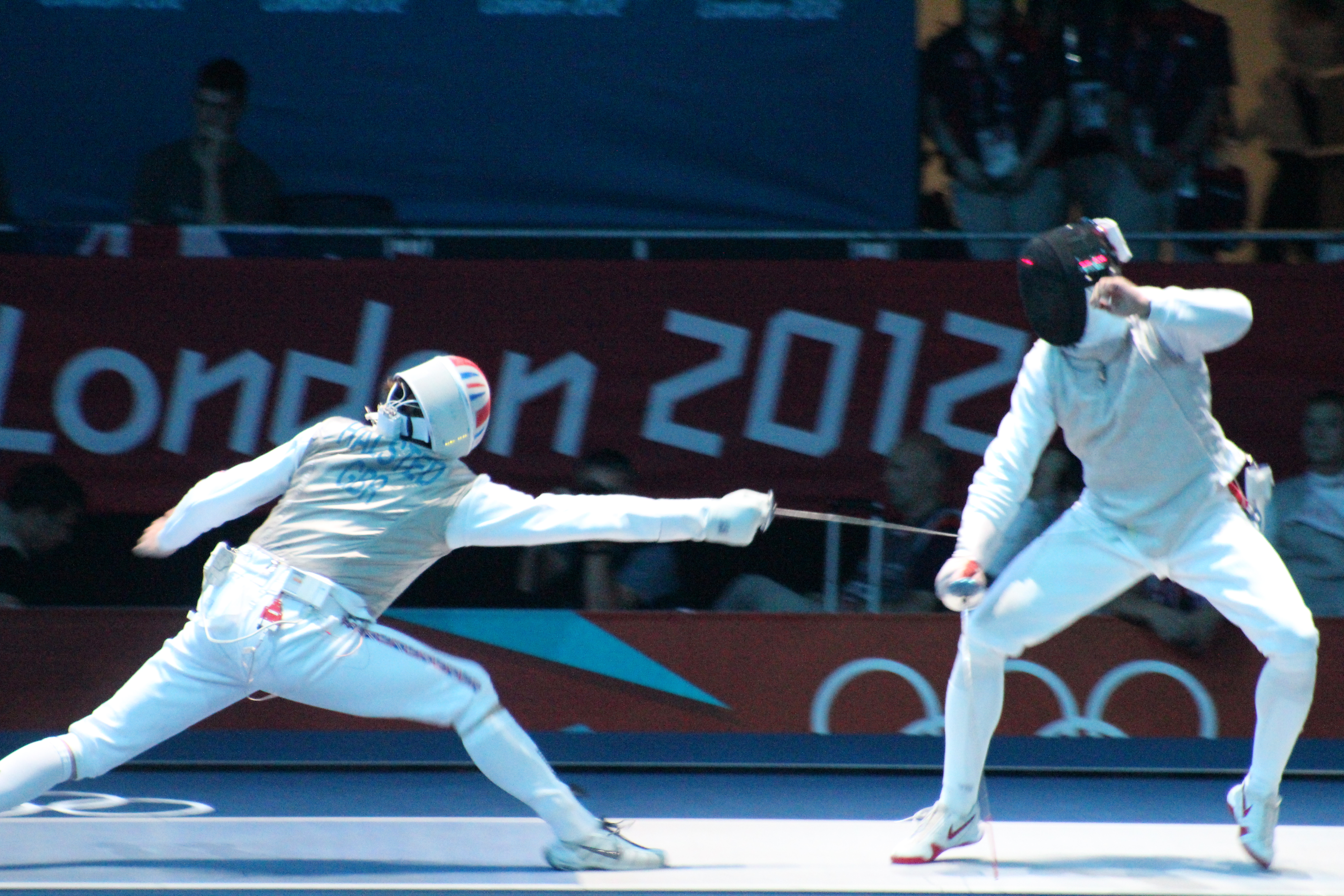
Florett-Teamwettbewerb der Männer

Bei den Herren gab es Sieger aus fünf verschiedenen Ländern: Mit dem Degen siegte Rubén Limardo (Venezuela), mit dem Florett Lei Sheng (China), mit dem Säbel Áron Szilágyi (Ungarn); den Florett-Mannschaftswettbewerb entschied Italien (mit Andrea Cassarà, Valerio Aspromonte und Andrea Baldini) für sich, den Säbel-Mannschaftswettbewerb die Südkoreaner Gu Bon-gil, Won Woo-young, Kim Jung-hwan und Oh Eun-seok. Einzige Doppelolympiasiegerin war die Italienerin Elisa Di Francisca im Floretteinzel, zusammen mit Arianna Errigo und Valentina Vezzali auch mit der Florettmannschaft. Vezzali konnte ihren insgesamt sechsten Olympiasieg seit 1996 feiern und baute ihre führende Position als erfolgreichste Fechterin der olympischen Geschichte aus. Das Degeneinzel ging an die Ukrainerin Jana Schemjakina, das Säbeleinzel an die Südkoreanerin Kim Ji-yeon. Im Degen-Mannschaftswettbewerb setzten sich die Chinesinnen Li Na, Lü Xiaojun, Sun Yujie und Xu Anqi durch.
Im Halbfinale des Degenfechtens der Frauen zwischen Britta Heidemann (Deutschland) und Shin A-lam (Südkorea) fiel Sekundenbruchteile vor Kampfende beim Stand von 5:5 die automatische Zeitnahme aus. Die Uhr wurde daraufhin aus technischen Gründen auf eine volle Sekunde Restkampfzeit zurückgesetzt, in der Heidemann der Siegtreffer gelang. Nach einer einstündigen Diskussion des Schiedsrichtergespanns aufgrund des Protests der koreanischen Mannschaft wurde Heidemann als Siegerin bestätigt.

### Fußball

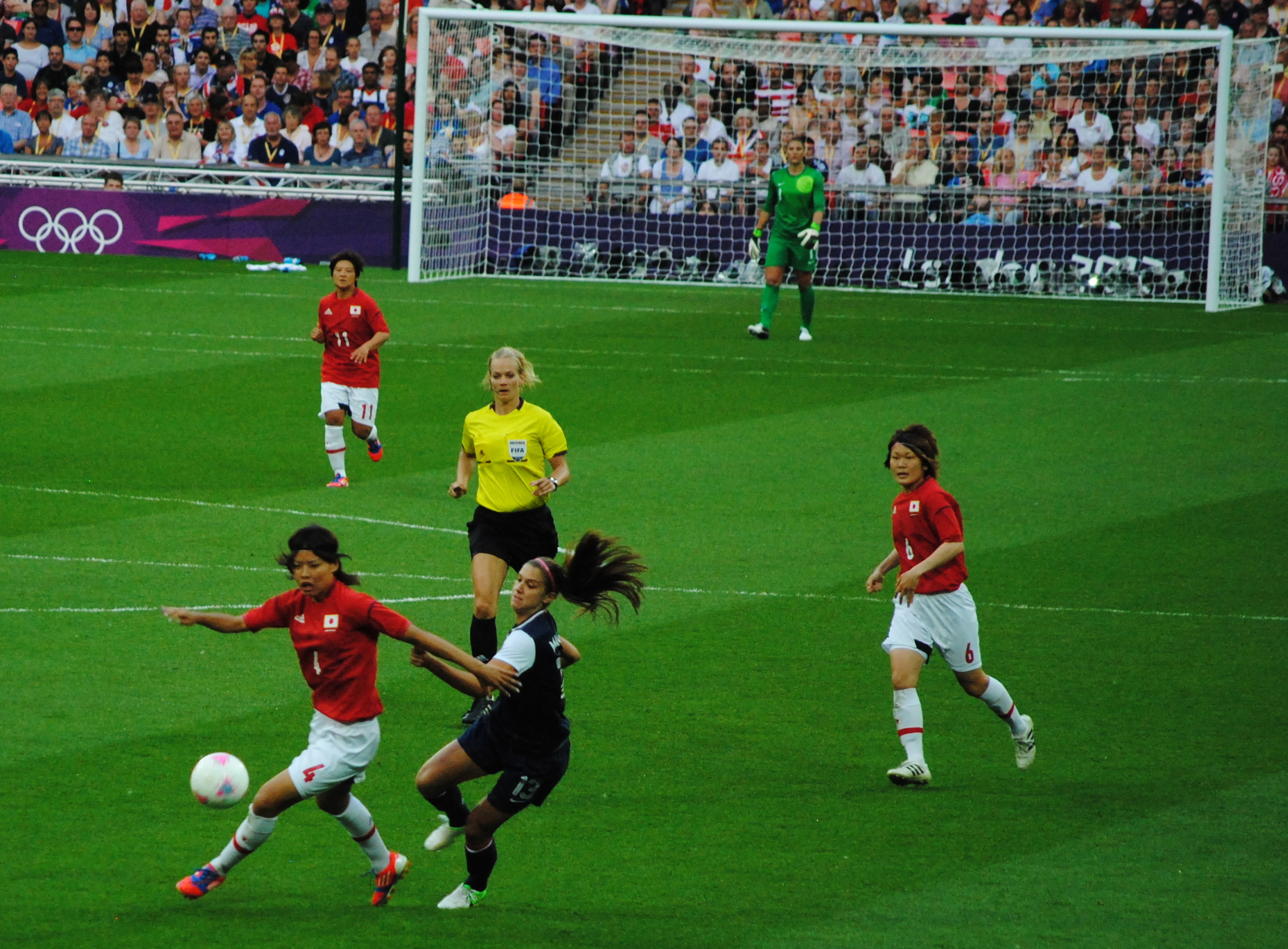
Spielszene im Finale des Frauenturniers

Im Fußballturnier der Männer sicherte sich Mexiko durch einen 2:1-Finalsieg gegen den Turnierfavoriten Brasilien die Goldmedaille. Es war Mexikos erste Medaille bei einem olympischen Fußballturnier. Im Spiel um Platz drei gewann Südkorea mit 2:0 gegen Japan die Bronzemedaille.
Bei den Frauen sicherte sich das Team der Vereinigten Staaten durch einen 2:1-Finalsieg gegen Japan die Goldmedaille. Es war dies der dritte amerikanische Sieg in Folge sowie der vierte Sieg im fünften olympischen Turnier. Kanada gewann durch ein 1:0 gegen Frankreich die Bronzemedaille.
Am 25. Juli wurde beim Vorrundenspiel der Frauen zwischen Nordkorea und Kolumbien in Glasgow bei der Vorstellung der nordkoreanischen Spielerinnen auf der Videowand neben den Fotos die Flagge Südkoreas gezeigt, mit dem sich das Land immer noch formell im Koreakrieg befindet. Die Spielerinnen verließen daraufhin das Spielfeld und weigerten sich, dieses wieder zu betreten, bis sich das Olympische Komitee offiziell entschuldigte. Das mit einer Stunde Verspätung gestartete Spiel gewannen die Nordkoreanerinnen mit 2:0.

### Gewichtheben
Bei den olympischen Wettbewerben im Gewichtheben gab es insgesamt acht neue Weltrekorde. Das erfolgreichste Team war China mit fünf Siegen, vor Kasachstan mit vier und Nordkorea mit drei Siegen.
Olympiasieger bei den Männern wurden die folgenden Sportler: Om Yun-chol und Kim Un-guk aus Nordkorea (bis 56 bzw. bis 62 kg), Lin Qingfeng und Lu Xiaojun aus China (bis 69 bzw. 77 kg), der Pole Adrian Zieliński (bis 85 kg), der Kasache Ilja Iljin (bis 94 kg), der Ukrainer Oleksij Torochtij (bis 105 kg) und der Iraner Behdad Salimikordasiabi (über 105 kg). Bei den Frauen erfolgreich waren die Chinesinnen Wang Mingjuan (bis 48 kg), Li Xueying (bis 58 kg) und Zhou Lulu (über 75 kg), die Nordkoreanerin Rim Jong-sim (bis 69 kg) sowie die Kasachinnen Sülfija Tschinschanlo (bis 53 kg), Maija Manesa (bis 63 kg) und Swetlana Podobedowa (bis 75 kg).
Im Finaldurchgang der Superschwergewichtsklasse über 105 kg wurde Matthias Steiner (Olympiasieger von 2008) von der Hantelstange im Genick getroffen, als er beim Versuch, 196 kg zu reißen, stürzte. Er zog sich Prellungen des Brust- und Nackenbereiches zu und musste den Wettbewerb infolgedessen abbrechen.

### Handball
Als erste Mannschaft überhaupt konnte Frankreich den Olympiasieg in einem olympischen Handballturnier wiederholen, mit einem knappen 22:21-Sieg gegen Schweden. Die Bronzemedaille ging an Kroatien, das im Spiel um Platz drei Ungarn mit 33:26 bezwang.
Ebenfalls zum zweiten Mal in Folge entschied Norwegen das olympische Handballturnier der Frauen für sich. Die Norwegerinnen gewannen im Finale mit 26:23 gegen das überraschende Team aus Montenegro, das erstmals einen bedeutenden Erfolg auf internationaler Ebene feiern konnte. Im Spiel um die Bronzemedaille siegte Spanien nach Verlängerung mit 31:29 gegen Südkorea.

### Hockey
Im olympischen Hockeyturnier der Herren sicherte sich Deutschland durch einen 2:1-Finalsieg gegen die Niederlande die Goldmedaille und wiederholte damit den Olympiasieg von 2008. Australien gewann durch ein 3:1 über Großbritannien die Bronzemedaille.
Bei den Damen siegten im Finale die Niederlande mit 2:0 gegen Argentinien und verteidigten ebenfalls ihren Titel. Großbritannien gewann durch ein 3:1 gegen Neuseeland die Bronzemedaille.

### Judo
In den 14 Judowettbewerben gab es Sieger aus zehn verschiedenen Ländern. Am erfolgreichsten waren die Russen mit Arsen Galstjan (bis 60 kg), Mansur Issajew (bis 73 kg) und Tagir Chaybulajew (bis 100 kg). Weitere Sieger bei den Herren waren der Georgier Lascha Schawdatuaschwili (bis 66 kg), die Südkoreaner Kim Jae-bum (bis 81 kg) und Song Dae-nam (bis 90 kg) sowie der Franzose Teddy Riner (über 100 kg). Bei den Frauen gewannen die Brasilianerin Sarah Menezes (bis 48 kg), die Nordkoreanerin An Kum-ae (bis 52 kg), die Japanerin Kaori Matsumoto (bis 57 kg), die Slowenin Urška Žolnir (bis 63 kg), die Französin Lucie Décosse (bis 70 kg), die US-Amerikanerin Kayla Harrison (bis 78 kg) und die Kubanerin Idalys Ortíz (über 78 kg).

### Kanu

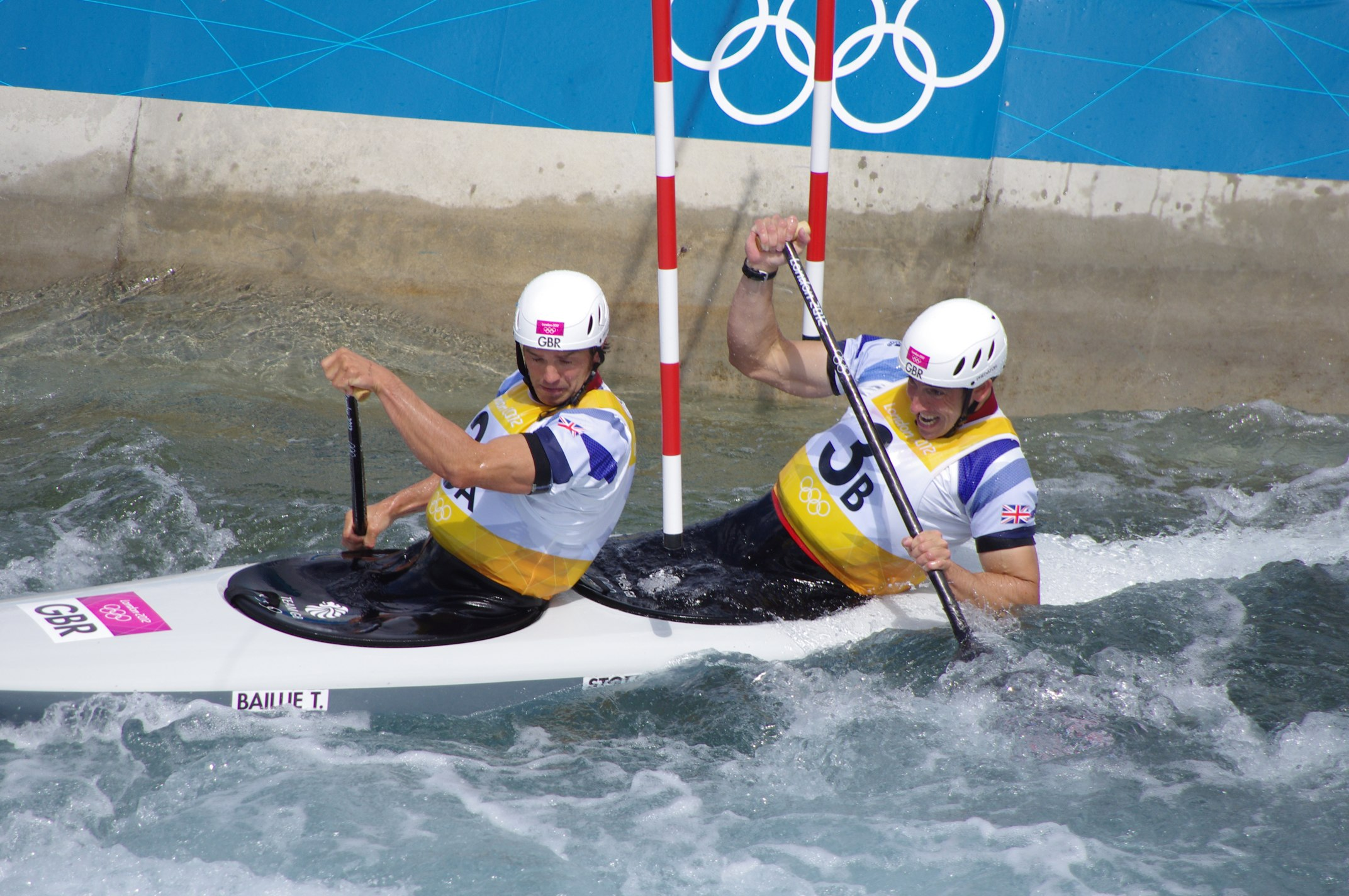
Timothy Baillie und Etienne Stott im Zweier-Canadier

Im Kanuslalom konnte der Franzose Tony Estanguet nach 2000 und 2004 seinen dritten Olympiasieg mit dem Einer-Canadier feiern. Während der Italiener Daniele Molmenti mit dem Einer-Kajak gewann, sorgten Timothy Baillie und Etienne Stott mit dem Zweier-Canadier für den ersten britischen Olympiasieg in dieser Sportart. Den Einer-Kajakwettbewerb der Frauen gewann die Französin Émilie Fer.
In den Kanurennen waren deutsche Athleten mit drei Goldmedaillen am erfolgreichsten. Sebastian Brendel gewann mit dem Einer-Canadier über 1000 Meter, Peter Kretschmer/Kurt Kuschela mit dem Zweier-Canadier über 1000 Meter, Franziska Weber/Tina Dietze mit dem Zweier-Kajak über 500 Meter. Weitere Olympiasieger bei den Männern waren der Brite Ed McKeever (Einer-Kajak 200 m), der Ukrainer Jurij Tscheban (Einer-Canadier 200 m), der Norweger Eirik Verås Larsen (Einer-Kajak 1000 m), die Russen Juri Postrigai/Alexander Djatschenko (Zweier-Kajak 200 m), die Ungarn Rudolf Dombi/Roland Kökény (Zweier-Kajak 1000 m) sowie der australische Vierer-Kajak über 1000 Meter. Bei den Frauen siegten außerdem die Neuseeländerin Lisa Carrington (Einer-Kajak 200 m), die Ungarin Danuta Kozák (Einer-Kajak 500 m) und der ungarische Vierer-Kajak über 500 Meter.

### Kunstturnen

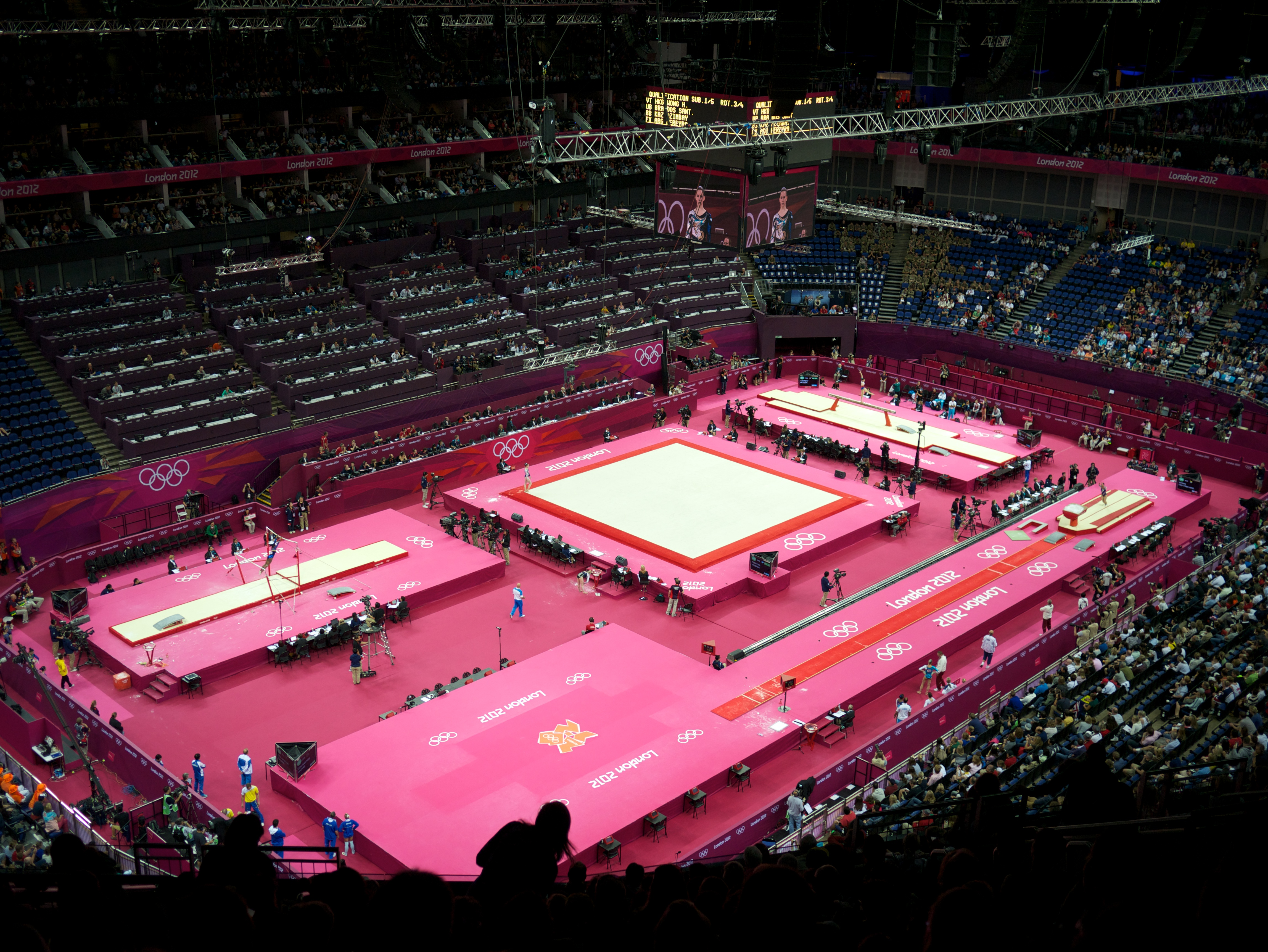
Die olympische Turnarena

Im Mannschaftsmehrkampf der Männer siegten die Chinesen zum zweiten Mal in Folge, während sich im Einzelmehrkampf der Japaner Kōhei Uchimura durchsetzte. Die US-Amerikanerin Gabrielle Douglas konnte sowohl im Einzelmehrkampf als auch mit der Mannschaft die Goldmedaille gewinnen.
Erfolgreichster Turner in London war der Chinesen Zou Kai. Er gewann die Goldmedaille einerseits mit der Mannschaft, andererseits im Bodenturnen. Ferner holte er die Bronzemedaille am Reck. Auch Feng Zhe, ebenfalls aus China, gewann zwei Goldmedaillen, nämlich eine mit der Mannschaft und eine am Barren. Die weiteren Disziplinensiege gingen an den Ungarn Krisztián Berki (Pauschenpferd), den Südkoreaner Yang Hak-seon (Sprung), den Niederländer Epke Zonderland (Reck) und an den Brasilianer Arthur Zanetti (Ringe). Letzterer war der erste Südamerikaner, der im Turnen eine olympische Medaille erringen konnte.
Bei den Frauen wurde neben Gabrielle Douglas auch die US-Amerikanerin Alexandra Raisman Doppelolympiasiegerin. Sie gewann sowohl mit der Mannschaft als auch im Bodenturnen und holte Bronze am Schwebebalken. Mit dieser Medaillenausbeute war sie die erfolgreichste Turnerin. Die weiteren Disziplinen entschieden die Russin Alija Mustafina (Stufenbarren), die Rumänin Sandra Izbașa (Sprung) und die Chinesin Deng Linlin (Schwebebalken) für sich.

### Leichtathletik

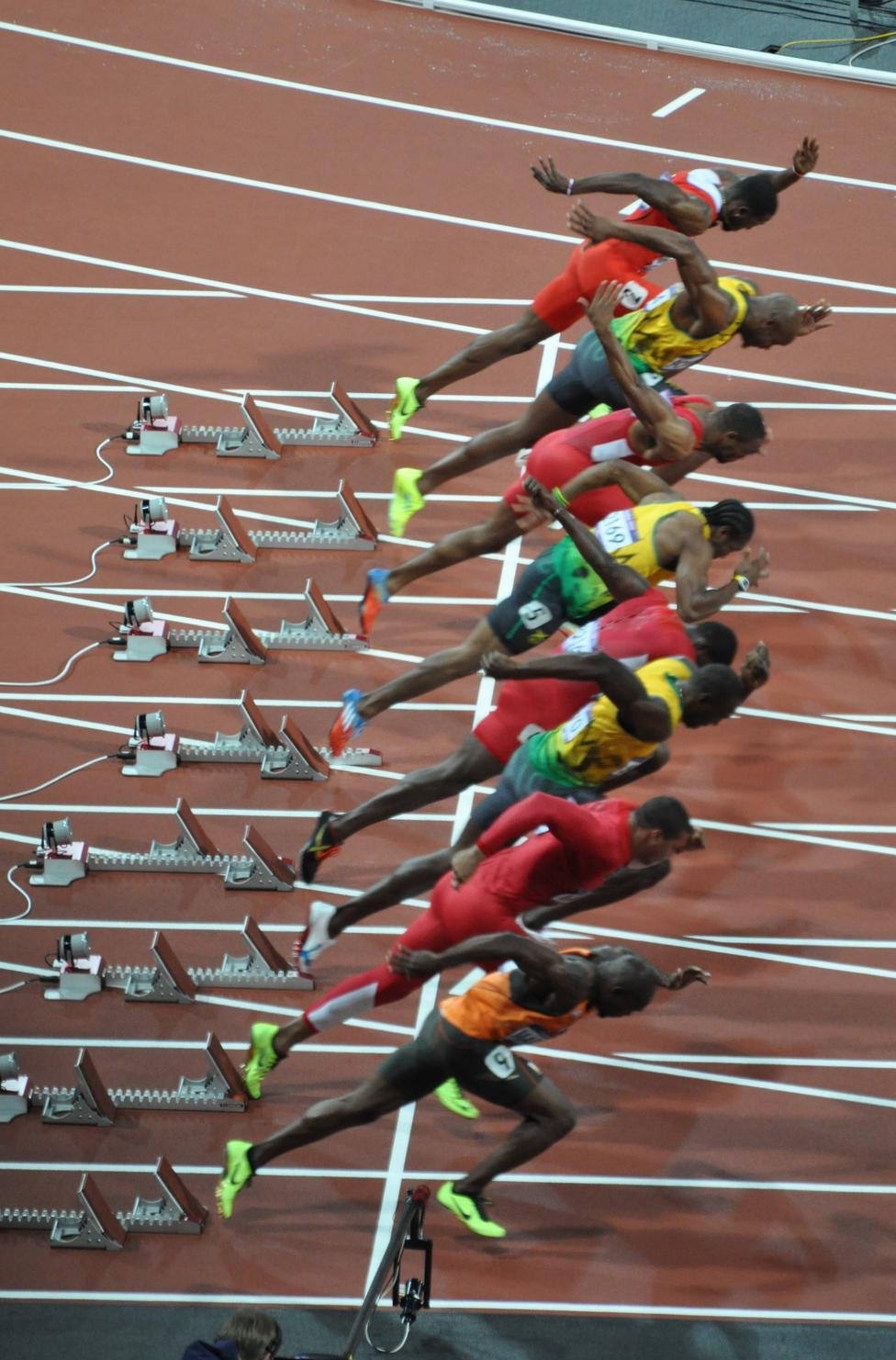
Start des 100-Meter-Finallaufs

Die Deutsche Lilli Schwarzkopf wurde nach dem letzten Siebenkampfwettbewerb, dem 800-Meter-Lauf, zunächst disqualifiziert, da sie angeblich die Spur verlassen hatte. Dabei war sie allerdings mit der Russin Kristina Sawizkaja verwechselt worden, die eine Bahn weiter außen gelaufen war. Noch bevor der Deutsche Leichtathletik-Verband Protest einlegen konnte, wurde das Ergebnis korrigiert, Sawizkaja blieb jedoch in der Wertung. Nun aber legte der ukrainische Verband, dem die dadurch nur noch viertplatzierte Ljudmyla Jossypenko angehört, Protest ein, da Schwarzkopf dessen Meinung nach doch auf die Linie getreten sei. Der Protest wurde abgewiesen. Gold ging somit an die Britin Jessica Ennis, Silber an Schwarzkopf und Bronze an die Russin Tatjana Tschernowa.
Dem Jamaikaner Usain Bolt gelang es als erstem Leichtathleten in der olympischen Geschichte, zum zweiten Mal in Folge sowohl im 100-Meter-Lauf als auch im 200-Meter-Lauf die Goldmedaille zu gewinnen. Das jamaikanische Team feierte über 200 Meter einen Dreifachsieg (Usain Bolt vor Yohan Blake und Warren Weir). Der Kenianer David Rudisha erzielte im 800-Meter-Lauf einen neuen Weltrekord.
Während des Halbfinales der 4-mal-400-Meter-Staffel erlitt der US-Amerikaner Manteo Mitchell einen Bruch des Wadenbeins, lief aber seine Ablösung zu Ende und konnte den Stab an den Schlussläufer übergeben, der die Qualifikation für das Finale sicherstellte. Im Finale der 4-mal-100-Meter-Staffel der Frauen verbesserten die siegreichen USA den 27 Jahre alten Weltrekord einer DDR-Staffel.
Beim Hammerwurf der Frauen versagte bei der Deutschen Betty Heidler die Weitenmessung. Für einen Wurf klar über 75 Meter wurden zunächst 72,34 Meter angezeigt. Zunächst wurde ein Ersatzwurf durchgeführt, den Heidler aufgrund geringer Weite ungültig machte. Nach ihren Angaben in nachfolgenden Interviews war ihr von den Kampfrichtern erklärt worden, dass der Versuch vom System gemessen worden war. Für sie bestand keine Sorge, dass die richtige Weite in die Wertung eingehen würde. Später stellte sich heraus, dass die Werferin vor Heidler auf den Zentimeter dieselbe Weite geworfen hatte, und deswegen das System von zweifacher Messung desselben Versuchs ausging und Heidlers Weite nicht in die Ergebnisse aufnahm. Im offiziellen Ergebnis wurde Heidlers Versuch mit 77,12 m (um 1 cm verringert) geführt und ihr die Bronzemedaille verliehen.

### Moderner Fünfkampf
Beim Modernen Fünfkampf gab es im Vergleich zu 2008 Änderungen im Ablauf: Das Schießen und der Geländelauf wurden gemeinsam durchgeführt, ähnlich wie bei einem Biathlon im Winter. Den Wettbewerb der Männer gewann der Tscheche David Svoboda, jenen der Frauen die Litauerin Laura Asadauskaitė.

### Radsport
Straßenrennen

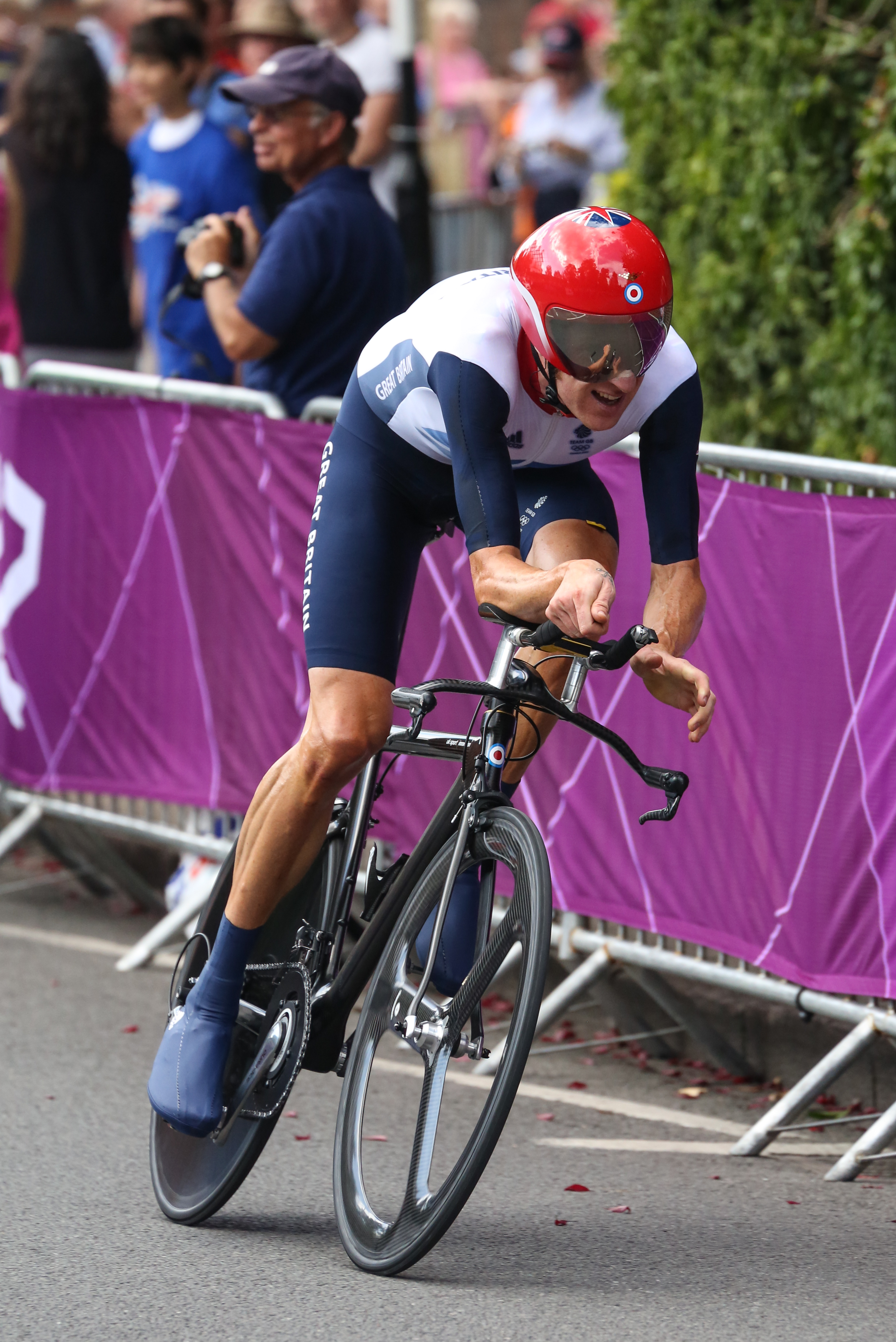
Bradley Wiggins im Einzelzeitfahren

Über eine Million Zuschauer entlang der Strecke verfolgten das Straßenrennen der Männer. Allgemein war ein britischer Sieg erwartet worden, insbesondere durch den sprintstarken Mark Cavendish. Das Rennen gewann jedoch der Kasache Alexander Winokurow, der kurz darauf seinen Rücktritt erklärte. Im Einzelzeitfahren war der Brite Bradley Wiggins wie schon bei der Tour de France 2012 der Konkurrenz weit überlegen. Im Straßenrennen der Frauen setzte sich die Niederländerin Marianne Vos durch, im Einzelzeitfahren die US-Amerikanerin Kristin Armstrong.
Bahnrennen
Wie erwartet erwies sich das Londoner Velodrom als äußerst schnell und es wurden zehn neue Weltrekorde aufgestellt. Das britische Team konnte sieben der zehn ausgetragenen Wettbewerbe für sich entscheiden. Goldmedaillengewinner bei den Männern waren Jason Kenny im Sprint, Philip Hindes/Chris Hoy/Jason Kenny im Teamsprint, Chris Hoy im Keirin sowie Ed Clancy/Geraint Thomas/Steven Burke/Peter Kennaugh in der Mannschaftsverfolgung. Einziger nichtbritischer Sieger war im Omnium der Däne Lasse Norman Hansen. Bei den Frauen siegte Victoria Pendleton im Keirin, während sie sich im Sprint der Australierin Anna Meares geschlagen geben musste. Die Britinnen Danielle King/Laura Trott/Joanna Rowsell entschieden die Mannschaftsverfolgung für sich, der Sieg im Omnium ging an die Britin Laura Trott.
Im Teamsprint der Frauen profitierten die Deutschen Miriam Welte und Kristina Vogel gleich von zwei Relegationen ihrer Gegner aufgrund von Wechselfehlern. Die Britinnen, die nach der ersten K.-o.-Runde auf Platz zwei standen, wurden als erste relegiert. Da ihre nachqualifizierten Gegnerinnen aus der Ukraine langsamer waren, rückten die Deutschen auf Platz zwei vor und standen dadurch im Finale. Die Chinesinnen, die bereits in beiden vorherigen Runden einen neuen Weltrekord aufgestellt hatten, gewannen zunächst das Finale, wurden aber ebenfalls relegiert und auf Platz zwei heruntergestuft. Die Deutschen rückten auf Platz eins vor, obwohl selbst die drittplatzierten Australierinnen im kleinen Finale schneller gewesen waren.
BMX
Im BMX-Rennen der Männer konnte der Lette Māris Štrombergs nach 2008 seinen zweiten Olympiasieg feiern. Bei den Frauen siegte die Kolumbianerin Mariana Pajón.
Mountainbike
Das Cross-Country-Rennen der Frauen gewann überlegen die Französin Julie Bresset. Der Tscheche Jaroslav Kulhavý siegte im Rennen der Männer knapp vor dem Schweizer Nino Schurter.

### Reiten

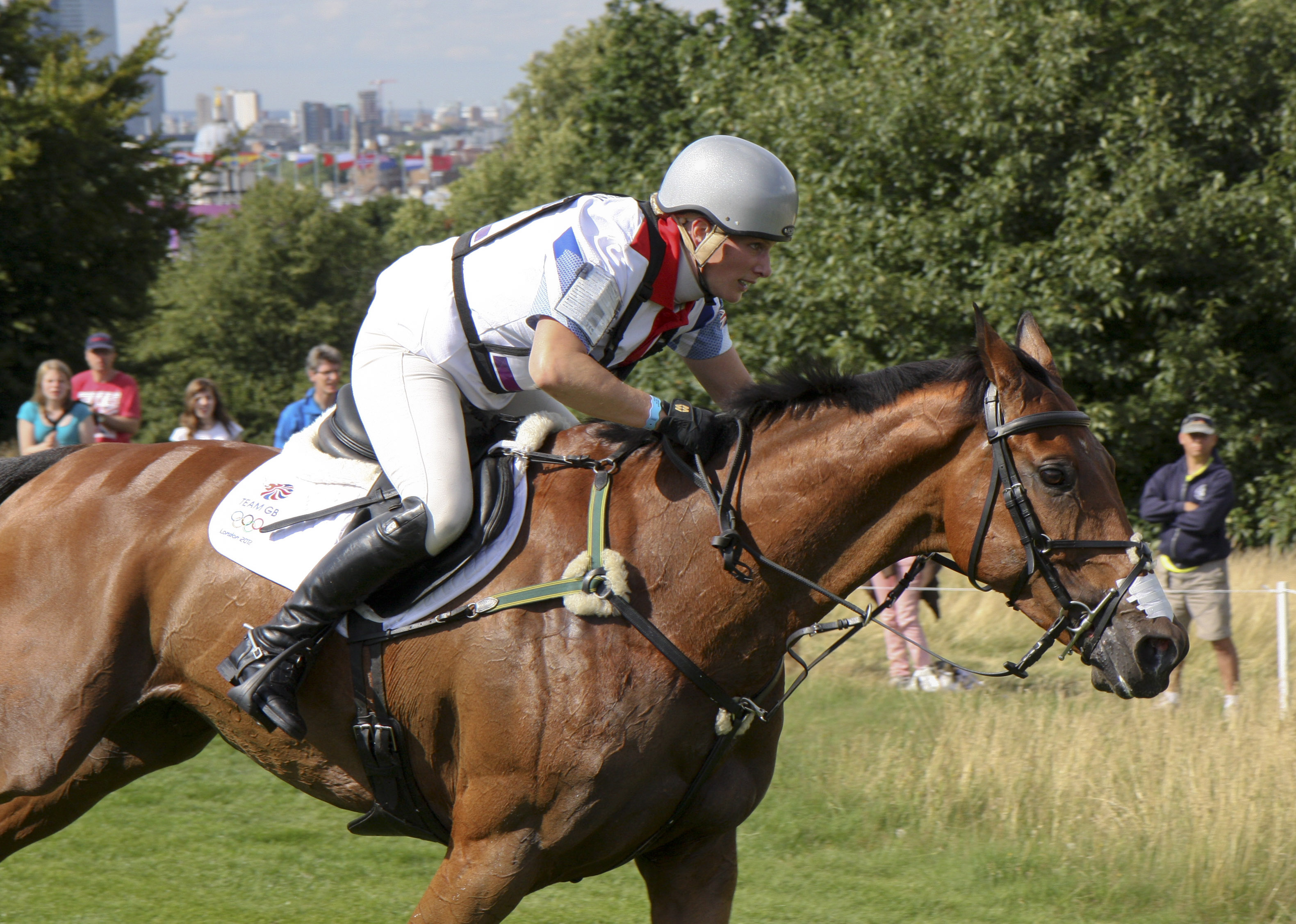
Zara Phillips beim Geländeritt des Vielseitigkeitsreitens

In der Mannschaftswertung des Vielseitigkeitsreitens übernahm Deutschland von Beginn an die Führung und gab diese auch in den zwei folgenden Teilprüfungen nicht ab. Die Medaillen überreichte Prinzessin Anne, unter anderem an ihre Tochter Zara Phillips, die mit dem britischen Team Zweite geworden war. Die Einzelwertung gewann der Deutsche Michael Jung, der nach zwei von drei Prüfungen noch Vierter gewesen war. Zuvor hatte die Schwedin Sara Algotsson-Ostholt beim letzten Hindernis einen Abwurf, ohne den sie als erste Frau olympisches Gold im Vielseitigkeits-Einzel gewonnen hätte.
Für Unmut sorgte dabei der ARD-Kommentator Carsten Sostmeier mit seinem Kommentar „Seit 2008 wird zurückgeritten!“, einer Anspielung auf Adolf Hitlers Rede nach dem Überfall auf den Sender Gleiwitz („Seit 5 Uhr 45 wird jetzt zurückgeschossen!“) bzw. die Olympischen Spiele 2004, als die im Einzel und der Mannschaft führenden Deutschen durch einen Einspruch ausgerechnet der westlichen Siegermächte auf Platz vier (Mannschaft) bzw. neun (Bettina Hoy) heruntergestuft worden waren.
Die Mannschaftswertung im Springreiten gewann das britische Team vor den Niederlanden und Saudi-Arabien (unter anderem mit Abdullah ibn Mutaib Al Saud, dem Enkel von König Abdullah ibn Abd al-Aziz). In der Einzelwertung siegte der Schweizer Steve Guerdat, der auf Nino des Buissonnets als einziger Reiter in beiden Durchgängen ohne Fehlerpunkte blieb. Großbritannien entschied erstmals überhaupt die Mannschaftswertung im Dressurreiten für sich, der Sieg in der Dressur-Einzelwertung ging an die Britin Charlotte Dujardin.

### Rhythmische Sportgymnastik
Wie im Jahr 2008 in Peking gewannen in der Gruppenformation erneut die Russinnen. Im Einzelmehrkampf konnten sie sogar einen Doppelsieg feiern. Hier siegte Jewgenija Kanajewa vor Darja Dimitrijewa. Kanajewa war bereits in Peking Olympiasiegerin geworden. Sie konnte als erste Sportlerin dieser Disziplin ihren Titel verteidigen.

### Rudern

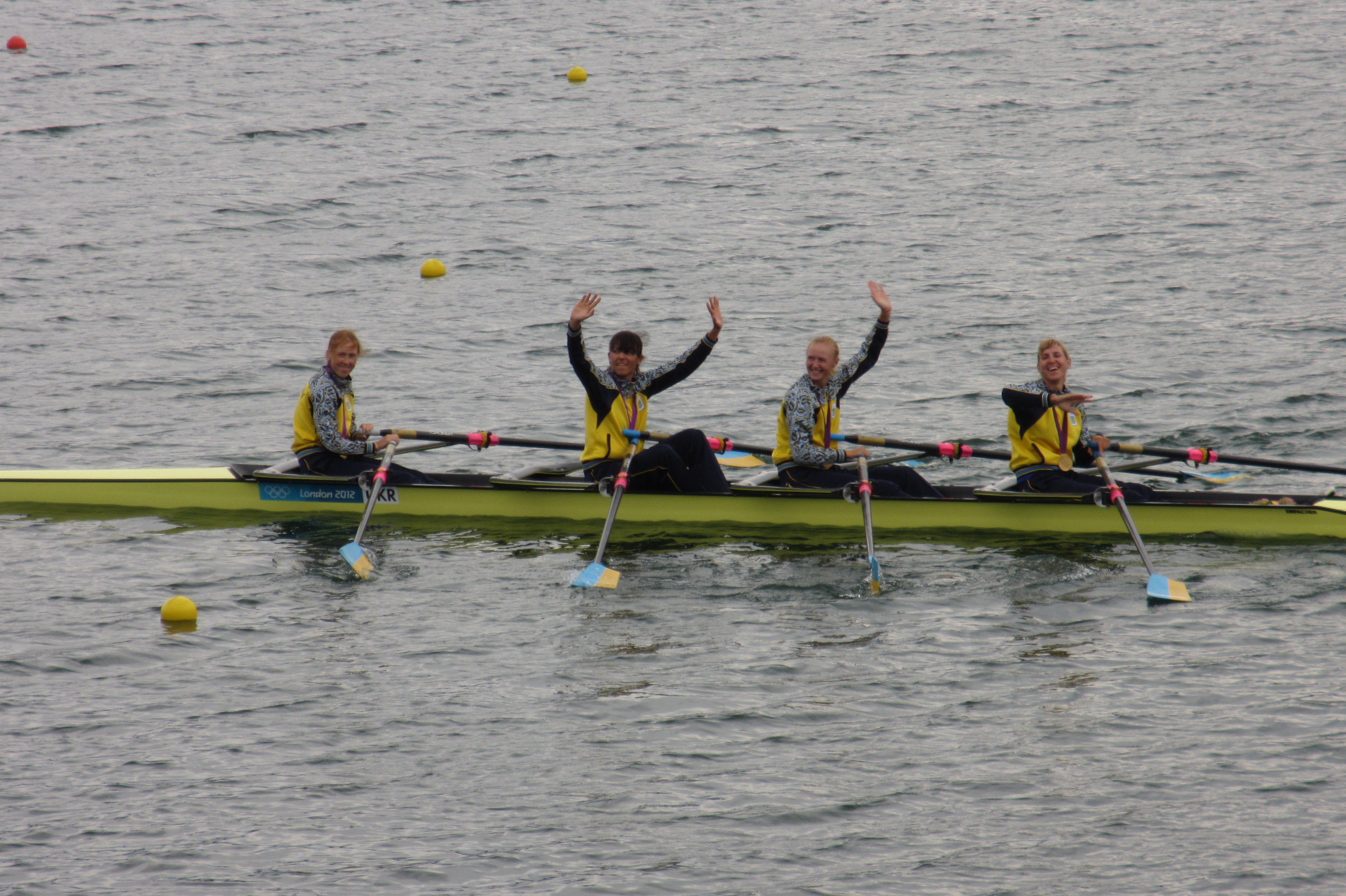
Der ukrainische Doppelvierer

Sieger im Einer der Männer war der Neuseeländer Mahé Drysdale. Seine Landsmänner Nathan Cohen und Joseph Sullivan siegten im Doppelzweier, Eric Murray und Hamish Bond im Zweier; letztere stellten im Vorlauf außerdem einen neuen Weltrekord auf. Im Leichtgewichts-Doppelzweier bezwangen die Dänen Mads Rasmussen und Rasmus Quist Hansen die favorisierten Briten. Der Sieg mit dem Doppelvierer und mit dem Achter ging an deutsche Boote, im Vierer an die Briten und im Leichtgewichts-Vierer überraschend an Südafrika.
Die Tschechin Miroslava Knapková gewann im Einer der Frauen, während im Doppelvierer die Ukrainerinnen und im Achter die US-Amerikanerinnen siegten. In den drei übrigen Bootsklassen kam es zu britischen Erfolgen. Anna Watkins und Katherine Grainger setzten sich im Doppelzweier durch, Katherine Copeland und Sophie Hosking im Leichtgewichtsdoppelzweier, Helen Glover und Heather Stanning im Zweier.

### Schießen

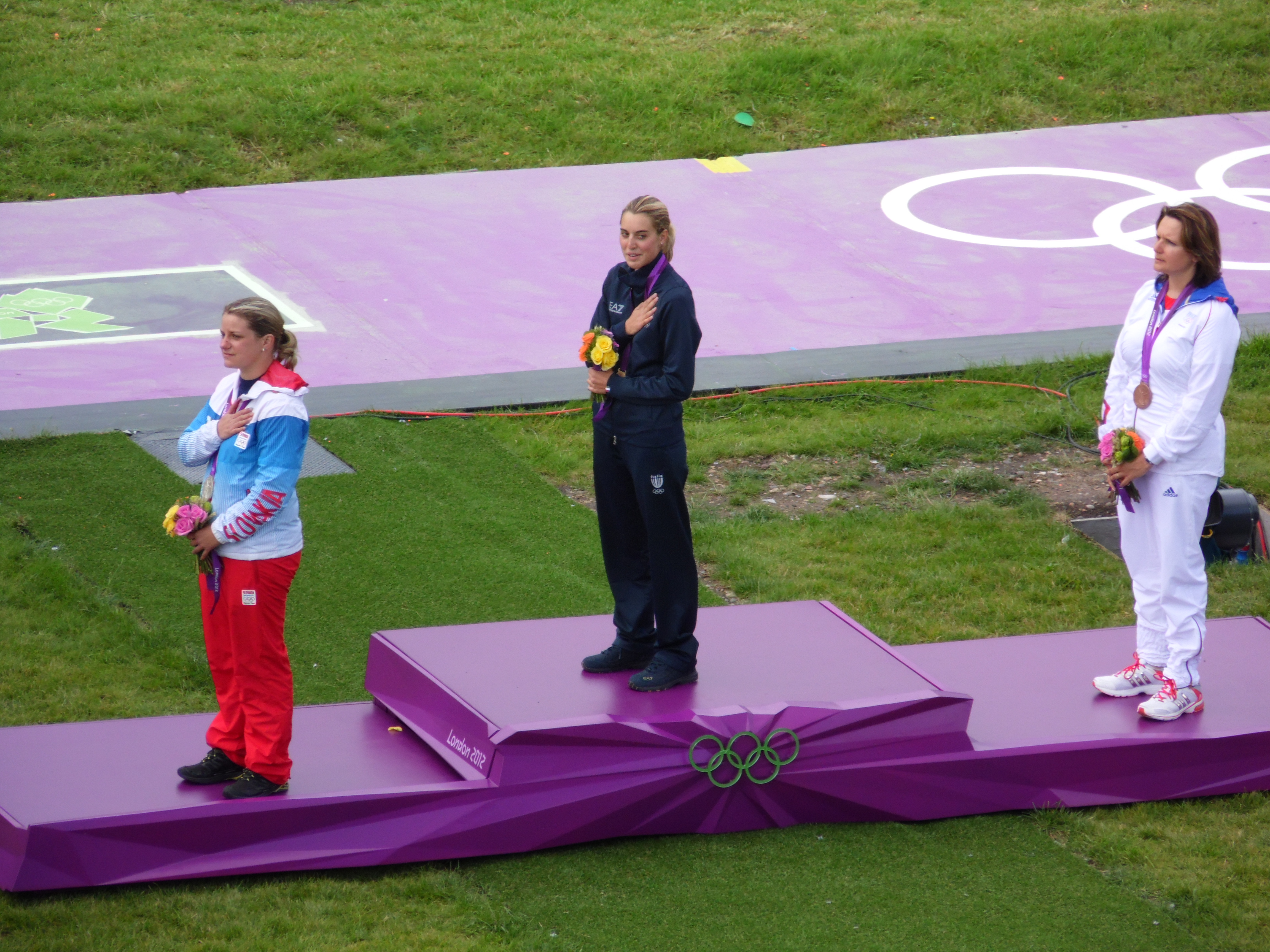
Medaillengewinnerinnen des Trapschießens

Erfolgreichste Nationen bei den Schießwettbewerben waren Südkorea und die USA mit je drei Goldmedaillen. Der Südkoreaner Jin Jong-oh war sowohl mit der Luftpistole als auch mit der Freien Pistole erfolgreich. Der Kubaner Leuris Pupo siegte mit der Schnellfeuerpistole, der Rumäne Alin Moldoveanu mit dem Luftgewehr, der Italiener Niccolò Campriani im Kleinkaliber-Dreistellungskampf. Den Trap-Wettbewerb gewann der Kroate Giovanni Cernogoraz, den Doppeltrap-Wettbewerb der Brite Peter Wilson, den Skeet-Wettbewerb der US-Amerikaner Vincent Hancock. Der Belarusse Sjarhej Martynau gewann die Goldmedaille im Kleinkaliber-Liegendschießen mit neuem Weltrekord. Gleich zwei neue Weltrekorde erzielte die Italienerin Jessica Rossi im Trap-Wettbewerb der Frauen. Weitere Olympiasiegerinnen bei den Frauen wurden die Chinesinnen Guo Wenjun (Luftpistole) und Yi Siling (Luftgewehr), die Südkoreanerin Kim Jang-mi (Sportpistole) sowie die US-Amerikanerinnen Jamie Lynn Gray (Sportgewehr) und Kim Rhode (Skeet).

### Schwimmen
Michael Phelps war zwar nicht mehr derart überragend wie noch 2004 und 2008, mit vier goldenen und zwei silbernen Medaillen war er aber dennoch der erfolgreichste Schwimmer in London, sowie auch der erfolgreichste Teilnehmer überhaupt. Mit insgesamt 22 Medaillen ist er außerdem der erfolgreichste Olympiateilnehmer der Geschichte (bereits zuvor hatte er die meisten Goldmedaillen gehabt). Über 200 Meter Lagen gelang es ihm als erstem Schwimmer überhaupt, zum dritten Mal in Folge dieselbe Disziplin zu gewinnen. Der erst 20-jährige Yannick Agnel siegte über 200 Meter Freistil und mit der französischen 4-mal-100-Meter-Freistilstaffel (zum ersten Mal überhaupt hatte eine europäische Staffel in dieser Disziplin gewonnen). Ebenfalls zwei Goldmedaillen gewannen der Chinese Sun Yang sowie die US-Amerikaner Ryan Lochte und Nathan Adrian. Für die ersten südafrikanischen Schwimmolympiasiege in Einzeldisziplinen sorgten Cameron van der Burgh über 100 Meter Brust und Chad le Clos über 200 Meter Schmetterling.
Bei den Frauen hat vor allem die 16-jährige Chinesin Ye Shiwen für Schlagzeilen gesorgt, als sie über 400 Meter Lagen die Goldmedaille gewann und dabei den vier Jahre alten Weltrekord (damals noch mit Ganzkörperanzug) um über eine Sekunde verbesserte. Da sie die letzten 50 Meter schneller geschwommen war als Ryan Lochte, machten verschiedene Medien daraufhin Andeutungen über möglichen Dopingmissbrauch. Die chinesischen Trainer und Ye (die auch über 200 m Lagen gewann) wiesen die Vorwürfe zurück. Relativiert wurde der vorübergehende Medienrummel durch die Leistungen dreier weiterer Teenager: Die 15-jährige Litauerin Rūta Meilutytė siegte über 100 Meter Brust, die 15-jährige US-Amerikanerin Katie Ledecky über 800 Meter Freistil, und ihre 17-jährige Landsfrau Missy Franklin gewann sogar vier Goldmedaillen: über 100 Meter Rücken, 200 Meter Rücken, mit der 4-mal-200-Meter-Freistilstaffel sowie mit der 4-mal-100-Meter-Lagenstaffel. Außerdem gewann sie Bronze mit der 4-mal-100-Meter-Freistilstaffel und ist damit die erfolgreichste Sportlerin der Spiele. Zwei Goldmedaillen gewannen Franklins Teamkolleginnen Rebecca Soni, Dana Vollmer und Allison Schmitt sowie die Niederländerin Ranomi Kromowidjojo.
Die Beckenschwimmer des Deutschen Schwimm-Verbandes blieben ohne einen Medaillengewinn, gleichbedeutend mit dem schlechtesten Ergebnis seit 1932. Einziger deutscher Medaillengewinner im Schwimmen war Thomas Lurz, der im Freiwasserschwimmen über 10 Kilometer hinter dem Tunesier Oussama Mellouli Zweiter wurde. Das Freiwasserschwimmen der Frauen entschied die Ungarin Éva Risztov mit nur vier Zehntelsekunden Vorsprung für sich.

### Segeln

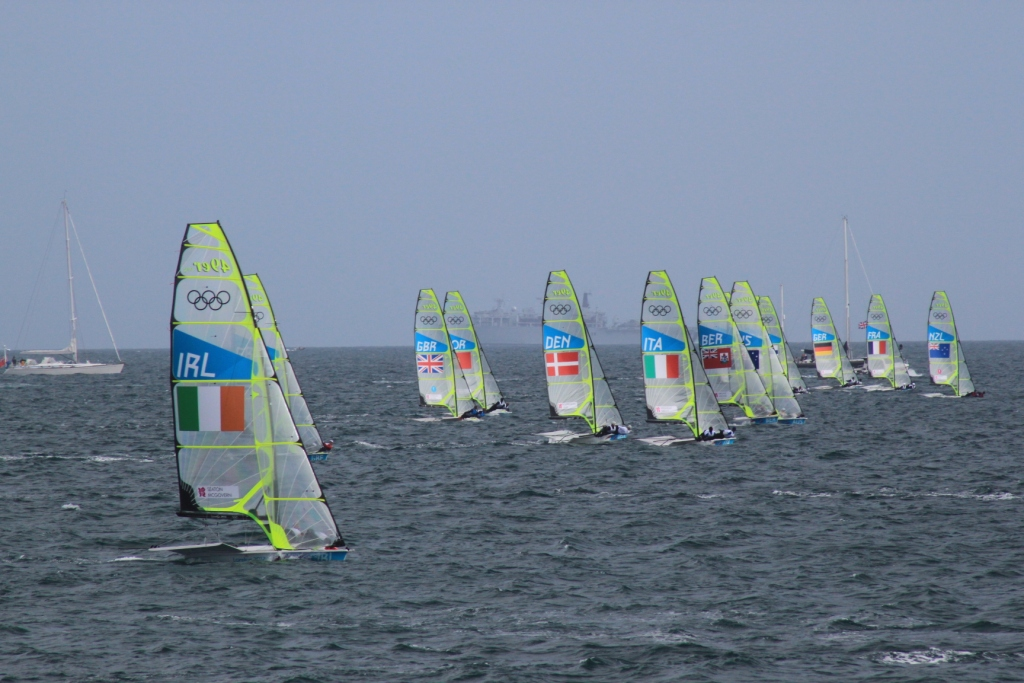
Regatta der 49er-Klasse

Erfolgreichste Segelnationen waren Australien mit drei und Spanien mit zwei Goldmedaillen. In den Regatten der Männer siegten der Niederländer Dorian van Rijsselberghe (Windsurfen), der Australier Tom Slingsby (Laser), zum dritten Mal in Folge der Brite Ben Ainslie (Finn-Dinghy), die Schweden Fredrik Lööf/Max Salminen (Starboot) sowie die Australier Mathew Belcher/Malcolm Page (470er) und Nathan Outteridge/Iain Jensen (49er). Die Segelregatten der Frauen gewannen die Spanierin Marina Alabau, die Chinesin Xu Lijia (Laser Radial), die Neuseeländerinnen Jo Aleh/Olivia Powrie (470er) sowie die Spanierinnen Támara Echegoyen/Ángela Pumariega/Sofía Toro (Elliott).

### Synchronschwimmen
Wie vier Jahre zuvor in Peking entschieden die Russinnen Swetlana Romaschina und Natalja Ischtschenko den Duettwettbewerb für sich. Russland (mit Romaschina und Ischtschenko) gewann zum dritten Mal in Folge auch den Teamwettbewerb.

### Taekwondo
Die Taekwondoturniere endeten mit acht Siegern aus acht verschiedenen Ländern. Bei den Männern siegten der Spanier Joel González (bis 58 kg), der Türke Servet Tazegül (bis 68 kg), der Argentinier Sebastián Crismanich (bis 80 kg) und der Italiener Carlo Molfetta (über 80 kg). Letzterer setzte sich im Finale gegen Anthony Obame durch, der die erste olympische Medaille überhaupt für Gabun gewann. Bei den Frauen erfolgreich waren die Chinesin Wu Jingyu, die Britin Jade Jones, die Koreanerin Hwang Kyung-seon und die Serbin Milica Mandić.

### Tennis

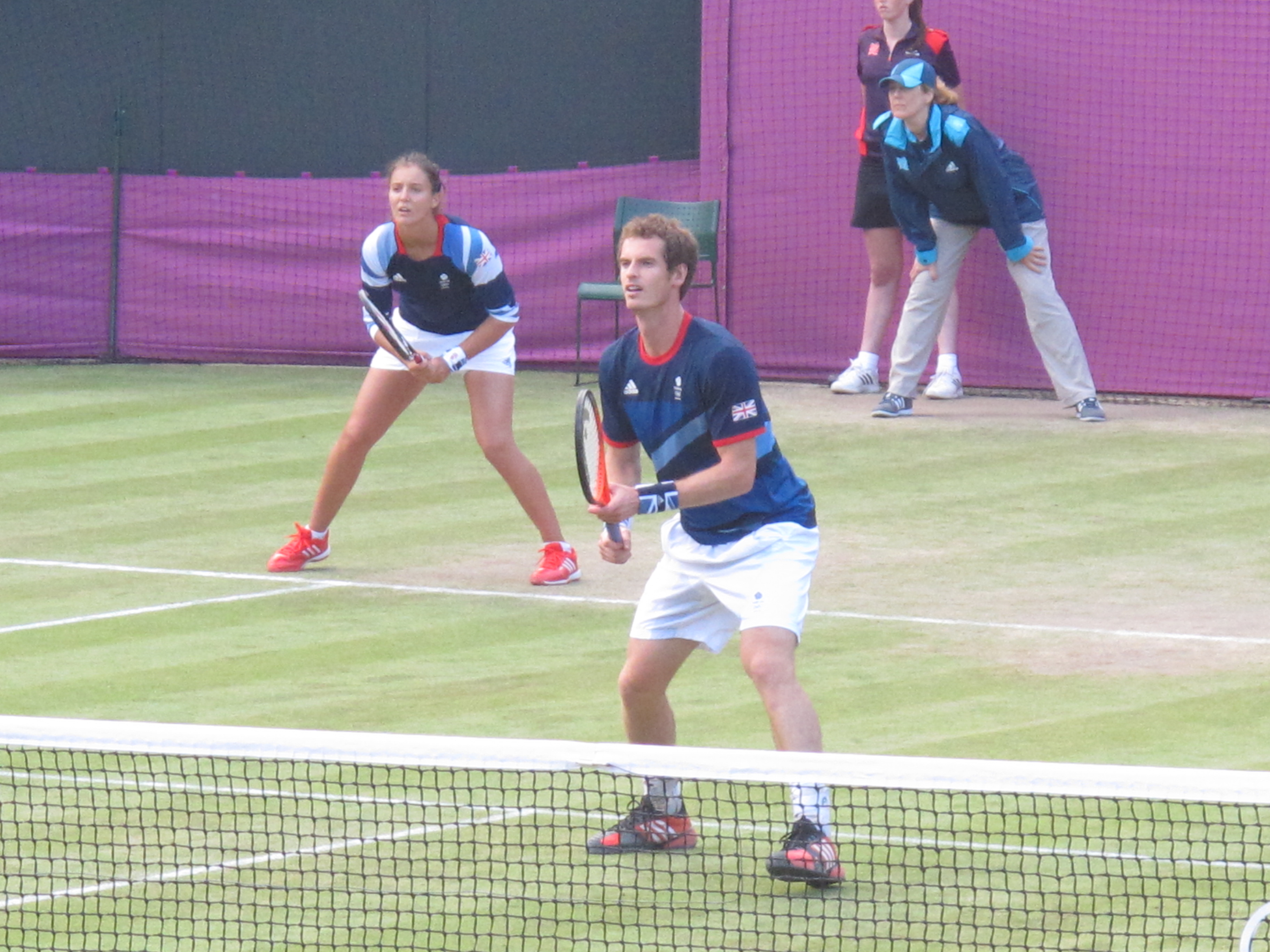
Andy Murray und Laura Robson im Mixed-Doppel

Das Einzelturnier der Herren gewann der Brite Andy Murray, der im Finale den Weltranglistenersten Roger Federer aus der Schweiz schlug und sich somit für seine Finalniederlage bei den Wimbledon Championships 2012 revanchierte. Zwei Tage zuvor hatte das Halbfinale zwischen Federer und dem Argentinier Juan Martín del Potro mit 19:17 im dritten Satz geendet und 4:26 Stunden gedauert; es war damit das längste Dreisatzmatch in der Open Era (seit 1968). In der dritten Runde dauerte das Match zwischen dem Franzosen Jo-Wilfried Tsonga und dem Kanadier Milos Raonic, bei dem der Franzose den entscheidenden dritten Satz sogar mit 25:23 gewann, dagegen dank einem deutlicheren Ergebnis im zweiten Satz „nur“ 3:57 Stunden.
Im Einzelturnier der Damen war die US-Amerikanerin Serena Williams (Wimbledon-Siegerin 2012) der Konkurrenz weit überlegen und schlug im Finale die Russin Marija Scharapowa.
Olympisches Gold im Mixed-Doppel gewannen die Belarussen Wiktoryja Asaranka und Maks Mirny, die im Finale Laura Robson und Andy Murray schlugen. Für einen Achtungserfolg sorgten die Deutschen Sabine Lisicki und Christopher Kas, die hier das erste Mal zusammen spielten, mit ihrem vierten Platz. Das Doppelturnier der Herren entschieden die US-amerikanischen Zwillingsbrüder Bob und Mike Bryan für sich. Die Williams-Schwestern Serena und Venus siegten im Frauen-Doppel, zum dritten Mal nach 2000 und 2008.

### Tischtennis

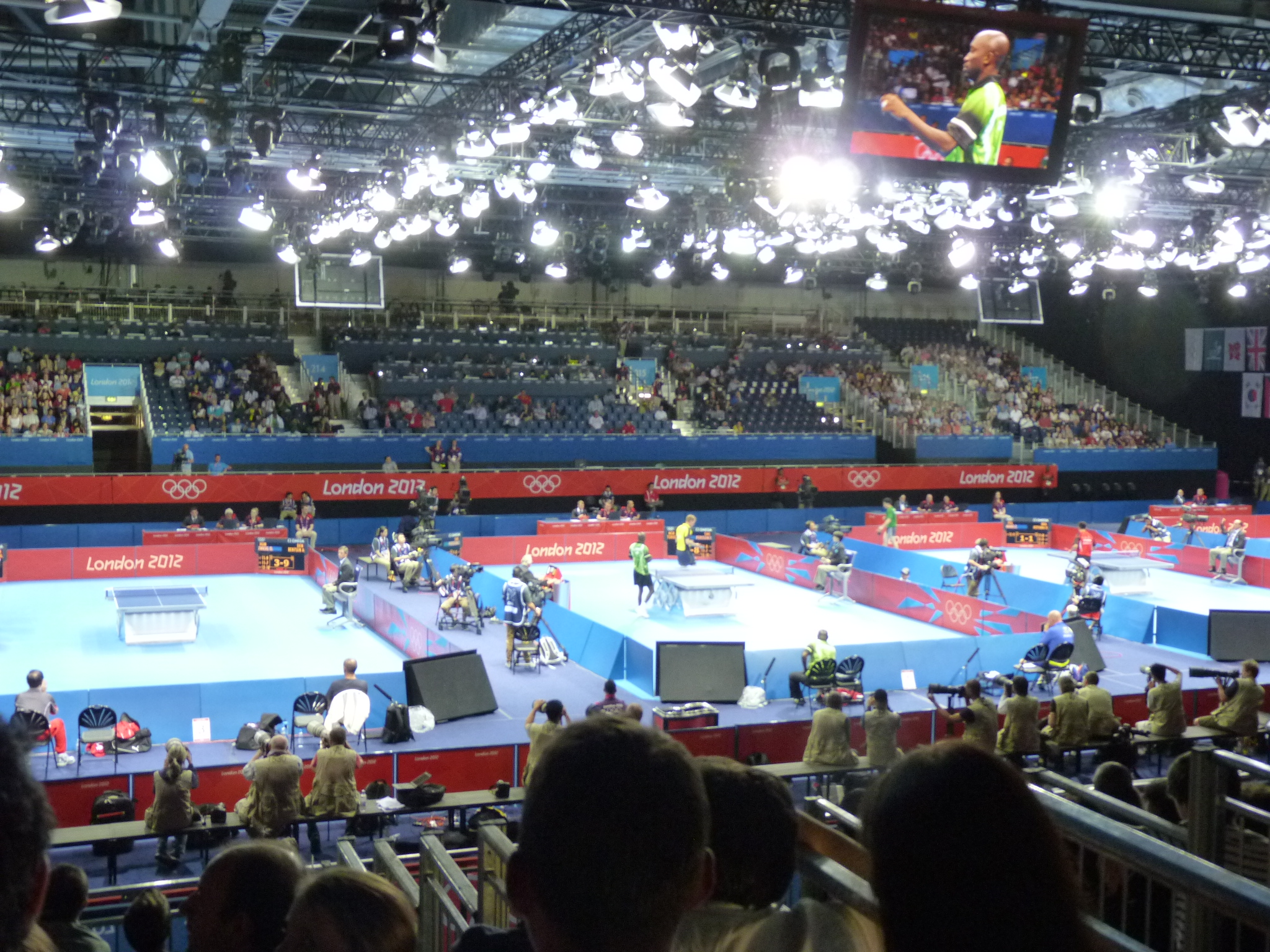
Die olympische Tischtennishalle

Wie erwartet erwiesen sich die chinesischen Tischtennisspieler als überlegen; sie erreichten mit vier Gold- und zwei Silbermedaillen das bestmögliche Ergebnis. Der Sieg im Einzel der Männer ging an Zhang Jike. Dieser siegte zusammen mit Wang Hao und Ma Long auch im Mannschaftswettbewerb. Siegerin des Fraueneinzels wurde Li Xiaoxia, die zusammen mit Ding Ning und Guo Yue ebenfalls den Mannschaftswettbewerb für sich entschied.

### Trampolinturnen
Im Trampolinwettbewerb der Männer setzte sich der sechsfache Weltmeister Dong Dong (China) durch und wurde erstmals Olympiasieger. Bei den Frauen gewann überraschend die Kanadierin Rosannagh MacLennan, die nach dem Qualifikationsdurchgang noch Vierte gewesen war und von Fehlern der vor ihr liegenden Konkurrentinnen profitierte.

### Triathlon
Zu einer äußerst knappen Entscheidung kam es im Triathlonrennen der Frauen. Nach fast zwei Stunden Renndauer liefen Nicola Spirig (Schweiz) und Lisa Nordén (Schweden) mit der gleichen Zeit ins Ziel. Erst das Zielfoto entschied zugunsten der Schweizerin, die einen Vorsprung von wenigen Zentimetern gehabt hatte. Das Rennen der Männer gewann überlegen der Brite Alistair Brownlee, während sein jüngerer Bruder Jonathan Brownlee Dritter wurde.

### Volleyball
Hallenvolleyball

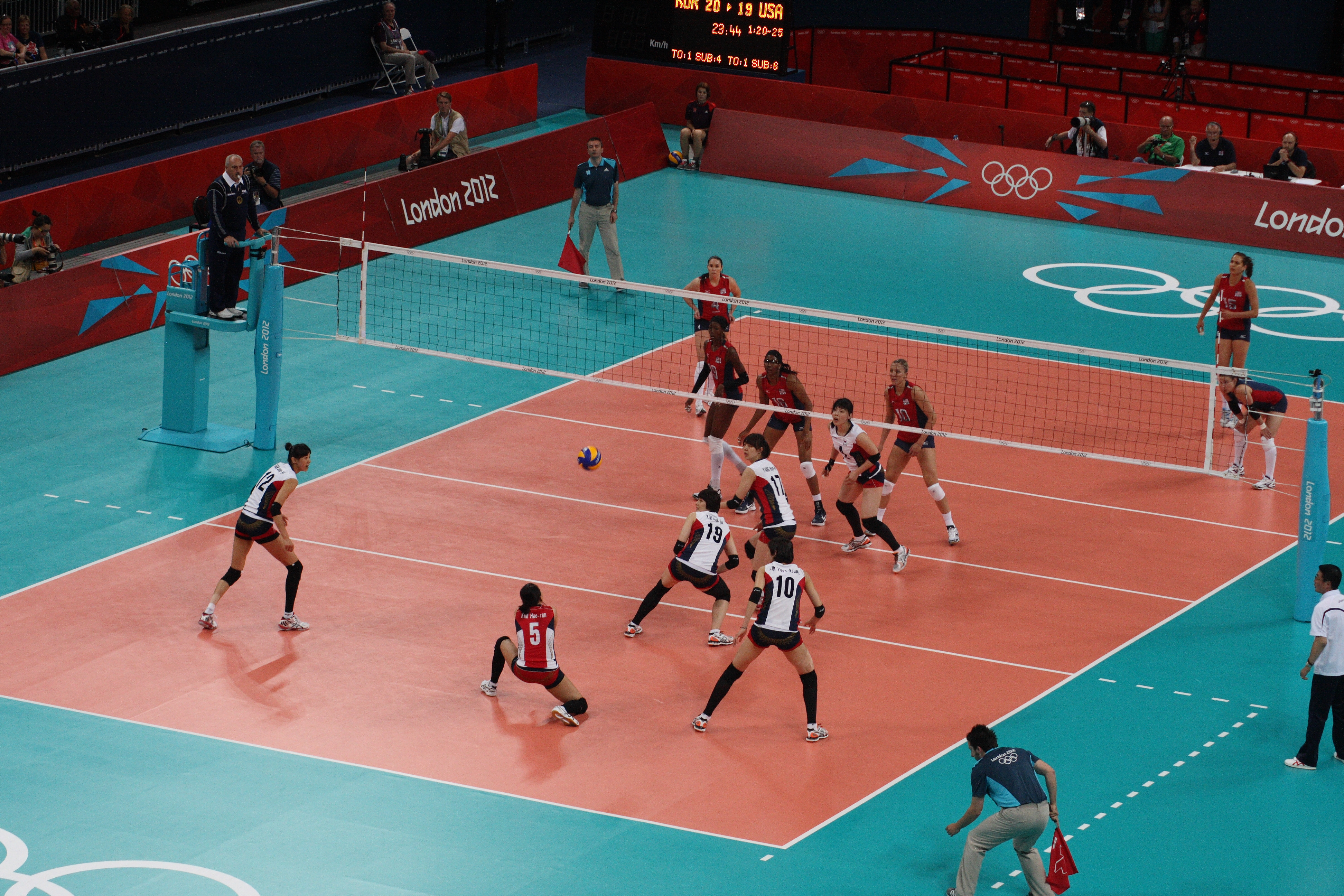
Halbfinale der Frauen Südkorea–USA

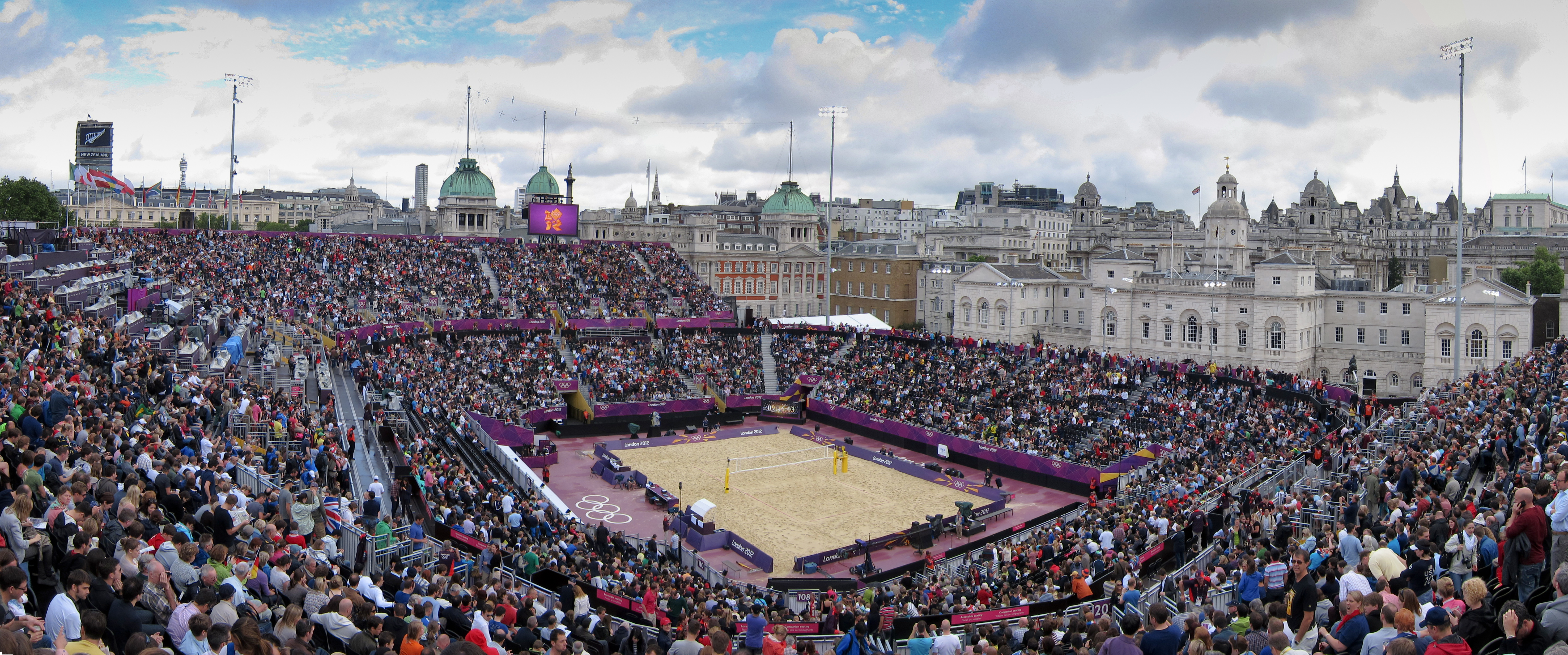
Beachvolleyball-Arena im Stadtzentrum

Die deutschen Männer erreichten mit dem Einzug ins Viertelfinale den fünften Platz und somit das beste Ergebnis seit der Silbermedaille der DDR 1972. Im Finale setzte sich Russland nach einem 0:2-Satzrückstand gegen Brasilien durch und gewann die erste Goldmedaille seit dem Heimspiel 1980 in Moskau. Bronze ging an Italien. Bei den Frauen kam es zur Wiederholung des Endspiels von 2008 zwischen Brasilien und den USA, das die Titelverteidigerinnen aus Südamerika wieder für sich entschieden. Japan gewann Bronze.
 Beachvolleyball
Die Deutschen Julius Brink und Jonas Reckermann, die bereits 2009 Weltmeister sowie 2011 und 2012 Europameister wurden, sorgten mit dem Gewinn der Goldmedaille im Finale gegen die amtierenden Weltmeister Emanuel Rego und Alison Cerutti für den ersten europäischen Olympiasieg in dieser Sportart. Die Letten Mārtiņš Pļaviņš und Jānis Šmēdiņš gewannen das Spiel um Bronze gegen die Niederländer Reinder Nummerdor und Richard Schuil. Das zweite deutsche Duo Jonathan Erdmann und Kay Matysik schied im Achtelfinale gegen Emanuel/Alison aus.
Bei den Frauen kam es in der ersten K.-o.-Runde zum deutschen Duell zwischen Sara Goller/Laura Ludwig und Katrin Holtwick/Ilka Semmler. Goller/Ludwig entschieden das Spiel für sich und mussten sich anschließend im Viertelfinale den Weltmeisterinnen Larissa França und Juliana Felisberta da Silva geschlagen geben. Die Brasilianerinnen gewannen später die Bronzemedaille. Im Endspiel wurden Kerri Walsh und Misty May-Treanor mit dem Sieg gegen ihre Landsleute Jennifer Kessy und April Ross zum dritten Mal in Folge Olympiasieger.

### Wasserball

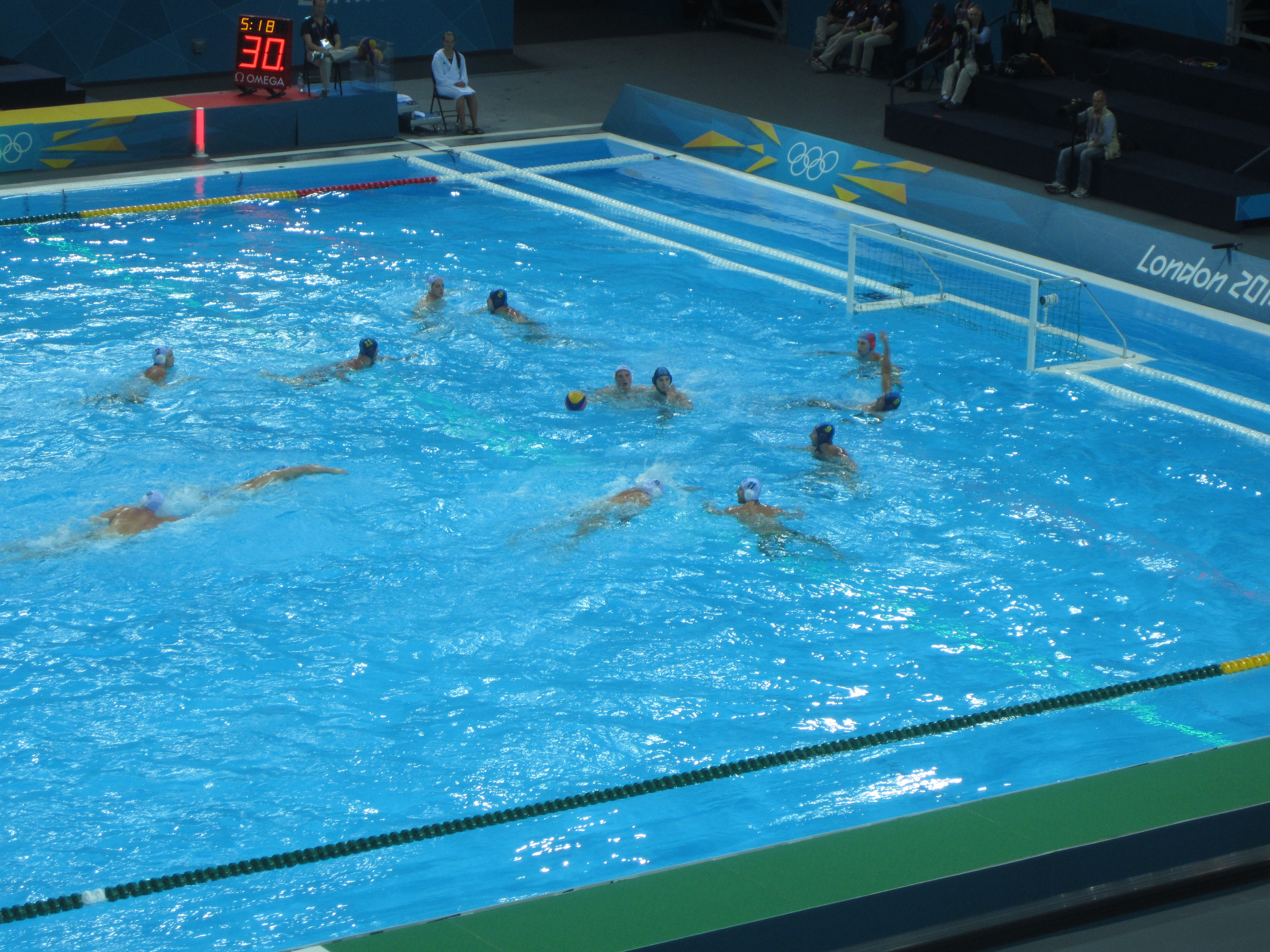
Vorrundenspiel der Männer zwischen Kasachstan und Australien

Das Wasserballturnier entschied erstmals Kroatien für sich, das sich im Finale mit 8:6 gegen Italien durchsetzte. Bronze ging nach einem 12:11-Sieg im Spiel um Platz drei gegen Montenegro an die serbische Mannschaft. Der Olympiasieg bei den Frauen ging erstmals an die USA. Die Amerikanerinnen schlugen im Finale Spanien mit 8:5. Australien sicherte sich mit einem 13:11-Sieg über Ungarn die Bronzemedaille.

### Wasserspringen
Wie erwartet die erfolgreichste Nation im Wasserspringen war China mit sechs von acht möglichen Goldmedaillen. Bei den Frauen blieb China ungeschlagen. Es siegten Wu Minxia im Kunstspringen und Chen Ruolin im Turmspringen, während Wu zusammen mit He Zi im 3-Meter-Synchronspringen und Chen zusammen mit Wang Hao im 10-Meter-Synchronspringen erfolgreich war. Die Siege in den Einzeldisziplinen der Männer gingen an den Russen Ilja Sacharow (Kunstspringen) und den US-Amerikaner David Boudia (Turmspringen). Die Synchronsprungwettbewerbe entschieden die Chinesen Luo Yutong und Qin Kai (3 m) sowie Cao Yuan und Zhang Yanquan (10 m) für sich.

## Doping
Während der Olympischen Spiele 2012 wurden 5000 Dopingtests vorgenommen, was gegenüber 2008 einem Anstieg von zehn Prozent entsprach. Somit erfolgten mehr Tests als jemals zuvor bei Olympischen Spielen. Das von der Welt-Anti-Doping-Agentur akkreditierte Laboratorium befand sich in Harlow. Es wurde vom Unternehmen GlaxoSmithKline zur Verfügung gestellt und von Wissenschaftlern des King’s College London geleitet. Auch das Reinigungspersonal war besonders geschult worden, um Doping zu erkennen. Bereits bei den Winterspielen 2002 hatten Reinigungskräfte Dopingvergehen der österreichischen Mannschaft aufgedeckt. Das Personal sollte bei der Arbeit Dopingutensilien und verdächtiges Verhalten selbst erkennen und melden. Außerdem sollte mit einem neuen Testverfahren die Einnahme von Wachstumshormonen auch nach drei Wochen nachgewiesen werden können.
Der italienische Geher Alex Schwazer wurde noch vor Ankunft in London positiv auf EPO getestet und disqualifiziert. Einen Tag nach Ende der Spiele wurde die belarussische Kugelstoßolympiasiegerin Nadseja Astaptschuk disqualifiziert, nachdem sie zweimal positiv auf Anabolika getestet worden war; der Olympiasieg ging nachträglich an die Neuseeländerin Valerie Adams.
Bei Nachtests im ersten Halbjahr 2016 wurden 15 Sportler aus neun Nationen und zwei Sportarten sowohl in der A- als auch in der B-Probe positiv getestet.
Während der Olympischen Sommerspiele 2016 wurden Nachtests zu den Spielen von 2012 und 2008 durchgeführt. Dabei wurde dem Speerwerfer Alexander Pjatnyzja aus der Ukraine wegen Anabolika die Silbermedaille aberkannt. Nachträglich wird die Silbermedaille dem Finnen Antti Ruuskanen zuerkannt. Auf den Bronze-Platz rückt der Tscheche Vítezslav Veselý. Überführt wurde auch der belarussische Hammerwerfer Pavel Krywizki.
Den russischen Geherinnen Olga Kaniskina und Jelena Laschmanowa wurden nachträglich unter anderem ihre Olympiamedaillen über 20 km Gehen aberkannt.

## Marketing

### Fanartikel
Das LOCOG vertrieb in Zusammenarbeit mit verschiedenen Herstellern eine Vielzahl an Fanartikeln. Beispielsweise brachte der Spielzeugwarenhersteller Hornby Airfix-Modelle aller olympischen Wettkampfstätten und eine olympische Scalextric-Spielzeugkollektion in den Handel. Im März 2011 gab das LOCOG eine Reihe von Trainingshandbüchern heraus. Diese und andere Artikel wurden online sowie in London in fünf Läden mit der Bezeichnung „The London 2012 Shop“ verkauft. Zusätzlich verkaufte Adidas eine London-2012-Kollektion in seinem Flagship-Store an der Oxford Street, ebenso die Ladenkette Next an einigen ausgewählten Standorten. Sainsbury’s als offizieller Sponsor der Paralympics hatte ebenfalls besondere Olympia-Artikel im Angebot.

### Offizielles Lied
Die Single Survival der englischen Rockband Muse war das offizielle Lied der Olympischen Spiele. Gespielt wurde es bei Berichten internationaler Fernsehstationen über die Spiele, vor den Siegerehrungen und wenn die Sportler die Wettkampfstätten betraten.

### Briefmarken und Münzen
Im August 2009 beauftragte die Royal Mail Künstler und Illustratoren mit dem Entwurf von 30 Briefmarken; diese wurden von 2009 bis 2011 in Zehnerserien herausgegeben. Die Briefmarken symbolisieren die Tatsache, dass es die 30. Olympischen Spiele waren. Jede Briefmarke stellt eine olympische oder paralympische Sportart vor, zusammen mit dem offiziellen Logo. Die Royal Mail hatte sich ursprünglich auch an Fotografen gewandt, gab diese Idee aber auf. Von Gesetzes wegen hätten die Fotos bereits verstorbene Personen zeigen müssen, da im Vereinigten Königreich Mitglieder der königlichen Familie die einzigen lebenden Personen sind, die auf Briefmarken abgebildet werden dürfen.
Die Royal Mint gab im November 2011 zwei Sondermünzen mit einem Nennwert von fünf Pfund heraus, entworfen von Pippa Sanderson und Saiman Miah. Wie seit den Olympischen Spielen 1952 üblich, prägte die Royal Mint zusätzlich je eine besondere Münze, die aus einem Kilogramm Gold bzw. Silber bestehen. Das Prägen derart großer Münzen erforderte den Erlass eines neuen Münzgesetzes durch das Parlament.

### „Chariots of Fire“
Der 1981 mit mehreren Oscars ausgezeichnete Film Die Stunde des Siegers (Chariots of Fire), der die britischen Leichtathletikerfolge bei den Olympischen Spielen 1924 thematisiert, war ein wiederkehrendes Motiv bei der Promotion. Die von Vangelis komponierte Titelmelodie wurde beim Londoner Neujahrsfeuerwerk 2012, das die Olympischen Spiele zum Thema hatte, gespielt. Die bekannte Strandlaufszene des Films und die Titelmelodie fanden Verwendung im Werbespot Let′s Make It Great, Britain, der von The Sun in Auftrag gegeben worden war.
Als offizieller Teil der Feierlichkeiten des London 2012 Festival war in über hundert britischen Kinos eine digital nachbearbeitete Version von Chariots of Fire zu sehen. Die Wiederveröffentlichung erfolgte ab 13. Juli 2012. Eine Umsetzung des Films in Form eines Theaterstücks hatte am 9. Mai Premiere im Londoner Hampstead Theatre und war ab 23. Juni auch im Theaterviertel West End zu sehen.
Während der Eröffnungsfeier wurde das Stück vom London Symphony Orchestra unter der Leitung von Simon Rattle live interpretiert. In einer Einspielung war Rowan Atkinson in der Rolle des Mr. Bean zu sehen, wie er in der bekannten Strandlaufszene des Films die anderen Läufer mit unfairen Mitteln schlägt. Ferner wurde jede Zeremonie der Medaillenverleihung mit der Filmmusik unterlegt.

### Nachhaltigkeitskonzept
Schon in Londons Olympiabewerbung 2003 hieß es, dass Olympia 2012 die nachhaltigsten Spiele überhaupt werden sollten. Nach dem Zuschlag im Jahr 2005 wurde die „Commission for a Sustainable London 2012“ im Januar 2007 ins Leben gerufen, die sich folgende Zielsetzungen stellte:
- Geringstmöglicher Ausstoß von Kohlendioxid beim Bau des Olympiaparks und der Wettkampfstätten
- Geringstmöglicher Abfall während der Bauphase
- Einsatz umweltfreundlicher Stoffe
- Förderung und Verbesserung gesunder Lebensbedingungen
- Zusammenarbeit mit den Kommunen im Olympiapark und seiner Umgebung

Bereits mit der Wahl des Areals waren Nachhaltigkeitsaspekte berücksichtigt worden. So wurde ein von Arbeitslosigkeit und Industriebrachen geprägter Ostlondoner Stadtteil in einen Park verwandelt – ausgestattet mit sauberen erneuerbaren Energie- und Wasserquellen, die auch nach den Olympischen Spielen 2012 bestehen blieben.

## Berichterstattung

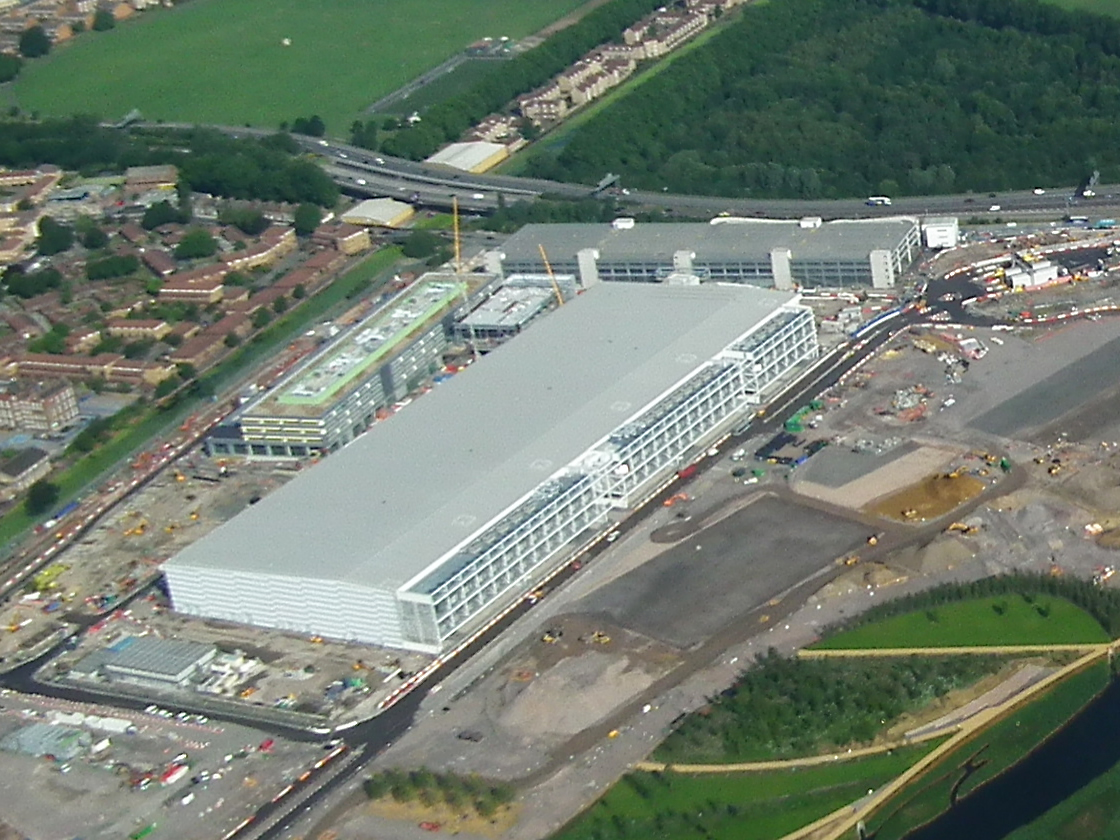
London Olympics Media Centre

Am nordwestlichen Rand des Olympiaparks befand sich das London Olympics Media Centre, das Medienzentrum der Olympischen Spiele und der Paralympics, welches mehr als 20.000 Medienschaffenden Platz bot.
Der überwiegende Teil der Fernsehbilder wurde von Olympic Broadcasting Services (OBS) produziert. Als Hauptsendeanstalt in Großbritannien (Home Broadcaster) trat die British Broadcasting Corporation (BBC) in Erscheinung. Die BBC hatte es sich zum Ziel gesetzt, sämtliche Wettkämpfe zu übertragen, insgesamt rund 5000 Stunden auf mehreren Kanälen. Die Fernsehrechte für die Vereinigten Staaten machten über die Hälfte der Einnahmen des IOC aus Senderechten aus. Diese waren im Besitz der NBC, die 1,181 Milliarden USD allein für die Olympischen Sommerspiele 2012 bezahlte, was gegenüber 2008 eine Preissteigerung von 32 % bedeutete.
Zwei Kabelfernsehsender berichteten länderübergreifend, Eurosport in ganz Europa und ESPN in neun südamerikanischen sowie 22 asiatischen Ländern. Verschiedene Fernsehsender boten Übertragungen im 3D-Format an, unter anderem NBC, CCTV, BBC, Nine Network, Eurosport und Sky 3D. Außerdem ging NBC eine Partnerschaft mit YouTube ein, um Livestream-Übertragungen von allen Entscheidungen im Internet anzubieten.
Die Rechte für die Fernsehübertragung in Deutschland lagen bei ARD und ZDF. Im Gegensatz zu den beiden vergangenen Spielen nutzten diese nicht die Möglichkeit, parallel laufende Wettbewerbe in ihren Spartenprogrammen zu übertragen, sondern die jeweiligen Mediatheken im Internet (ARD Mediathek, Das Erste: Mediathek, ZDFmediathek) sowie HbbTV bei beiden Sendern. Über HbbTV wurden bis zu sechs Live-Übertragungen gleichzeitig angeboten, zusätzlich noch der aktuelle Medaillenspiegel und alle Wettkämpfe im Liveticker. In der Schweiz übertrugen SF zwei, RTS Deux und RTS Sport sowie RSI LA 2. Außerdem gab es im Internet und in der App des Schweizer Fernsehens drei weitere unkommentierte Kanäle. In Österreich wurden die Spiele vom ORF ausgestrahlt. Die Europäische Rundfunkunion präsentierte zudem alle Fernsehübertragungen ihrer Mitglieder in einer eigenen Mediathek, ebenso die Streams des Olympic Broadcasting Services sowohl live als auch auf Abruf aus dem Archiv.
Der BBC-Hörfunk produzierte unter dem Namen BBC Radio 5 live Olympics Extra ein eigenes Radioprogramm, das rund um die Uhr ausschließlich über die Olympischen Spiele berichtete. Das Programm war aus rechtlichen Gründen nur innerhalb Großbritanniens zu hören. Anfangs durften sämtliche Hörfunksendungen der BBC, die über die Spiele berichteten, nur innerhalb Großbritanniens ausgestrahlt werden. Auch die Nachrichtenmagazine in anderen Programmen wurden nicht weltweit gestreamt. Erst ab dem 30. Juli 2012 änderte sich das. Von da an wurden auch Magazine, bei denen die Olympia-Berichterstattung nur einen geringen Umfang der gesamten Sendung ausmachte, wieder im Livestream ins Ausland übertragen.
Die ARD-Anstalten und das Deutschlandradio brachten kurze Live-Einblendungen mit Reportagen in das laufende Programm. Eine Olympiawelle mit laufender Hörfunkberichterstattung, wie in früheren Jahren, gab es nicht.

## Kritik und Kontroversen

### Protektionismusvorwürfe
Im Zusammenhang mit den Sponsorenvereinbarungen wurde dem Veranstalter Protektionismus vorgeworfen. So konnten Eintrittskarten der Wettkämpfe, die allein über das Internet verkauft wurden, ausschließlich mit den Kreditkarten des Hauptsponsors bezahlt werden. Eine Fastfood-Kette erhielt das exklusive Recht, Pommes frites anzubieten, während dies ansonsten nur als Beilage, zum Beispiel von Fish and Chips, erlaubt war. Logos aller Firmen ohne Sponsorenvertrag wurden vom Olympiagelände verbannt, selbst die Bekleidung der Besucher war davon betroffen. NGOs protestierten gegen die Sponsoren BP, Rio Tinto und Dow Chemical. Der Markenschutz war der restriktivste, den es bei Olympischen Spielen je gab. In der Werbung waren Wörter wie „Gold“, „Silber“, „Bronze“, „Sommer“, „Sponsoren“ und „London“ dem Veranstalter und den Sponsoren vorbehalten. Gaststätten, welche Live-TV-Berichterstattung ankündigten, mussten darauf achten, dass die Tafeln kein Logo einer Nichtsponsorfirma hatten. Ebenso durfte keine verkaufte Speise eine Verbindung zu den Olympischen Spielen aufweisen. 300 Kontrolleure überwachten die Vorgaben und brachten Verstöße vor Gericht. Regelverstöße wurden mit bis zu 20.000 Pfund geahndet.

### Missbräuchliche Mieterhöhungen
Shelter, eine Wohlfahrtsorganisation für Obdachlose, berichtete im Februar 2012, Vermieter in der Nähe der Wettkampfanlagen im Osten Londons hätten Mietzinse erhöht oder Mietverträge mit neuen Klauseln versehen, mit denen die Mieter vor den Olympischen Spielen zur Aufgabe ihrer Wohnungen gezwungen würden. Das zuständige Ministerium für Gemeinwesen und Lokalverwaltung entgegnete, es gäbe keine Hinweise auf solche Praktiken. Drei Monate später berichtete jedoch die BBC, Shelter lägen Beweise vor, wonach Vermieter skrupellos handelten und Bewohner illegal zur Räumung zwangen. Die BBC zitierte einen Immobilienmakler, wonach Wohnungen, die üblicherweise 350 Pfund pro Woche kosten, nun für 6000 Pfund pro Woche angeboten würden. Die potenziellen Profite hätten einige Vermieter dazu bewogen, Mieter äußerst kurzfristig zum Verlassen ihrer Wohnungen zu zwingen.

### Kampagne gegen den bahrainischen Prinzen Nasser
Im Juni 2012 forderte das European Center for Constitutional and Human Rights (ECCHR) die britischen Behörden auf, Nasser bin Hamad Al Chalifa, den Präsidenten des Bahrainischen Olympischen Komitees, die Einreise während der Olympischen Spiele zu verweigern. Prinz Nasser, Sohn von König Hamad bin Isa Al Chalifa und Kommandant der königlichen Garde Bahrains, wurde der Folter und der Verletzung von Menschenrechten während der Proteste in Bahrain beschuldigt. Das ECCHR machte geltend, er habe bahrainische Athleten unterdrückt, die ihre Unterstützung für die prodemokratischen Proteste zum Ausdruck gebracht hatten. Mehr als 150 Athleten, Trainer und Schiedsrichter seien willkürlich verhaftet, misshandelt und gefoltert worden. Die weltweit tätige politische Stiftung Avaaz unterstützte die Forderung des ECCHR.

### Soziale Medien und Nutzungsbedingungen
In Dänemark und Schweden wurde im November 2011 Kritik an den IOC-Richtlinien bezüglich Social Media laut. Mit diesen sei das Recht der Athleten auf freie Meinungsäußerung beschnitten worden. Gemäß den Richtlinien durften Athleten keine Bewertungen anderer Teilnehmer vornehmen, keine Fotos anderer Athleten ohne deren Genehmigung hochladen, nicht für ihre eigenen Sponsoren werben und nicht die olympischen Ringe verwenden. Das IOC richtete zudem eine Website ein, die dazu dienen sollte, vermutete Vergehen gegen die Richtlinien zu melden.
Berichterstattung mit Weblinks auf www.london2012.com sollten nur positiv zulässig sein. Die Nutzungsbedingungen schrieben vor, dass derjenige, der einen Link – nur Textlinks sind hiernach erlaubt – zu einer London-2012-Seite setzte, die Olympischen Spiele nicht in einem „falschen, irreführenden, abfälligen oder sonst wie anstößigen Licht erscheinen zu lassen habe“.

### Argentinische Olympiawerbung
Am 2. Mai 2012, dem 30. Jahrestag der Versenkung des Kreuzers General Belgrano während des Falklandkriegs, wurde in Argentinien ein umstrittener Werbefilm gezeigt. In diesem war zu sehen, wie Fernando Zylberberg, Kapitän der argentinischen Hockeynationalmannschaft, in Port Stanley, der Hauptstadt der Falklandinseln, ein Training absolviert. Der Film endete mit dem Slogan „Um auf britischem Boden zum Wettkampf anzutreten, trainieren wir auf argentinischem Boden.“ Der Sekretär des britischen Verteidigungsministeriums bezeichnete den Film als „geschmacklos“. Das IOC stellte sich auf den Standpunkt, die Spiele seien keine politische Plattform. Gerardo Wertheim, Vorsitzender des Argentinischen Olympischen Komitees, schloss sich der Kritik an. Zylberberg wurde einige Tage später aus dem argentinischen Hockeykader gestrichen.

### Schweigeminute für die Opfer von München
Wenige Wochen vor Beginn der Spiele begann eine Kampagne, die das IOC dazu bewegen sollte, während der Eröffnungsfeier eine Schweigeminute abzuhalten – in Gedenken an die elf israelischen Athleten und Trainer, die 1972 beim Münchner Olympia-Attentat von palästinensischen Terroristen ermordet worden waren. Der amerikanische Präsident Barack Obama unterstützte öffentlich die Kampagne. Diesem Aufruf schlossen sich der Senat der Vereinigten Staaten, der Deutsche Bundestag sowie zahlreiche Abgeordnete der Parlamente Kanadas, Australiens, Großbritanniens und Italiens an. Das Olympische Komitee lehnte eine Schweigeminute jedoch ab, da schon bei verschiedenen Gelegenheiten der Opfer gedacht worden sei. Stattdessen fand am 6. August eine Gedenkfeier in der Londoner Guildhall statt.

### Missachtung des Ramadans
Die Olympischen Spiele wurden zu einem Termin abgehalten, der in den Ramadan fiel. Hierdurch waren ca. ein Drittel der Teilnehmer in den Konflikt geraten, entweder ihre religiösen Pflichten zu vernachlässigen oder mit geringerer Leistungsfähigkeit an den Start zu gehen. Auch wenn manche religiöse Führer aus islamischen Ländern versucht hatten, Ausnahmeregelungen für ihre Gläubigen zu erwirken, so hatte es doch deutlich gemacht, dass religiöse Vielfalt im Denken der Organisatoren keine Rolle gespielt hatte.

### Sicherheitsdebatte
Bereits im Vorfeld der Spiele hatte es Kritik an den Sicherheitsvorkehrungen gegeben, nachdem das Sicherheitsunternehmen G4S nicht in der Lage gewesen war, die angeforderten zivilen Sicherheitskräfte bereitzustellen, und stattdessen die British Army ihr Kontingent erweitern musste. US-Präsidentschaftskandidat Mitt Romney, Leiter des Organisationskomitees der Olympischen Winterspiele 2002 in Salt Lake City, hatte sich „beunruhigt“ über die Sicherheitsmaßnahmen gezeigt und mit dieser Äußerung zum Teil heftigen Widerspruch beim britischen Premierminister David Cameron und Londons Bürgermeister Boris Johnson ausgelöst.
Während der Eröffnungsfeier gelang es einer zu diesem Zeitpunkt unbekannten Frau, sich beim Einmarsch der Nationen unter die indische Delegation zu mischen und neben dem Fahnenträger Sushil Kumar zu gehen. Vertreter des NOK Indiens forderten daraufhin die Organisatoren in einem Brief zu einer offiziellen Stellungnahme auf.